# スズキ・アルト
アルト（Alto）は、スズキのハッチバック型軽自動車（日本国外仕様車においてはAセグメント）のブランド（商標）、および車名である。

## 概要
初代はフロンテの商用車版姉妹車として1979年に発売され、軽ボンネットバンブームの火付け役となって大ヒットし、以後、ワゴンRの登場まで、同社を代表する軽自動車であった。アルトシリーズ累計生産台数は480万台以上で、2016年12月12日に、国内累計販売台数（ラパンを除く）がスズキ車で初となる500万台を達成。2024年（令和6年）5月に初代モデルの発売開始から45周年を迎えており、2025年（令和7年）1月現在においてもハッチバック型の主力車種として生産・販売されている。
本稿での型式は各世代の中から例を記す。仕様により型式が異なるものがある。型式末尾「S」はセダン、「V」はバン。
また、本稿では以下のモデルについても便宜上記述する。販売戦略上、滅多に正式名称で呼ばれない派生車種「ラパン」については、当該項目を参照。
- アルト バン（ALTO VAN ） - 軽ボンネットバン
- アルト ウォークスルーバン
- アルト スノーライナー - 実用型4輪駆動モデル
- ホットハッチ
  - アルト ターボ
  - アルトツインカム12RS
  - アルト ワークス（ALTO WORKS）
  - アルト ターボRS（ALTO TURBO RS）
- アルト ハッスル - 乗用車/商用車兼用モデル
- アルト エコ（ALTO ECO） - 乗用車専用モデル

## 初代 SS30V/40V型（1979年 - 1984年）
1979年（昭和54年）5月、発売。軽乗用車フロンテの商用版姉妹車である。型式はH-SS30V。「軽ボンネットバン」と呼ばれる「節税型軽乗用車」ジャンルを創成し、その後の軽自動車市場に大きな影響を与えた。当時、鈴木自動車工業社長に就任して間もなかった鈴木修が、社長就任後初めて陣頭指揮を執って製品化にあたった新型車であり、鈴木修自身にとっても自らの地位を確固たる物とした記念すべきモデルとなった。
1970年代中期以降、日本の軽乗用車市場は排ガス規制対策と550 cc 規格移行前後の混乱・低迷期の最中にあり、各社は在来モデルの排気量・車幅拡大などでお茶を濁す停滞に陥り、新たな展開が模索される状態にあった。スズキでは排出ガス対策エンジンの開発が不調で、トヨタ自動車からの伝手によって競合するダイハツ工業製のエンジンを購入して自社の軽乗用車に搭載するなど、苦しい状態に置かれていた。1978年6月に社長就任した鈴木修がその打開策として企画したのが、ベーシックカーの原点に立ち返った廉価な新型車の開発であった。
この時点で次期フロンテとなるべき新型軽乗用車の開発が相当に進んでおり、1978年中には発売される予定であったが、鈴木修は「新車発売の1年延期」と「企画の全面的見直し」を敢えて断行し、修の意向によって新型車のコンセプトには大幅な方向修正が図られることになった。
当時の日本で、軽乗用車には15%を上回る高税率の物品税を課されていた。だが軽ボンネットバンを含む商用車は物品税が非課税で、税制面では格段に有利であった。スズキではこの税制のギャップを逆手にとって合法的に節税できる「実質前席2人乗り軽乗用車として機能する軽商用車（軽ボンネットバン）」という商品設定を企画、主に買い物や子供の送り迎えなどに自動車を使う主婦層の需要喚起を新たに狙った。スズキでは開発に際しての市場リサーチで、当時“軽自動車の基本乗車人数は1 - 2名”というデータを得ており、前席の居住性が乗用車並みに確保できるバンの市場商品性に裏付けを持っていた。
価格設定も大胆なものとなった。同時期の一般的な軽乗用車は新車で60万円を超える価格帯で、これに高率の物品税が上乗せされた。一方、市場調査で当時の日本の中古車市場では40万円から50万円程度の中古車の売れ行きが良好であると判明、鈴木修はそのクラスの需要を狙い、市販価格45万円程度の廉価な新車を提供することを目論んだ。この価格設定で利益を確保するには、製造原価を当時としても極度に低い35万円程度に抑えなければならなかった。「目標達成のためなら灰皿やスペアタイヤ、エンジンまでも外せ」とまでの叱咤と共に、鈴木修から過酷な目標を課された開発部門責任者の稲川誠一（当時常務。のちスズキ会長）ら技術陣は、コストダウンを最優先に、安全上問題ない範囲での製造原価見直しを徹底追求した。
基本構成は、前輪駆動方式を採用した2ボックススタイルであり、車内容積はそれなりに広く、当時としてはそこそこ近代的な外観であった反面、機構的には従来モデルの旧型エンジン（T5A）から基本設計を流用した2ストロークエンジン（T5B）、リアサスペンションには廉価でコンパクトであるが旧弊なリーフリジッドを採用するなど、簡素な低コスト構造に徹していた。排出ガス規制が緩い商用車であるため、コストやトルクの面で有利な2ストロークエンジンの採用が容易であった。後部座席は商用車としての規制（荷台スペースを後部座席のスペースと同等以上にする必要がある）から折り畳み式のごく小型なものであったが、実質2人乗りと割り切られていたため大きな問題ではなかった。前輪駆動だがパワーステアリングが小型車で一般化する前の車種であり、プレート型の2本スポークステアリングは径を大きめとして、ラックアンドピニオン式の操舵機構ともども操縦性に配慮している。ブレーキは前輪ディスク式が普及してきていた当時、ややグレードの低い4輪ドラム式であったが、軽量車であったため、性能に見合った制動力は確保されていた。
その随所が、従前の高額化しつつあった軽乗用車とはまったく正反対な、機能最優先に徹した簡潔な仕様であった。少ない点数の大型プレス部材を組み立てたシンプルなボディの装備は、内外装とも極めて簡素に仕立てられていた。一体成形された単純な造形の樹脂製ダッシュボードやインパネ、ヘッドレスト一体型のフロントシート、見栄えはしないが廉価に必要な機能を満たせるゴム製フロアマット、ベニヤ板を背板に使った後部座席、廉価なグレー塗装のスチール製バンパー、電気モーターを全く使用しない手押しポンプ式ウィンドウウォッシャーなどが特徴である。ドア等の内張りを省略できる部分は鉄板塗装処理、ドア開閉用の鍵穴は運転席側のみで、なくとも済む助手席側鍵穴は省略している（キーシリンダーをはめ込む凹みは残してあった。キーシリンダーを装着する仕様のモデルとドアパネルを共用して量産効果を上げるためである）。リアの跳ね上げ式大型ハッチゲートは、アルトの利便性の一つとしてPRされており、リアハッチダンパーを全車に装備していたが、このゲート上の蝶番は露出した外付け構造としてやはり簡略化してあった。
また当初はモノ（単一）グレードで車種内の装備差別化をせず、標準装備はヒーターのみで、ラジオやシガーライターをはじめ追加装備一切は多くがディーラー施工となる50種類以上のオプションで補う設定とした。ボディカラーはフランソワホワイト・アップルレッド・クリスタルシルバーメタリックの3色を設定。
これらの取り組みの結果、当初計画の45万円は達成できなかったが、本体価格「47万円」という、1979年当時の新車の軽自動車としては驚異的な低価格が実現された。フロンテの最廉価グレード車での物品税課税前価格より約10万円も安かったのである。この価格は、それまでの慣例を破って戦略的に、自動車業界初の全国統一車両本体価格（ワンプライス）とされた点でも画期的であった。日本全国の顧客に平等な価格を提示できると共に、全国の媒体で等しく「アルト47万円」と銘打った効果的宣伝が可能となったのである。さらに物品税非課税のメリットが加わり、競合車種となる他社軽乗用車との実質価格差は著しいものとなった。
女性ユーザーへのアピールを念頭にアップルレッドをイメージカラーに採用したアルトが発表されると、その異例な低価格は市場に衝撃を与えた。発売後の販売台数は当初目標の月間5,000台を軽く凌駕して1万8,000台を記録、ほどなく大量のバックオーダーを抱える人気車種となった。増産のため、工場増築が緊急に行われたほどである。「アルト」の成功を受け、他の軽自動車メーカーも追随して同様のコンセプトの軽商用車を発売し、「セカンドカー」需要を開拓した。またアルト売り上げによる着実な収益で、日本の自動車メーカーでも唯一2ストロークエンジンを主力としていたスズキは、工場設備投資による4ストロークエンジン生産体制拡充に取り組み、アルトも含めた主力車種エンジンの4ストローク切り替えを早めることができた。
ゼネラルモーターズは、後のサターンとして結実する未経験の小型車開発にあたり、世界各社の小型車を徹底的に分解し、研究していたが、その中の一つであったこのアルトの設計に驚愕し、スズキとの提携を決めたと言われている。スズキはOEM契約を結び、GMのロワエンドにあたるジオ(GEO)ブランド向け車種のトラッカー(≒エスクード)、メトロ(≒カルタス)の生産を担当した。
累計販売台数は約84万4000台
2024年11月6日、特定非営利活動法人日本自動車殿堂より「今日の軽自動車の地位を確固たるものにした」点が評価され「歴史遺産車」に選定された。

### 年表
- 1980年（昭和55年）5月 - トルクコンバータ式2速AT車を発売。
- 1981年1月 - 3気筒SOHC4ストロークエンジン (F5A) 搭載車発売。型式は「H-SS40V」となった。
- 1981年10月 - 2シーター（定員2名モデル）を追加設定。当時、軽ボンネットバンの急速な普及に対して商用車にも2%の物品税が課せられることになったが、2シーターは対象外とされたため、課税回避策として廉価モデルを設定。軽ボンネットバンの2シーターは他メーカーでも一斉に設定された。これにより価格設定を変更し、2シーターが従来の47万円になり、4シーターは2万円上乗せされた49万円となった。
- 1982年10月 - マイナーチェンジ。全車規格形角形ヘッドランプとなると同時に、上級グレードとなるLタイプ・Gタイプを追加設定。このうちGタイプのみメーカーオプションでデジタル式スピードメーターの装着設定があった。同時に2ストロークエンジン搭載車を廃止。
- 1983年10月 - 四輪駆動「スノーライナー」シリーズ発売。12インチホイール&同12インチタイヤ[注釈 11]を採用し、前輪駆動時にリアデフが引きずり抵抗となることを防ぐ、手動式のリアフリーホイールハブが装備されている。ブレーキシステムは前輪駆動車同様、四輪ドラムブレーキを用いる。
- 1984年4月 - 特別注文車「Cタイプリミテッド」を発売。
- 1984年5月 - エアコン付特別仕様車「マリアンヌ」を発売。

## 2代目 CA71V/72V / CC71V/72V型（1984年 - 1988年）
1984年9月、71V型にフルモデルチェンジ。全車4ストロークエンジン（F5A）を搭載。一部車種に回転ドライバーズシートを採用した。また、スポーティーグレードの「S」には12インチラジアルタイヤ（135SR12）&ハーフホイールカバー付12インチスチールホイール、およびアルトとしては初となるフロントディスクブレーキ、およびタコメーターがそれぞれ標準装備となる。CM出演者は小林麻美。
1984年12月、四輪駆動を追加。発売当初は「スノーライナー」シリーズと呼ばれていた。プッシュボタン式のパートタイム方式で、今回から四輪駆動車にフロントディスクブレーキおよびオートフリーホイールハブが採用された。1986年7月にマイナーチェンジを受け、72V型となる。異形ヘッドランプの採用と、フロント周りおよびインパネの変更を行い、軽自動車初の気筒あたり4バルブ化された3気筒DOHCエンジンを搭載した「ツインカム12RS」シリーズを追加。これと同時に既存の「アルトターボ」はグレード名を「ターボSX」に改名。リアサスペンションには新開発の「アイソトレーテッド・トレーリング・リンク（I.T.L.）」式リジッドコイルサスペンションを四輪駆動車およびスポーティーグレードを含む前輪駆動車の一部の上位グレードに採用。上記の「ツインカム12RS」の登場に伴い、既存の3気筒SOHC・シングルキャブレター仕様のエンジンを搭載したスポーティー風グレードの「S」が廃止。

### 年表
- 1984年12月 - 四輪駆動車追加。
- 1985年2月 - カラードバンパー&カラードフロントグリル、10インチカラードフルホイールカバー、エアコン等を特別装備した特別仕様車「麻美スペシャル」を発売。
- 1985年5月 - 「A」をベースに5速マニュアル、ディスクブレーキと12インチアルミホイール、タコメーター、ブロンズガラス、カラードバンパー、バケットシートを標準装備した特別限定車「キッズ」発売。
- 1985年9月 - 軽自動車初の電子制御燃料噴射装置 (EPI) 付き3気筒SOHCインタークーラーターボモデル「アルトターボ」を追加。グロス44馬力。
- 1985年10月 - アルト累計台数100万台を記念して特別仕様車として5ドアが追加された。軽ボンネットバンとして初の5ドア車となり、後にカタログモデルとなる。
- 1986年7月 - マイナーチェンジを受ける。スズキ初、そして軽自動車としてはホンダ・T360以来19年ぶりとなるDOHCエンジンを搭載した、グロス42馬力の「ツインカム12RS」を追加。同時に「ターボ」を48馬力に強化。
- 1986年7月 - コラム式2速ATとベンチシートを採用した特別仕様車「レジーナ」[注釈 14]が発売された。サイドブレーキは、手で操作するステッキ式を採用している。また、エアコンと回転ドライバーズシートを標準装備したフロアシフト版の女性向け特別仕様車「ジュナ」も同時にラインナップされた。
- 1987年1月 - 「ウォークスルーバン」発売。
- 1987年2月 - 「アルトワークス」シリーズ発売。この世代では単に「ワークス」とも呼ばれた。3気筒4バルブDOHCインタークーラーターボエンジンを搭載し、軽自動車に64馬力の出力規制が設けられる発端となった[注釈 15]。グレードは、前輪駆動の「RS-S（廉価版）」・「RS-X」、ビスカスカップリング式フルタイム四輪駆動の「RS-R」。「RS-X」と「RS-R」には各種エアロパーツが標準装備されていた上に、ピンクを基調とした派手な内装も話題になった。グレードによってはヒーター調整部をラジオかカセットオーディオに変更し、軽自動車としては異例なメーター付近にサテライトスイッチを配する仕様も存在した。CMソングは竹本孝之の「Riding Hi -孤独を感じて-」
- 1987年8月 - 前輪駆動車の一部の上位グレードのAT車が、2速ATからロックアップ付き3速ATに変更されて発売。
- 1988年5月 - エアコン、フロントバケットシート、ブロンズガラスなどを特別装備した特別仕様車「アルト ビーム」を発売。

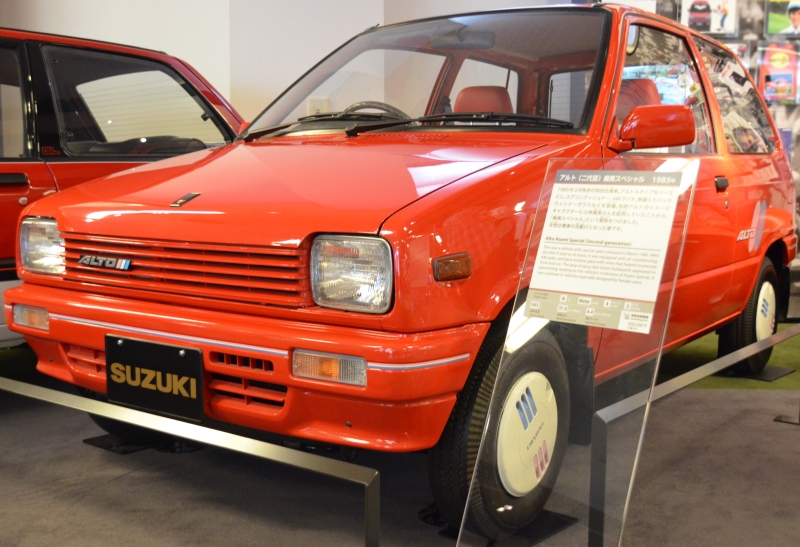
前期型 麻美スペシャル
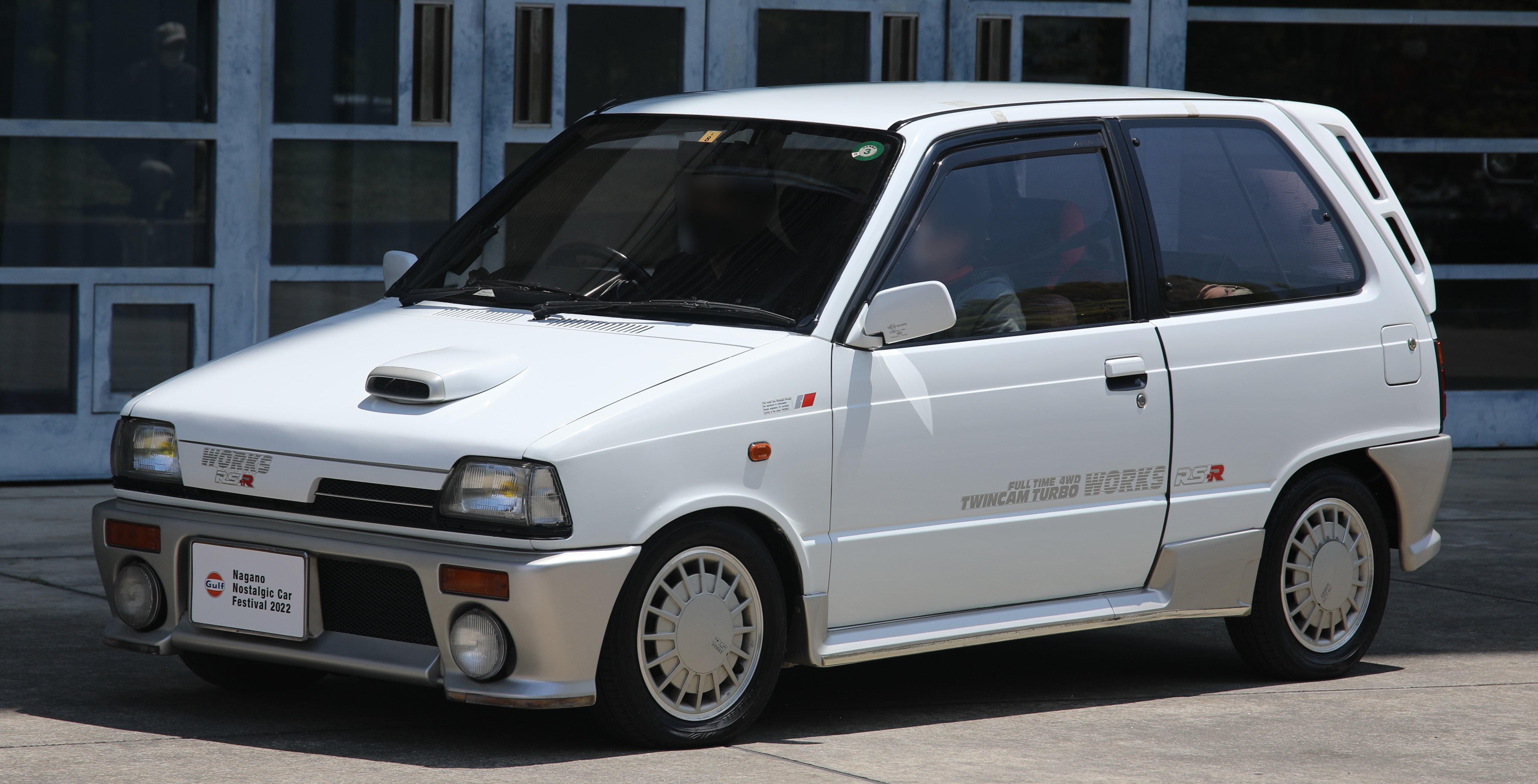
アルトワークスRS-R
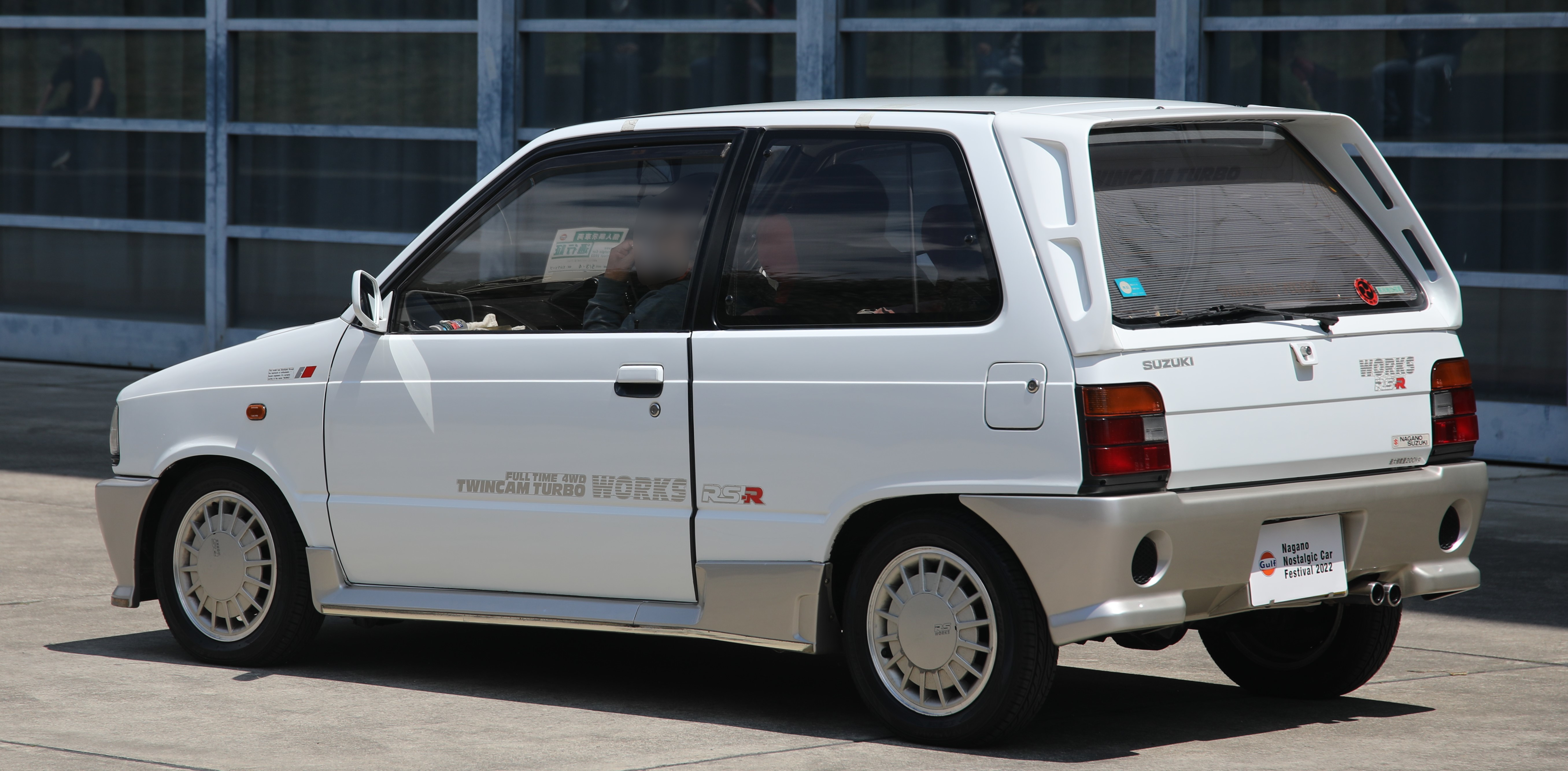

## 3代目 CL11V/21V/22V/CM11V/21V/22V/CN11S/21S/CR22S/CP11S/21S/CS22S型（1988年 - 1994年）
1988年（昭和63年）9月にフルモデルチェンジを受ける。初期のCM出演者は浅香唯（標準モデル）、ポパイとオリーブ（ワークス）。
3代目はホイールベースを一気に伸ばし、当時の軽自動車の中で一番長くすると共に、モデルバリエーションに従来のレジーナなどに加えて、国産車初の両側スライドドアを持つ「スライドスリム」を回転ドライバーズシートと併せて新たに加えた。スライドスリムは2024年8月時点においてもほかにH82W三菱・eK（及びH92W日産・オッティ）の実質1車種しか存在しない｢全高1600mm未満のスライドドア付き軽自動車｣であり、そのうえ『ドライバーファースト』であるフロントスライドドアという点でミニバンの定石たるリアスライドドアを採用する他車種とは一線を画す。
エンジンは先に3代目セルボに搭載されたF5B型直列3気筒SOHC12バルブを一部のグレードに採用した。このモデルからは2代目以降のマツダ・キャロルのベースモデルにも採用された。「ワークス」は独立車種として標準モデルのアルトとは異なるデザインになり、丸形2灯のヘッドランプにエアロパーツで武装した外観を持ち、仕様に関してはF5B DOHCターボのRS系は従来の過激さそのままだったが、F5A SOHCターボ（S系）も設定された。
1989年（平成元年）4月、消費税施行に伴い物品税が廃止されると、ボンネットバンの減税メリットが薄れたため、アルトにも5ナンバー車を設定し、フロンテはアルトに統合される形で生産・販売ともに終了となった。これによって従来のモデルの大半が5ナンバーに切り替わったため、グレード名称の最後に「-S」が付加、さらに、5ドアバンを廃止する代わりに5ドアセダンを4車種設定するなど、セダン重視のラインナップとなる。
1990年（平成2年）3月にマイナーチェンジを受ける。CM出演者は井森美幸に変更。新規格化に伴い、エンジンを550 ccのF5B型から660 ccのF6A型へ変更、さらにフロント部分を大幅変更、前後バンパーも大型化して新規格に対応。ワークスも、バンモデルから乗用5ナンバーモデルへと変化。軽自動車初の運転席SRSエアバッグと同時期のダイハツ・ミラTR-XX同様、4輪ABSがメーカーオプション設定される。レジーナに5ドアを追加設定し、スライドスリムは右側（運転席側）のみをスライドドアとし、左ドア（助手席側）を5ドアのボディパネルに変更して、1:2ドアの形をとった。スライドドアにパワークロージャー機構を採用し、使い勝手を向上させている。
1991年（平成3年）11月、5ドアのBピラー以降の全高を1,600 mm まで高め、荷室容積を拡大したトールワゴン/トールバンモデルの「ハッスル」を追加。コンパクトカーが大きな荷箱を背負った、フランス車に多く見られるフルゴネットスタイルは欧州では大衆的な存在だが、日本ではこのハッスルを含め数例の市販車があるものの主流となり得なかった。ハッスルのボディーは全て3ドアで、バンの「Hu」、ワゴンの「St」と「Le」の各グレードがあり、定員（バン「Hu-2」のみ2名）、トランスミッション、駆動方式（前輪駆動と四輪駆動）の違いで計10車種からなる。通常のアルトを改造して生産する特装車扱いとなる。また、ワークスには青色のボディーカラーの設定があったがこれは1990年（平成2年）の1年間の限定生産であった。型式からわかるように、このモデルは後に登場したセルボとプラットフォームが共通である。
大韓民国においては、この型の5ドアモデルをベースにGM大宇（現在の韓国GM）より「ティコ」の名で同国軽車規格の上限であるエンジンを800㏄に拡大してライセンス生産・販売された。

### 年表
- 1989年1月 - SOHC12バルブエンジンを搭載した上級グレード「エポP2」を追加。
- 1989年4月 - 物品税が廃止に伴い、ボンネットバンのメリットが薄れたためフロンテが廃止されアルトにも5ナンバー車を設定。
- 1989年5月 - ワークスに特別仕様車「ターボS/X・S/R」を発売。
- 1989年7月 - バン「Pe」、セダン「Lf-S」をベースにエアコンなどを装備した200万台達成記念特別仕様車「2M-V」、「2M-S」を発売。
- 1989年11月 - バン「Pe」、セダン「Pe-S」をベースにエアコン、AM/FMカセット、フォグランプを装備した特別仕様車「ビームR」、「ビームR-S」を発売。
- 1990年3月 - 新規格化に伴い、マイナーチェンジ。
- 1990年6月 - セダン「Ce-S」をベースに、エアコン、AM/FMカセット、カラーバンパー、ブロンズガラスなどを装備した特別仕様車「アフタヌーンティー」を発売。
- 1990年7月 - 「ワークスRS/X」をベースに、エンジンをSOHCインタークーラーターボに置換し、エアコン、パワーステアリング、専用アルミホイールなどを装備した特別仕様車「ワークス ターボi.e.」を発売。
- 1991年9月 - マイナーチェンジ。3ドア車のアウタードアハンドルの形状を縦型から横型に変更。インパネも形状変更された。[注釈 17]「ワークスRS/R」および「ワークスRS/X」のリヤブレーキがディスク化された。また「レジーナ」が廃止され、「ワークス ターボi.e.」はカタロググレード化。
- 1991年11月 - 5ドアのBピラー以降の全高を高めて、荷室容積を拡大した「ハッスル」を追加。
- 1991年12月 - セダン「エポP2」をベースに、アゼストCDデッキ、専用シート&マスコットキーなどを装備した特別仕様車「Fスペシャル」を発売。
- 1992年5月 - セダンに「Ce-P」を追加。
- 1992年6月 - 「ワークスR」を追加。全日本ラリー選手権でダイハツ・ミラ X4Rに立ち向かうために開発されたラリー仕様車で四輪駆動のみの設定である。変更点はMTのクロース化・ローファイナル化・フロントマフラー・専用タービン・ビックスロットル・専用コンピューターに変更。内装は軽量化のため簡略化されアンダーコートも最初から塗布されていない状態である。シートも軽量化のためバン用のものを装着しており、そのため「ワークスR」は商用車登録の4ナンバーである。競技用ベースモデルのため外観や装備は簡素で、車体色の設定は白のみ、ドアミラーは素地色そのままの黒、ホイールはスチール製である。初期のC系ワークスRの車体の前後には専用のグレードステッカーが貼られているが、後期になるとフロントは標準車と同じものになり、リヤにはグレードステッカーが貼られていない。

「ワークスR」はその翌年から2年連続で、全日本ラリー選手権Aクラスと全日本ダートトライアル選手権A1クラスのチャンピオンマシンとなっている。
- 1992年9月 - 特別仕様車「エポP2-S」を発売。以降、2か月の間に2台の特別仕様車が追加され、翌月には「Fe-P」を、その翌々月には前年に発売された「Fスペシャル」を発売。この「Fスペシャル」は3ドアセダンの「エポP2-S」がベースとなった。これと同時に「ハッスル」が乗用モデル・商用モデルを問わず販売不振のため販売終了となった。
- 1993年5月 - 3ドアセダン「Ce-P」をベースに、エアコン、FMカセット、パワステ・パワーウィンドウを装備し、機能を充実した特別仕様車「Ce-S」を発売。
- 1993年10月[11] - ハッスルの生産終了。在庫対応分のみの販売となる。
- 1993年11月 - 「ワークス ターボi.e.」をベースにAM/FMステレオ、パワードアロックなどを装備した特別仕様車「ワークスFスペシャル」を発売。
- 1994年4月 - 全タイプで一部改良。
- 1994年10月[12] ｰ 残りの全グレードの生産終了。在庫対応分のみの販売となる。
- 1994年11月 - 4代目と入れ替わる形で販売終了。

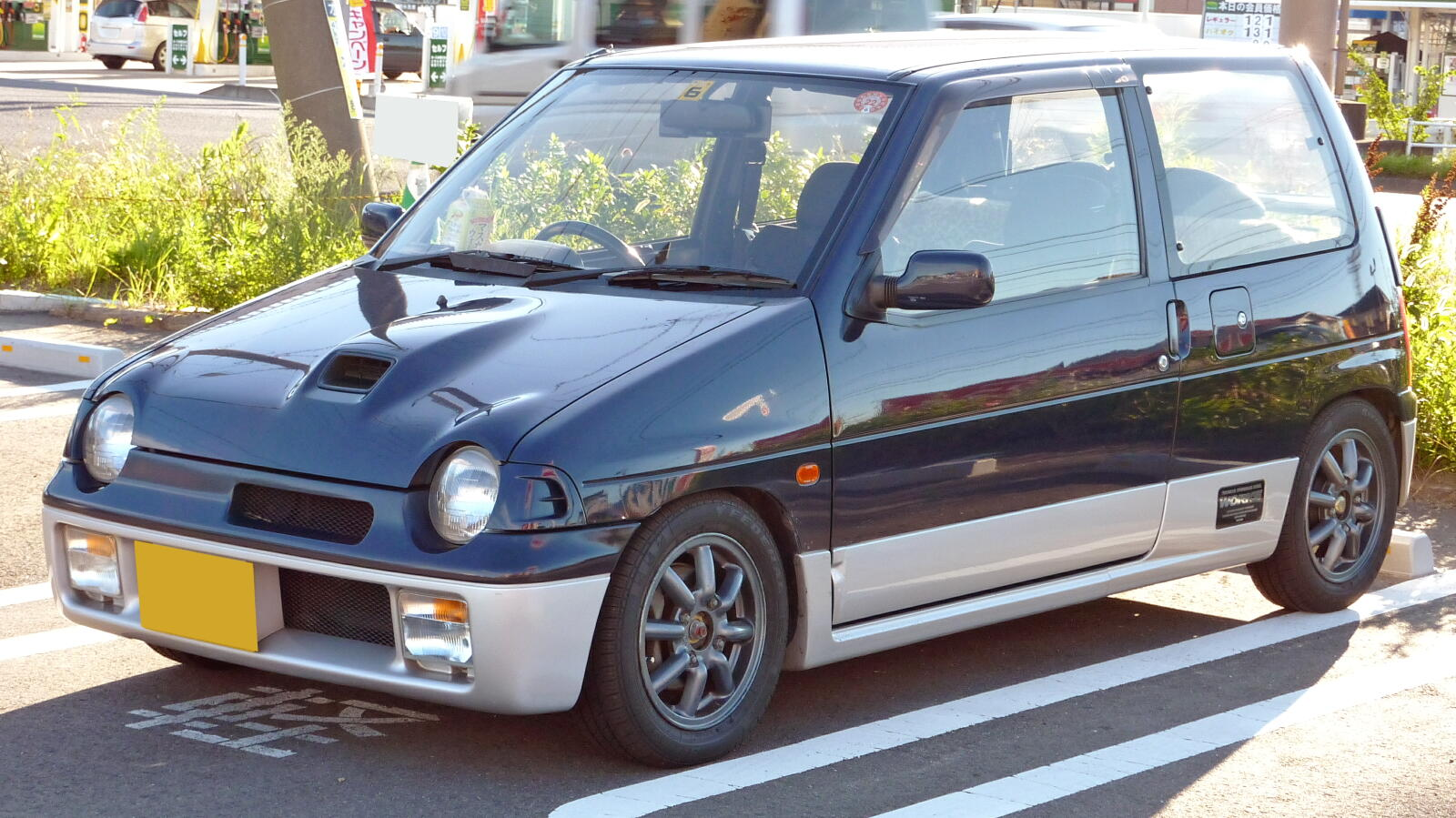
アルトワークス
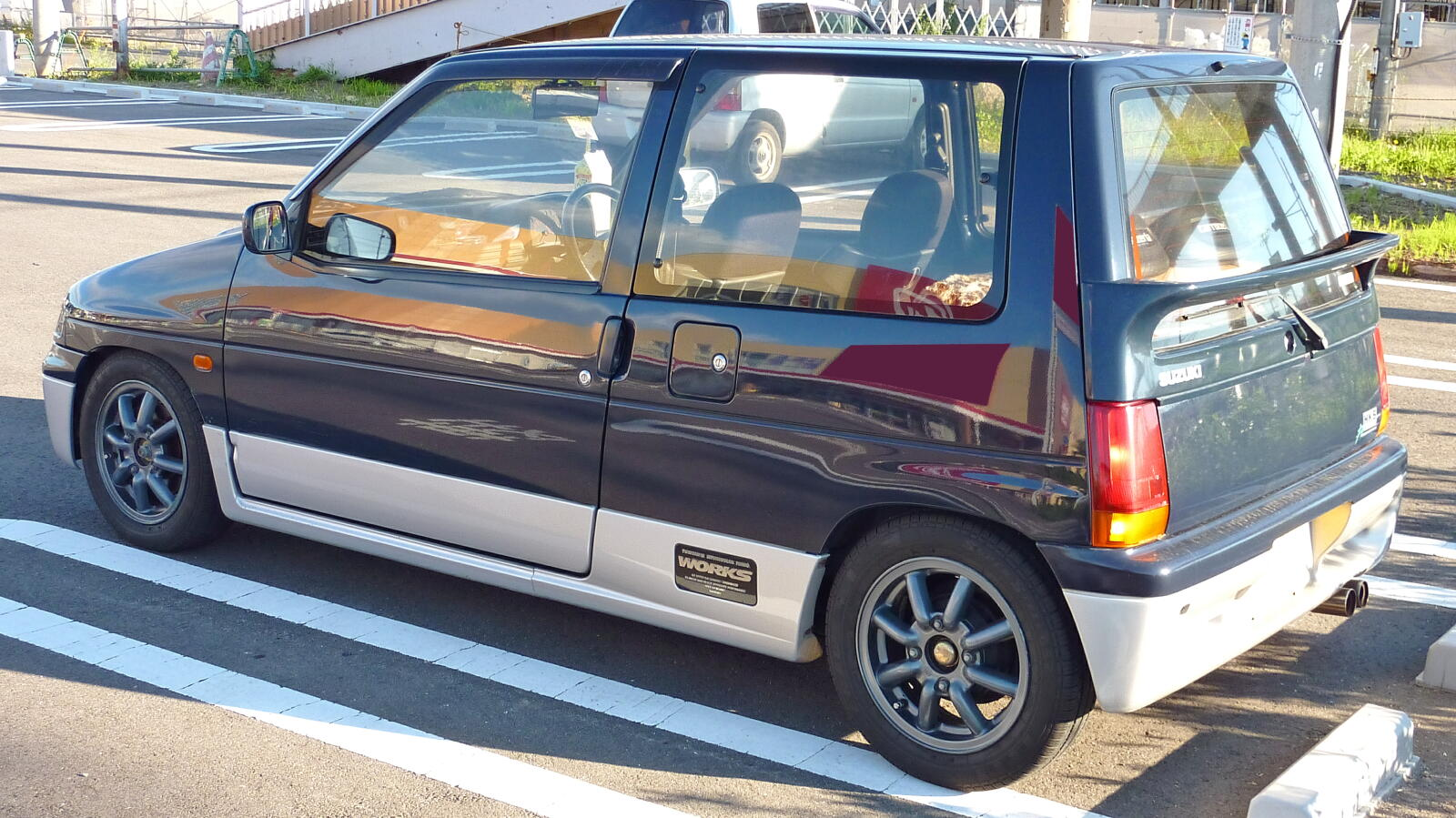
アルトワークス（リア）
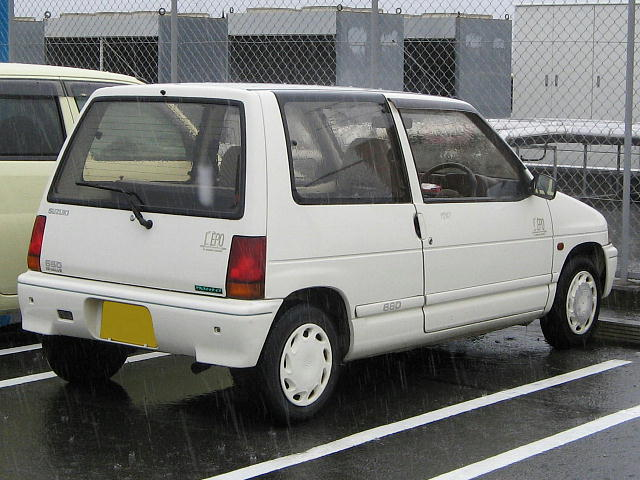
3ドア（リア）
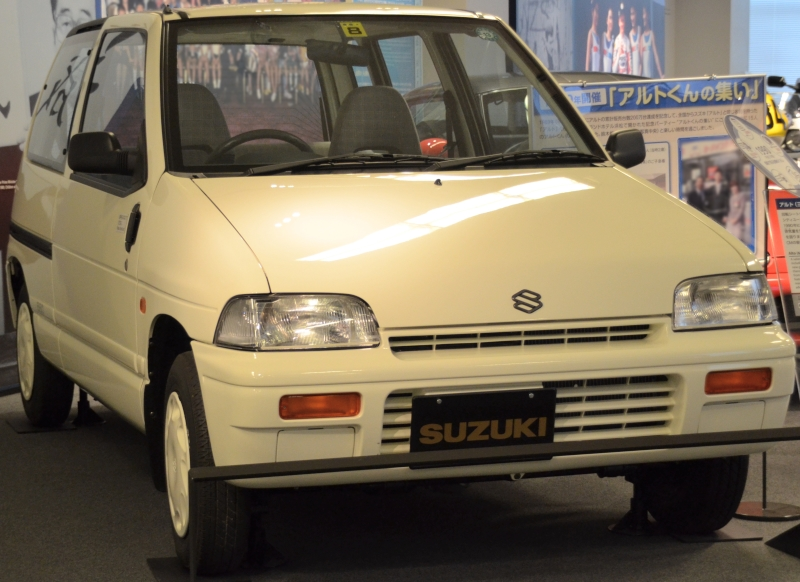
スライドスリム

## 4代目 HA11S/21S/HB11S/21S/HC11V/HD11V型（1994年 - 1998年）
1994年11月にフルモデルチェンジを受けた。5ドア車では特徴であったリアクォーターウインドウが廃止されたが、全体的には先代からのキープコンセプトで、ホイールベースを含むボディサイズも先代から据え置かれている。「レジーナ」や「スライドスリム」などのバリエーションはなくなり、3ドアと5ドアの標準モデル、そしてスポーツモデルの「ワークス」のみとなる。内装では、先代後期型のオーディオスペースは2DINであったが、こちらは1DINとなっている。
「ワークス」の上級グレードとなる「RS/Z」のエンジンは、新開発のオールアルミ製直列3気筒DOHC12バルブインタークーラーターボのK6A型660 ccエンジンとなり、ECUも16ビットへ進化、最高出力64 ps/6,500 rpm、最大トルク10.5 kgm/3,500 rpmを発揮する。なお、F6A SOHCインタークーラーターボの「ie/s」のECUは従来どおり8ビットのままであるが、最高出力64 ps/6,000 rpm、最大トルク10.0 kgm/4,000 rpmと、先代のSOHCモデルよりも性能が向上している。
標準モデルのCM出演者は鷲尾いさ子。
先代はベスト・アルトのコンセプト通り大ヒット作となったが、コスト削減の影響と新ジャンルを築き上げたワゴンRの登場によってやや影の薄いモデルとなってしまった。

### 年表
- 1995年（平成7年）3月 - セダンに「Sv」を追加。
- 1995年（平成7年）5月 - 先代モデルに設定された競技仕様車の「ワークスR」が追加された。「RS/Z」をベースとし、鍛造ピストン・ハイカム・大径スロットル・260cc大容量インジェクター・専用コンピューター・専用HT06タービン・一段増しインタークーラー・クロスミッション・11枚羽ラジエーターファン・強化ラジエーターファンモーターが採用された。装備では電動パワステ装備・エアコンはオプション(１型は設定なし)など、簡略化されている。

カタログ上エンジン出力は64 psで変化はないが、最大トルクは11.0 kgm/3,500 rpmへと性能が向上している。ただし先代ワークスRとは異なり、貨物車の排出ガス基準が乗用車と同じになり、バンのメリットが無なくなったため乗用車登録の5ナンバーとなっている。
- 1995年（平成7年）6月 - 3ドアセダン「Sf/Se-4」をベースに、AM/FMカセットステレオや電動リモコンドアミラーなどの快適装備を備えた特別仕様車「ウィズ」を発売。翌月には「ワークス ターボie/s」をベースに、アゼスト製AM/FMステレオ+4スピーカー、専用シート、パワードアロック&キーレスエントリーを装備した特別仕様車「ワークス ターボie/sリミテッド」を発売。
- 1995年（平成7年）11月 - 「ワークス」のみフロントフェイスを含むマイナーチェンジ。
- 1996年（平成8年）5月 - 3ドアセダン「Se/Se-4」および5ドアセダン「Le/Le-4」をベースに、ステレオ、パワーステアリング/パワーウィンドウを装備した特別仕様車「エポ」を発売。
- 1996年（平成8年）11月 - 「ワークス ターボie/s」をベースに、1995年7月発売の「ワークス ターボie/sリミテッド」の装備に加え、カーボン調センターパネル、専用アルミホイール、バックドアアッパースポイラーなどを装備した特別仕様車「ワークス ターボie/s Fリミテッド」を発売。

- 1997年（平成9年）4月 - マイナーチェンジ。フロントバンパー、リアバンパー、バックドアなどのデザインが変更される。

ワークスに関してはバックドアとエンジンフード（後述）の変更に留まる。アルミホイールは14インチ、タイヤは155/55R14 ADVAN Neova AD05/06に、内装のフルトリム化、ホワイトメーター、空調切り替えがボタン式に、制御系に関してはアイドル・スピード・コントロール・バルブ（ISCV）がステッピングモーター式になり、制御方式が異なるためECUが変更。AT車はECU内にATコントローラーが内蔵されたため、ワイヤーハーネスのコネクタが3つになり、MT車は中央が空きコネクターとなる。過給圧センサーがスロットル直接マウントになり、インテークマニホールドの取り付けボルトの本数も増えたため、前期型との互換性はなくなった（RS/Z）。
ワークスRは、大型インタークーラーへの変更・大型ボンネットエアスクープの取り付け・カムプロフィールの変更・ローコンプの専用コンロッドが採用され、トランスミッションの変速比がさらにクロース化されている
- 1997年（平成9年）11月 - マイナーチェンジによりレギュラーグレード化した「エポ」をベースにハイパワーCDステレオを装備し、ワンランク上の内外装とした特別仕様車「エポリミテッド」を発売。
- 1998年（平成10年）1月 - 「ワークス ターボie/s」をベースに専用バケットシート、専用14インチアルミホイールなどを装備した、特別限定仕様車「ワークス スズキスポーツリミテッド」を発売。内外装は異なるものの、性能など、その他の仕様はベース車と同等である。

- 1998年（平成10年）5月 - 3ドアセダン「Sc」、5ドアセダン「Le」をベースに、AM/FMカセットステレオ、UVカットガラス、大型シートなどを装備した特別仕様車「ビーム」を発売。
- 1998年（平成10年）9月[14] ｰ 生産終了。在庫対応分のみの販売となる。
- 1998年（平成10年）10月 ｰ 新規格に対応した5代目と入れ替わる形で販売を終了。

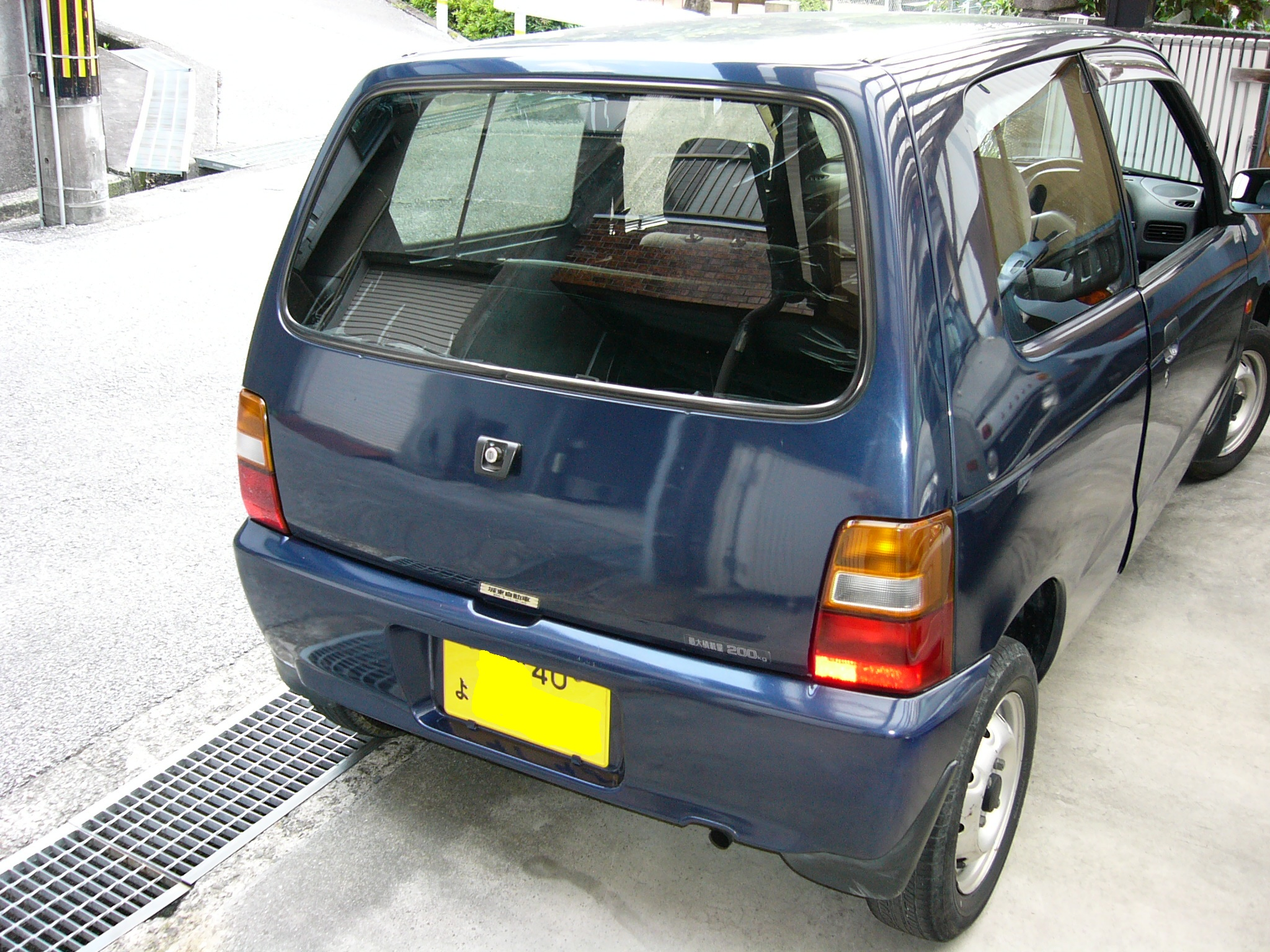
バン　前期型　リア
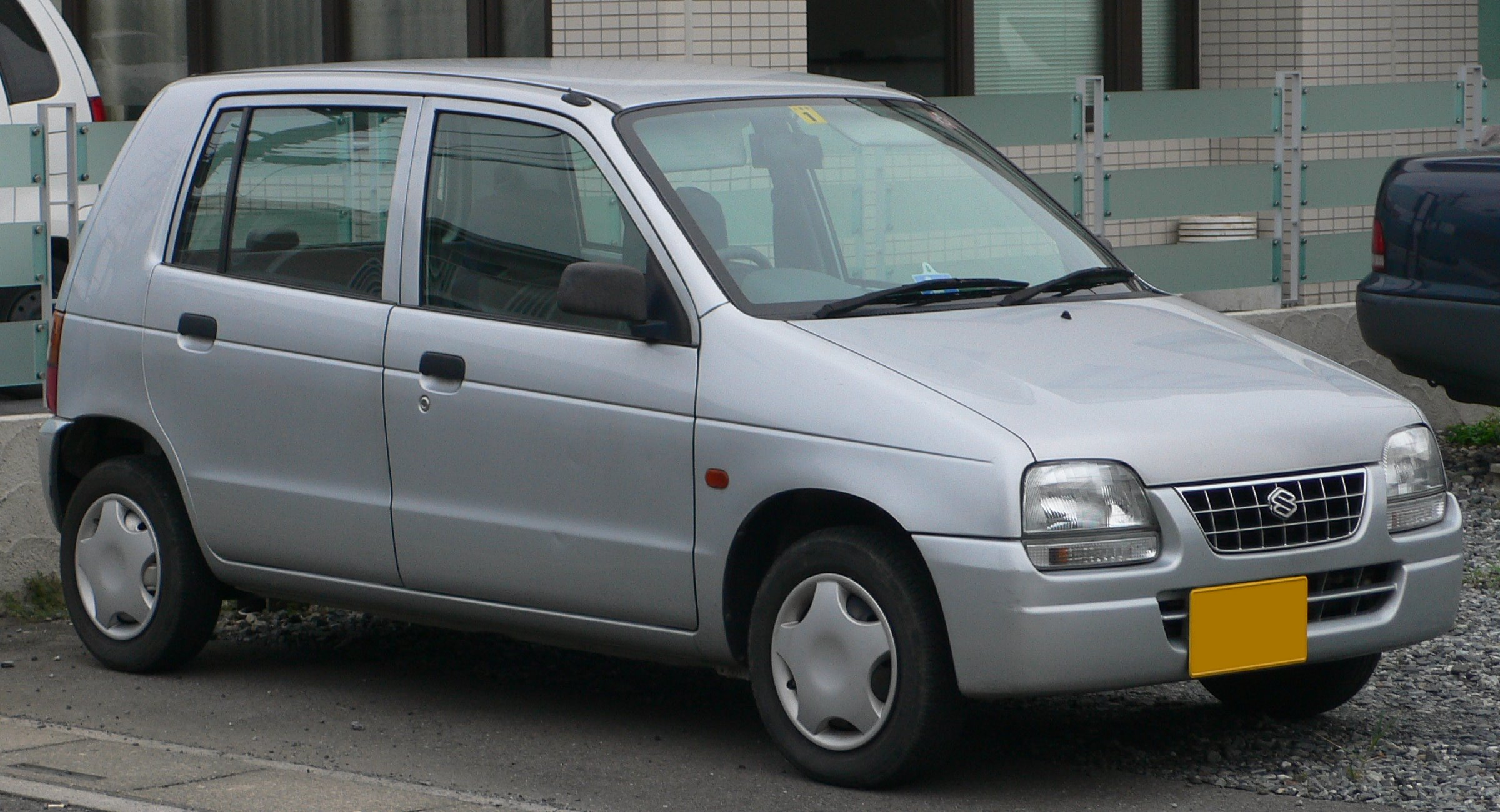
後期型（1997年4月 - 1998年10月）
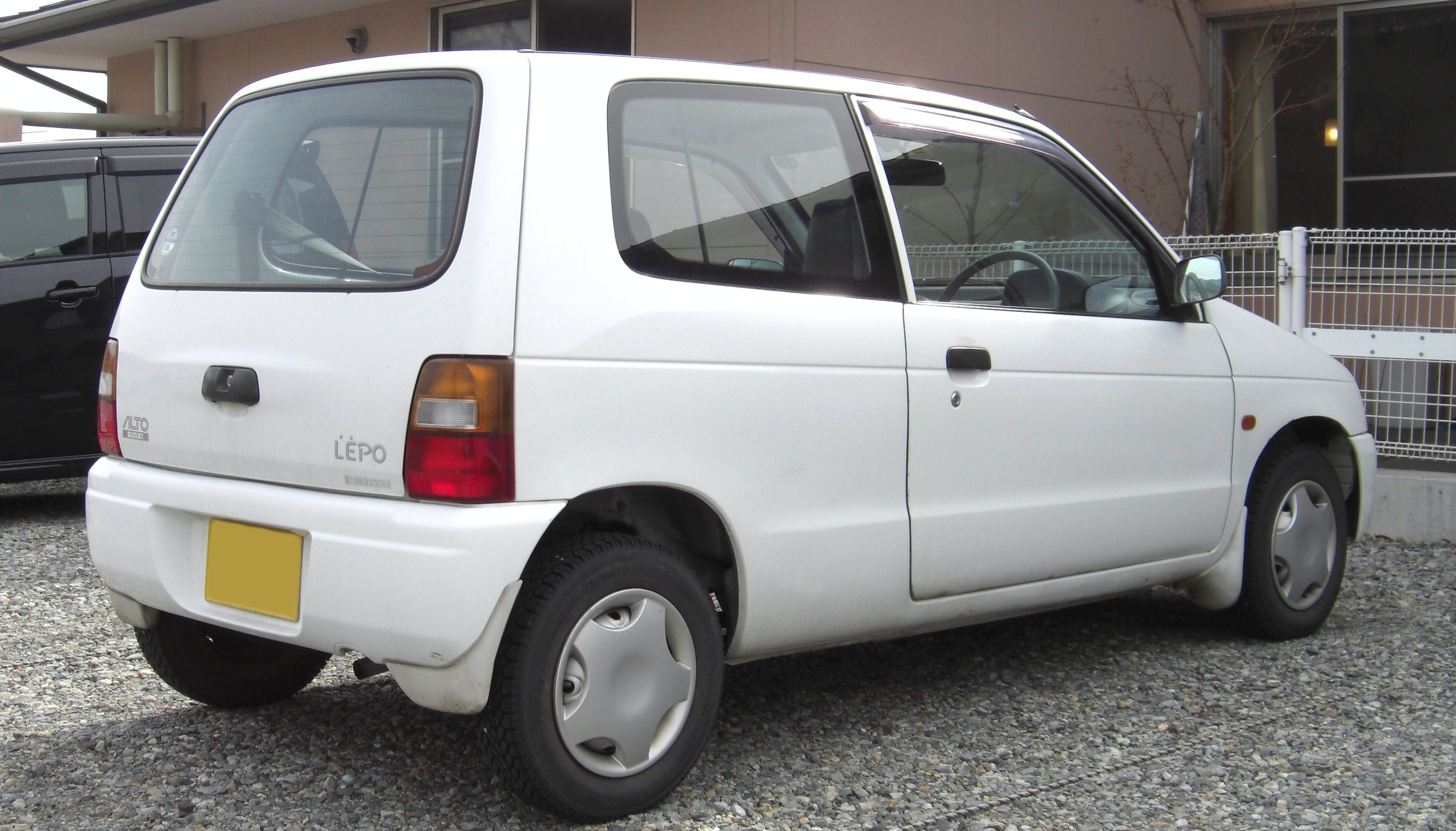
後期型 リア
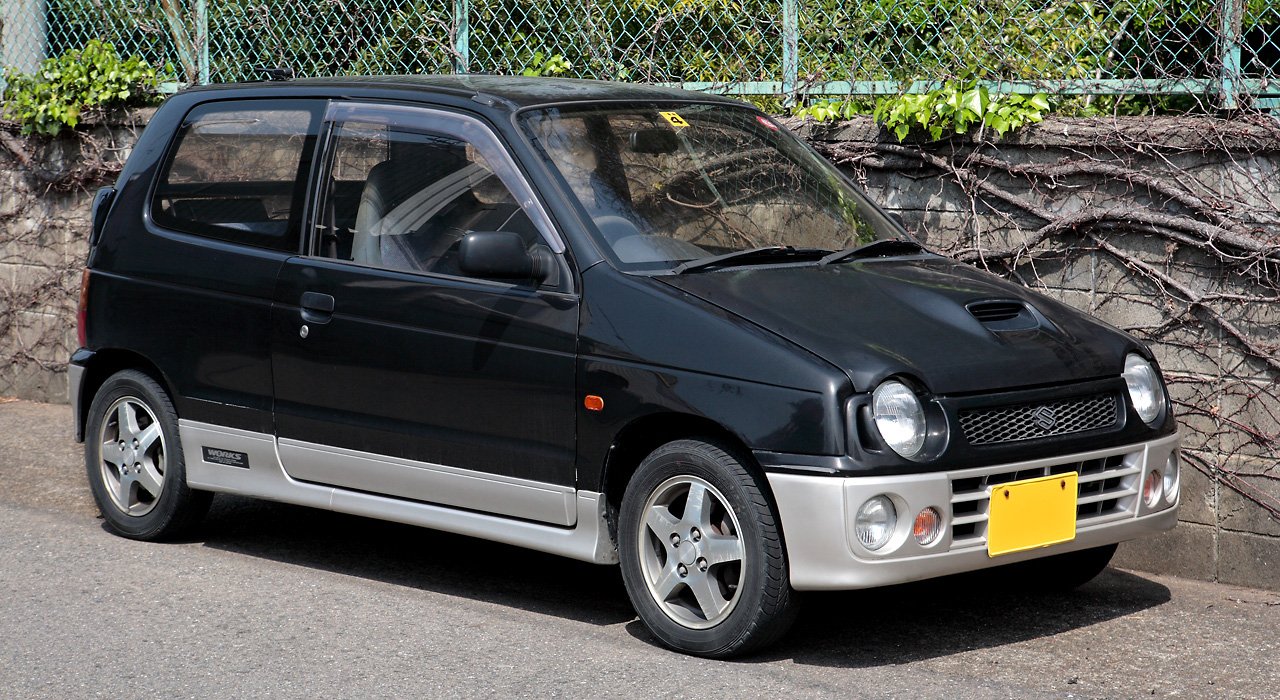
アルトワークス ターボ RS/Z
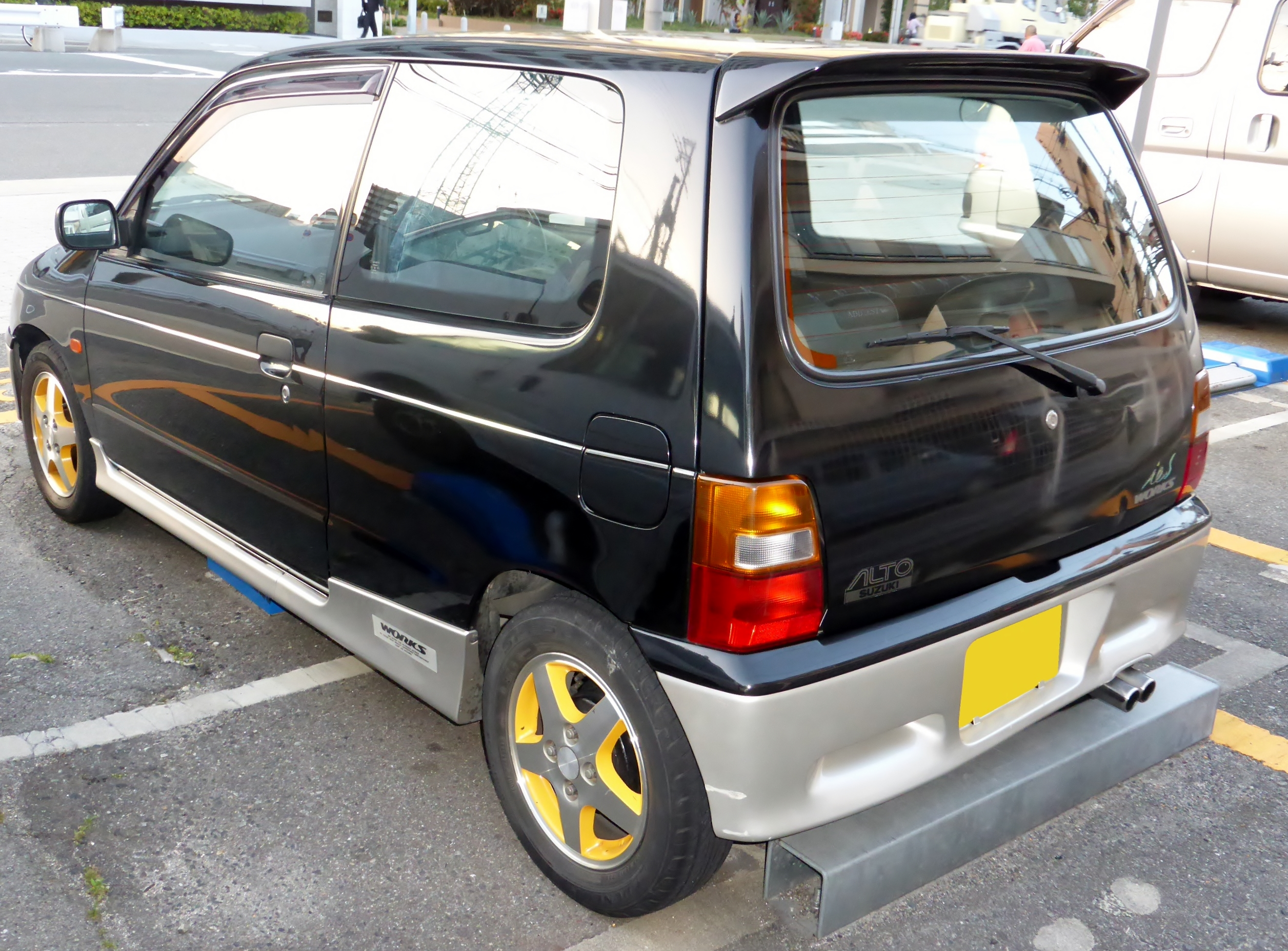
ワークス リア

## 5代目 HA12S/22S/23S型（1998年 - 2004年）、12V/23V型（1998年 - 2005年）
1998年10月7日、軽自動車規格改正と共にフルモデルチェンジ。初期のCM出演者は小泉今日子（標準モデル）。
プラットフォームを共有していたキャロルは本代(同4代目)より純粋なOEM車となった。(エンブレムとグレード体系・装備設定の有無、ターボ車グレードの設定がないなどの違いはあるが、機構・機能面などの基本部分は両車とも共通。)改正に伴い当然ながらサイズはアップしたが車両重量は極力押さえ最小回転半径も4.2メートルにするなどの改良も行われている。最上級グレードの「エポP2」はオートエアコン、後席分割シート、シートベルトアジャスターを装備した。また、「Sc」にはDOHCリーンバーンエンジン搭載車（電子制御スロットル搭載）を設定し、10・15モード測定値で29km/Lの低燃費を実現。スポーツ仕様の「ワークス」はエンジンに可変バルブ機構・ドライブ・バイ・ワイヤを採用し軽自動車としては究極ともいえる高性能化を図った。ただし今回は競技仕様車である「ワークスR」の設定はなくなった。コスト削減のため、前輪駆動車・四輪駆動車ともボディ（フロア）構造が同一となったため、従来は異なっていた前輪駆動車・四輪駆動車の型式が同一となる。なお2シーター、「Va」・「Sc」の4MT車はニーズの少ない可能性が高いためこの代より受注生産となる。先代モデルのパワーウィンドウなし仕様やバンはドアにベニヤ板とビニールを貼っただけの仕様であったがプラスチックながら全グレード成形ドアトリムになるなど内装の質感も向上した。またバンのエアコン装着車やセダンにはエアコンの装置にエアコンフィルター挿入口が実装され標準でフィルターが付属するようになった。安全装備は登場当初はすべて標準装備ではなかったものの一部の廉価グレードを除き運転席エアバッグのみならず助手席エアバッグ、シートベルトプリテンショナー、ABS（これらの安全装備はセットでメーカーオプション）が選べるようになり販売店独自の特別仕様車の一部では全て装備される場合もあった。
2000年12月5日にマイナーチェンジを受ける。フェイスリフトを行い、エンジンは全車、オールアルミ製のK6A型DOHCエンジンに統一されワークスを含むターボモデルは廃止される。これにより、国土交通省の「優-低排出ガス車（☆☆）」認定を軽自動車で初めて取得（リーンバーンエンジン搭載車を除く）。「ワークス」、「アルトC」、「エポP2」が廃止され、オーソドックスな実用モデル（3ドア「エポ」、5ドア「エポ」、5ドア「エポエクストラ」、バン・3ドア「Vs」）のみの設定となる。また、上級仕様を装備しつつ、価格を抑えた新グレード「21世紀記念スペシャルLx」を新設定。なお「ワークス」の名称は生産終了から約2年のブランクを経てクロスオーバーモデルの「Kei ワークス」へ引き継がれ、2005年1月の生産終了まで約6年10か月間にわたって生産・販売された。またこの型のバンは車重が特に軽量であることから改造ベースとしてよく用いられる。

### 年表
- 1999年2月4日 - 「ワークスie」をベースに、運転席・助手席SRSエアバッグ、4輪ABSや快適装備を充実させた特別仕様車「ワークス リミテッド」を発売。
- 1999年3月16日 - 5ドア「エポ」をベースにSiターボエンジンを搭載した新グレード「エポターボ」を発売。ワークスと異なり、ターボ搭載モデルでありながらタコメーターは装備されていなかった。
- 1999年5月6日 - DOHCリーンバーンエンジンとCVTを搭載し、低燃費を実現した、3ドア「Sc リーンバーン」CVT搭載車を発売。
- 1999年10月7日 - 一部改良。燃費・動力性能を向上。バンのVaとSc/Lcは2速ワイパーであったがワイパー機能の間欠が全車標準となる。発売20周年を記念し、特別仕様車「エポエクストラ」を発売。また、セルボCの実質的な後継として、クラシック仕様である「アルトC」が設定された。「アルトC」には各種安全装備、フルロジックAM/FMカセット、フルオートエアコンが標準で装備された。
- 2000年5月18日 - スズキ創立80周年を記念し、5ドア「Lc」をベースに便利な装備を加えた特別仕様車「80周年記念車 Lx」を発売。
- 2000年7月7日 - 訪問介護に従事するヘルパーの方に向け、ラゲッジフック、キーレスエントリー、助手席クッションボックスをはじめ、エアコン（抗菌処理タイプ）・AMラジオ・パワーステアリング・パワーウインドー・パワードアロック・UVカットガラスなどの快適装備も備えた2シーター仕様「訪問介護車」を発売（前輪駆動・3AT車のみの設定）[16]。
- 2000年9月28日 - インドでの生産・販売を開始。800ccエンジンまたは1,100 ccエンジンを搭載する。
- 2000年12月5日 - マイナーチェンジ。フェイスリフトを実施。ワークスが販売不振のため廃止される。フェイスリフト前のモデルでも「優-低排出ガス車（☆☆）」認定車も存在する。また、同年7月に発売された「訪問介護車」も同年12月20日にマイナーチェンジされ、フェイスリフトに加え、空調スイッチをダイヤル式に、キーレスエントリーを電波式にそれぞれ変更した[17]。
- 2001年2月15日 - 「アルトC」の後継として「アルトC2」発売。Cとは異なり、メッキ部品を排し、内外装のレトロ調デザインをより深化[18]。
- 2001年7月23日 - 5ドア・3速ATでありながら、60万円台からの低価格とした新グレード「Lb」を発売。また、累計生産台数400万台を達成した。
- 2001年11月14日 - 上級装備を採用しつつ、求めやすい価格とした新グレード「N-1」を発売。
- 2002年4月10日 - 一部改良。5ドア「エポ（前輪駆動）」と新グレード3ドア「バン・Vl」にVVTを採用し、「超-低排出ガス（☆☆☆）」認定を取得。低価格グレード「Lb」に5速MT車を追加設定。また、オプションだったセダンの運転席・助手席SRSエアバッグが標準装備となる。
- 2002年12月4日 - セダンの5ドア「エポ（前輪駆動）」とバンの3ドア「Vl」に5速MT車を設定。4速AT車も燃費性能を向上し改良。
- 2003年6月 - 「Lb」にCDデッキやホイールキャップなどを装備した「Lbスペシャル」を追加。
- 2004年6月 - 仕様変更。車両型式が変更されるとともに、「エポ」とバン「Vl」の前輪駆動車は「平成17年基準排出ガス50%低減レベル（☆☆☆）」と「平成22年度燃費基準+5%」を達成した。
- 2004年8月[19] ｰ 生産終了。在庫対応分のみの販売となる。
- 2004年9月 - セダンがフルモデルチェンジに伴い販売を終了したが､その後も旧型を継続販売するバンの「Vl」からVVTが外されATも4速から3速へ落とされる。
- 2005年1月 - バンが販売を終了し新型へ移行。

5代目の累計生産台数は54万2000台。

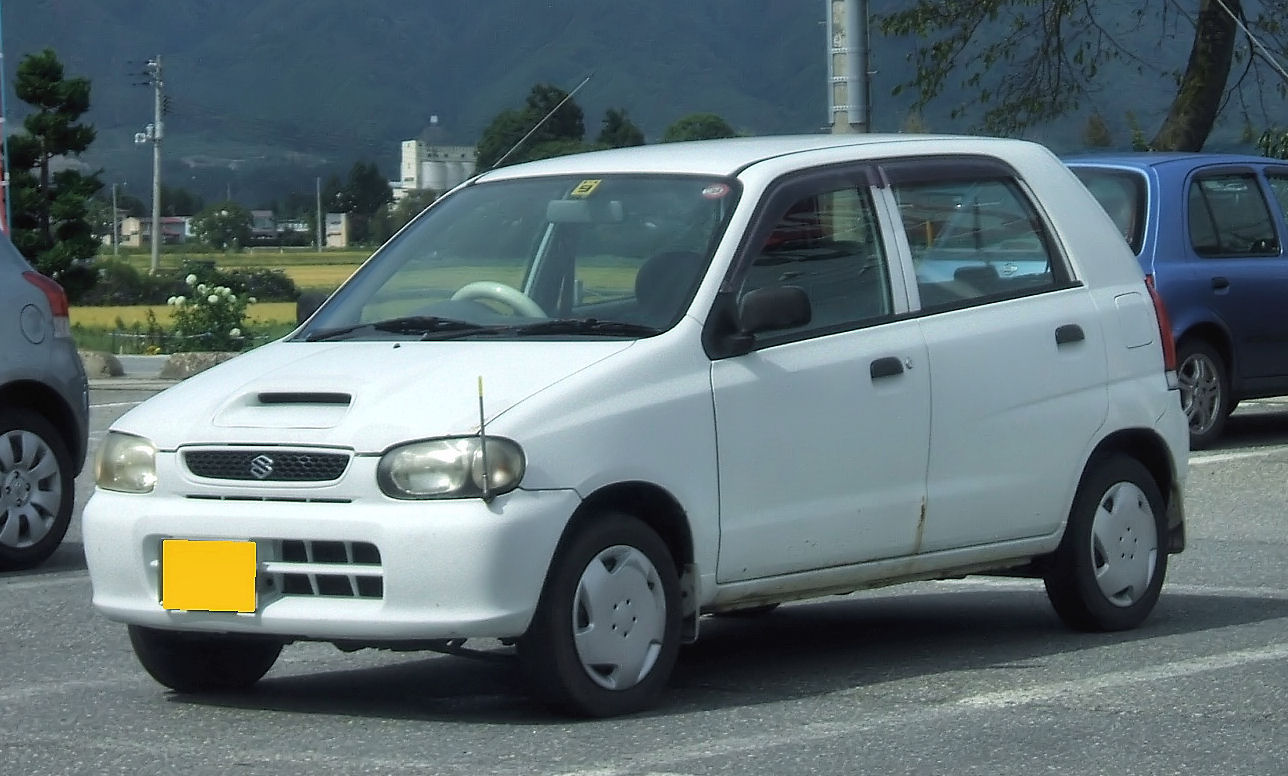
エポターボ
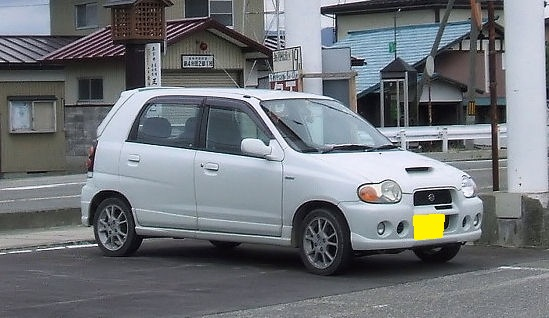
ワークス5ドア
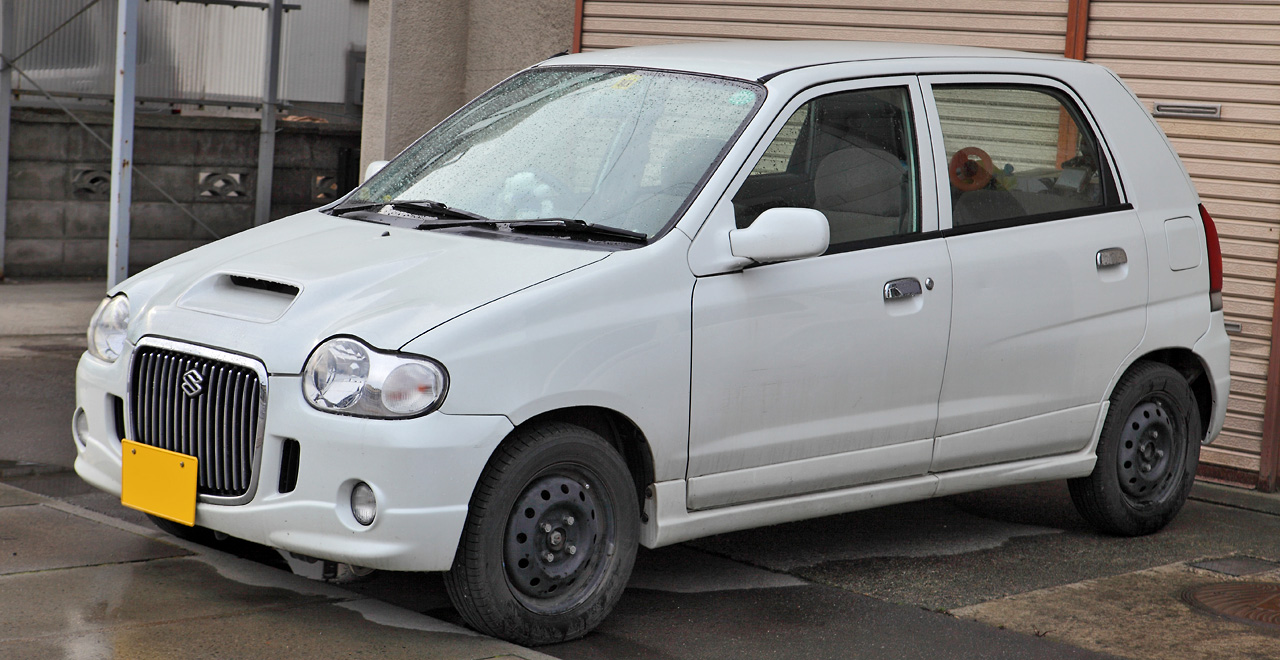
アルトC
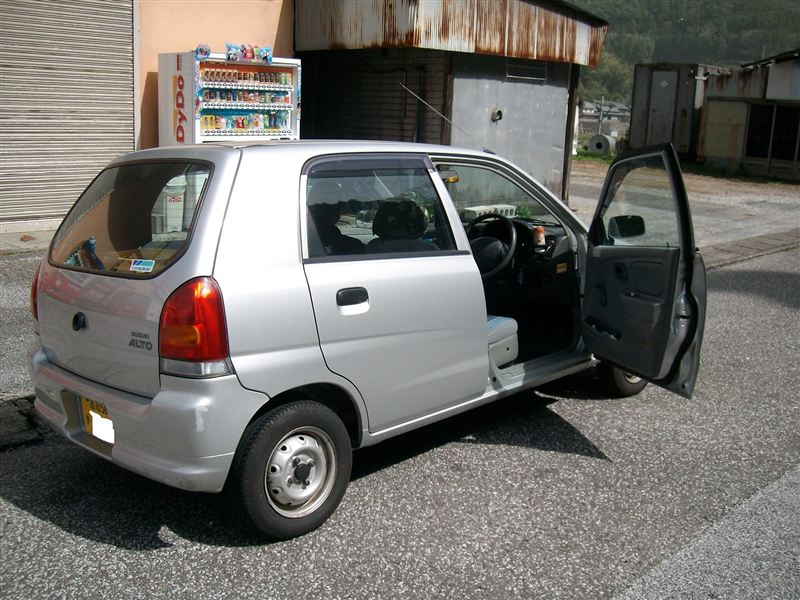
セダン Lc 1998年10月登録車
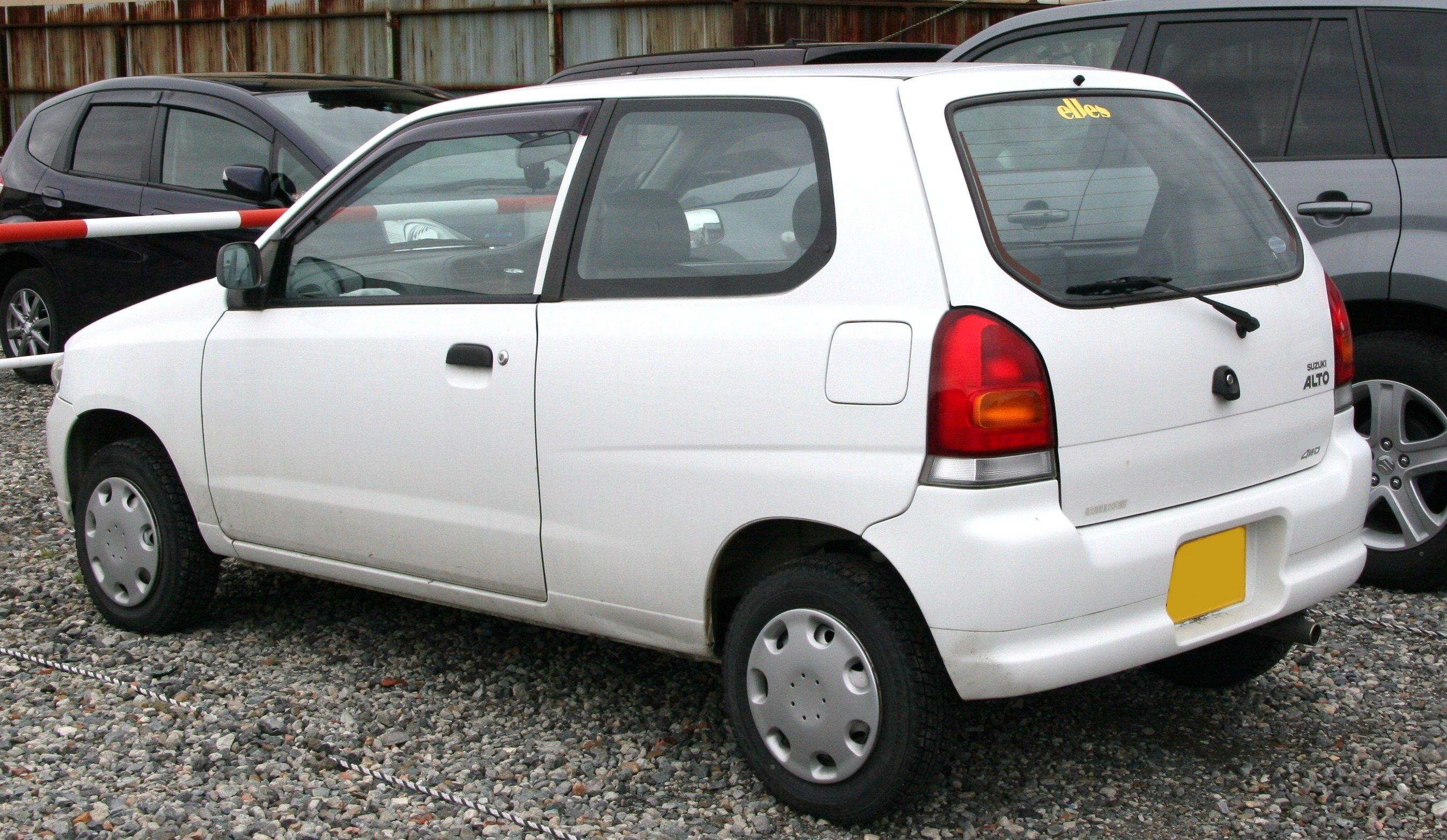
セダン 後期型 リヤ
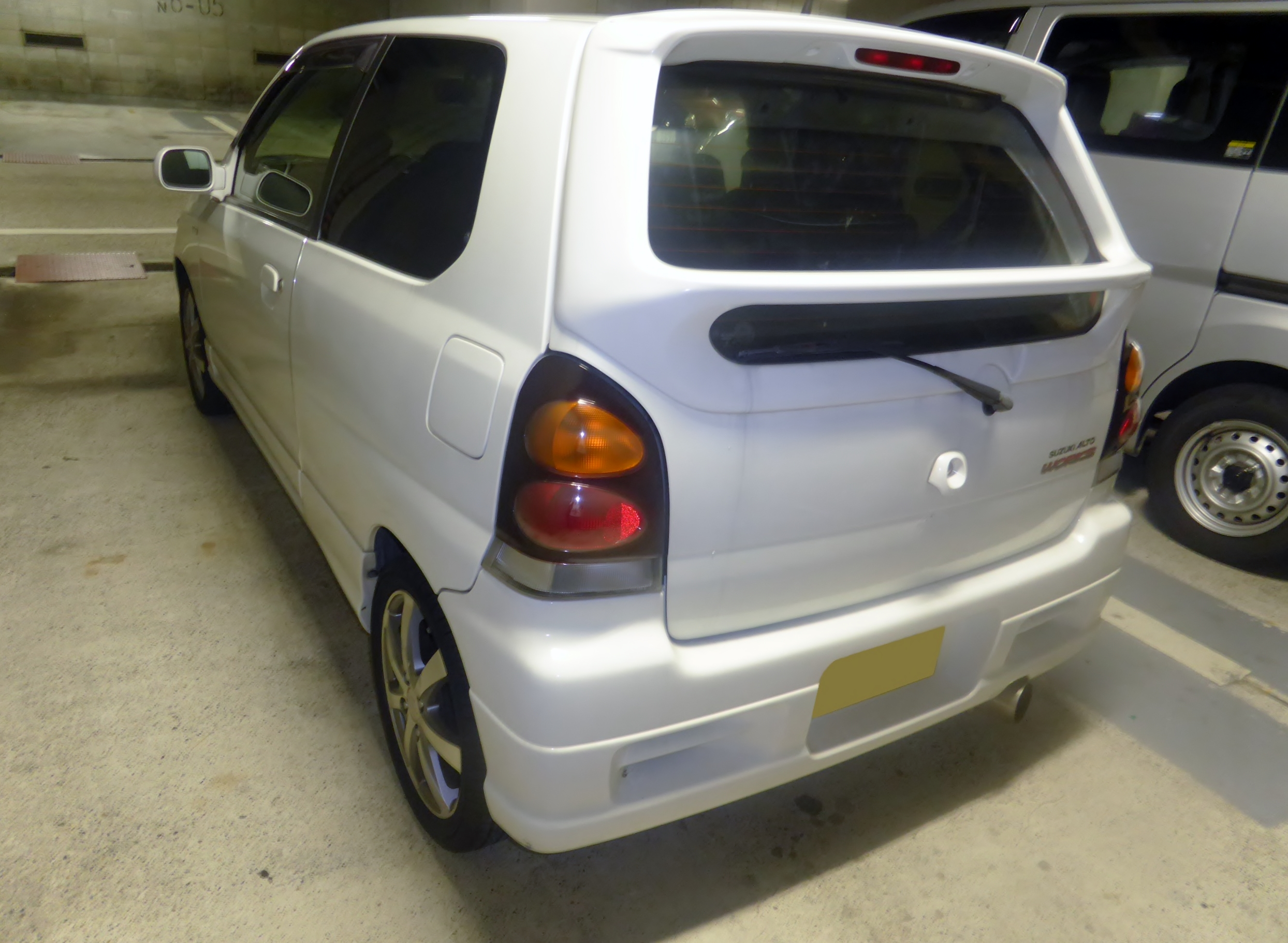
ワークス リヤ
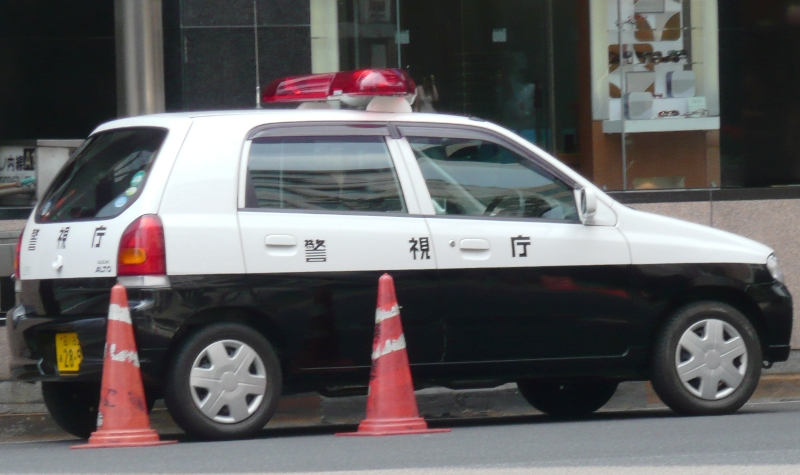
パトロールカー

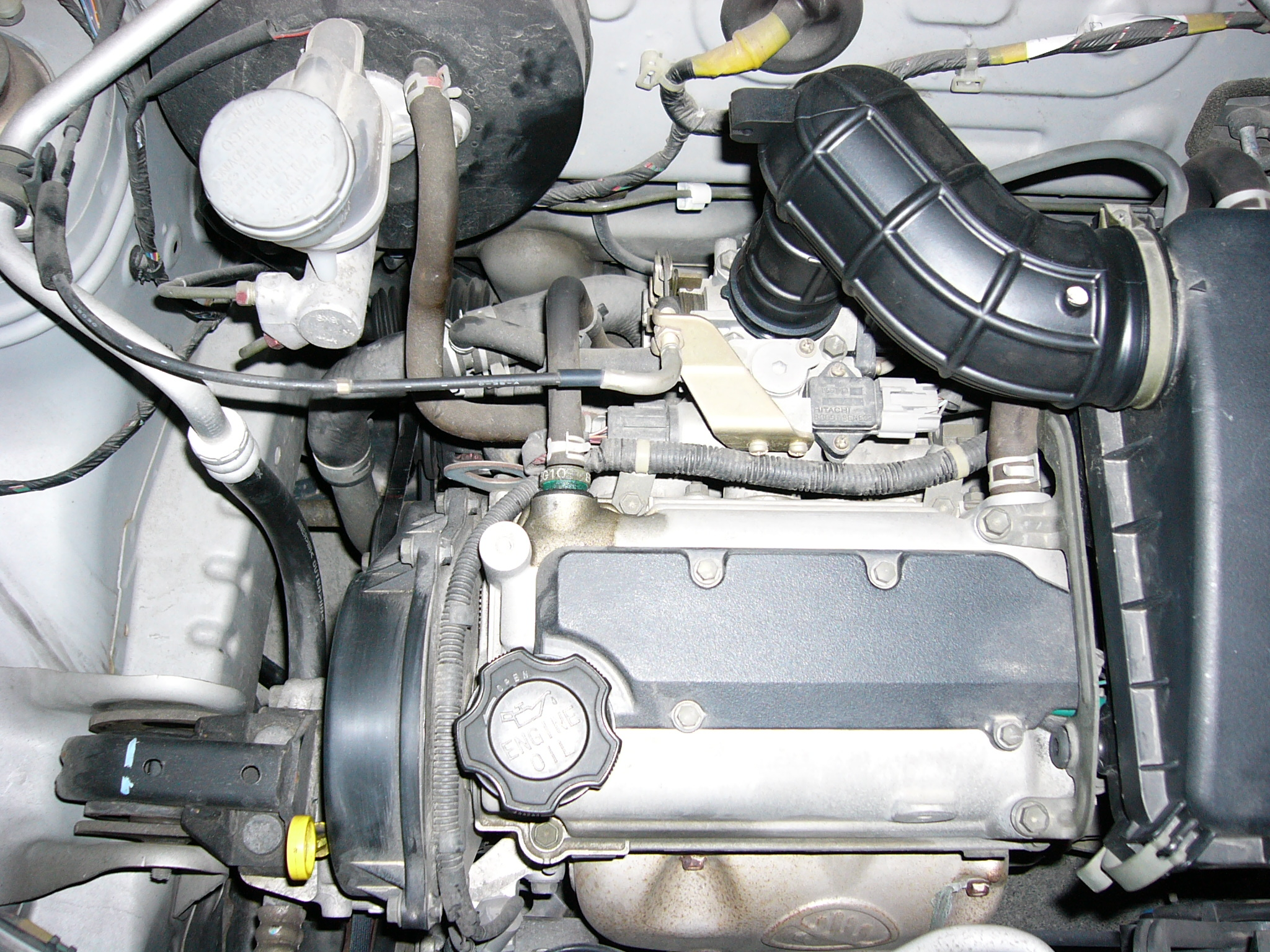
Sc/Lc - エポに搭載されているF6A型3気筒SOHC12バルブエンジン
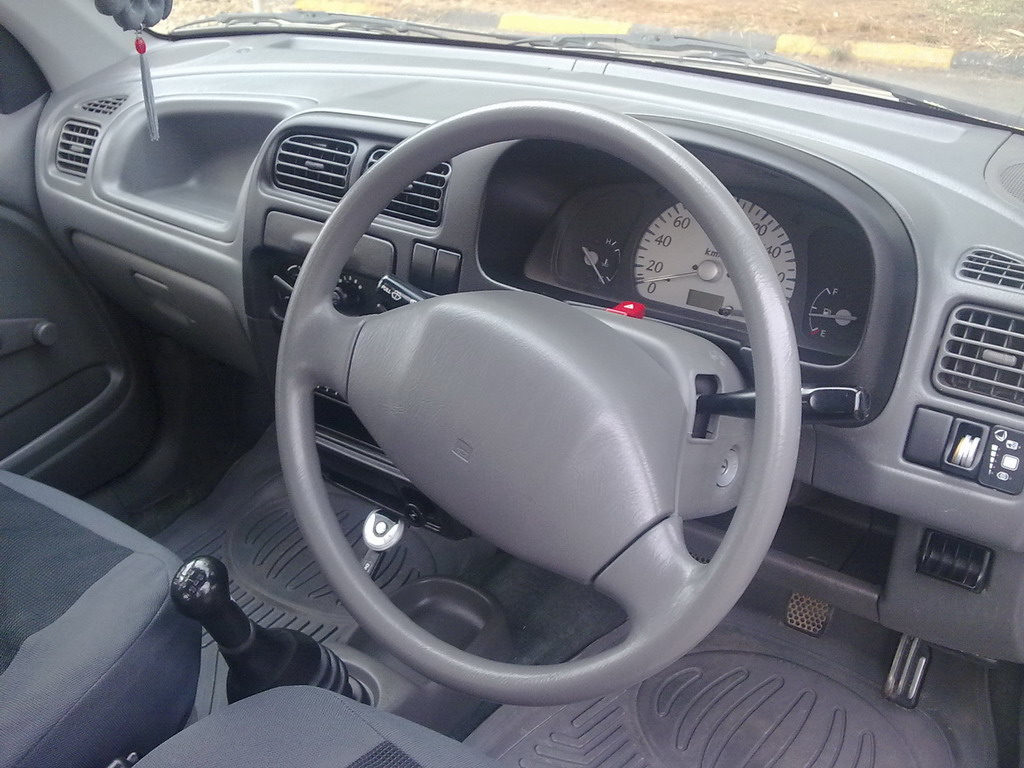
室内

## 6代目 HA24S/24V型（2004年 - 2009年）
2004年9月13日にフルモデルチェンジを受ける。このモデルより長年ラインナップされていた3ドア車や2シーター、エアコン・パワステ無しの仕様が廃止される。また、グレード体系も見直し、「E」・「G」・「X」となる。変速機は「E」・「G」は5速MTと3速ATの2種類、「X」は電子制御式4速ATのみの設定。室内高は5代目に比べ30mm高くなっている。ボディカラーのムスクブルーメタリックはオートカラー・アウォード2005でオートカラーデザイナーズ賞のエクステリアカラー部門を受賞している。5代目に引き続きマツダにキャロルとしてOEM供給している。
エンジンは先代に引き続き全車K6A型DOHCエンジンを搭載するが、先代に存在していたVVT仕様とリーンバーン仕様、液晶付きフルオートエアコンはこの代ではそれぞれ廃止されている。
キーシリンダーはキーレスエントリー未装着車は先代同様3か所（運転席ドア・助手席ドア・バックドア）設けられているが、キーレスエントリー装着車は運転席ドアのみとなった。また、室内用バックドアオープナーが無くなる代わりに、バックドアにドアハンドルが設けられた。
2005年1月12日、バンもフルモデルチェンジ。この代からバンも5ドアとなり、16年ぶりに5ドアバンが復活する。ボディカラーはスペリアホワイト（26U）1色のみの設定で前後バンパーには同社のキャリイ同様、塗装はがれの心配がない白色樹脂を使用している。

先代ではメーカーセットオプション扱いとなっていた運転席・助手席SRSエアバッグは標準装備となったが、4輪ABSはメーカーオプションでも用意されない。

### 年表
- 2005年5月9日 - 「G」をベースに、アルミホイールや電動格納式ドアミラーなどを装備した特別仕様車「Gスペシャル」を追加、バンはキーレスエントリーやパワードアロックなどを装備した新グレード「VP」を発売。バン「VP」発売に伴い、既存のバンは「VS」となった。
- 2006年1月5日 - 「E」をベースに、パワーウィンドウ、12インチフルホイールキャップ[注釈 21]を装備した「EII（イーツー）」を発売。同時にボディカラーの「ミントグリーンメタリック」を廃止する替わりに、「ラベンダーメタリック」を追加。
- 2006年7月10日 - 「G」をベースに、専用フロントグリル、電動格納式ドアミラー、スモークガラス（リア・バック）を装備した特別仕様車「GII（ジーツー）」を発売。同時に仕様変更され、「EII」・「G」・「Gスペシャル」の前輪駆動・5MT車と「X」の四輪駆動車が「平成17年基準排出ガス75%低減レベル（☆☆☆☆）」認定を取得するとともに、「G」・「Gスペシャル」の5MT・四輪駆動車と「X」の前輪駆動車が「平成22年度燃費基準+10%」、「G」・「Gスペシャル」の前輪駆動・5MT車は「平成22年度燃費基準+20%」をそれぞれ達成。ボディカラーも入替が行われ、「キャッツアイブルーメタリック」と「ココナッツベージュメタリック」を廃止する替わりに「ミルクティーベージュメタリック」追加。
- 2006年12月11日 - マイナーチェンジ。「E」と「X」はフロントグリルの形状変更ならびにウインカーの位置をフロントバンパー上部に移設。「GII」は前期型同様、ヘッドランプの隣に配置。また、シート表皮はブラウン系に変更された。ボディカラーは「アンティークローズメタリック」と「ライムグリーンメタリック」を追加し、「ラベンダーメタリック」を廃止。前輪駆動・3速AT車の排ガス性能・燃費性能を向上。また、特別仕様車として発売していた「EII」および「GII」がカタログモデルに昇格。同時に「EII」は新仕様の「E」に改名。これに伴い「G」と「X（セットオプション装着車）」が廃止された。バンはシート表皮デザインの変更程度である。
- 2007年1月22日 - 日産自動車へ「ピノ (PINO)」の名称でOEM供給開始。2010年2月まで販売された。
- 2007年6月 - 「X」のみ仕様変更。4輪ABS（EBD・ブレーキアシスト付）を標準装備化。
- 2007年9月12日 - お買い得特別仕様車「EII」を再発売。今回はCDオーディオやパワーウィンドー等を標準装備した「E」をベースに、電波式キーレスエントリーおよびセキュリティアラームシステム、ボディカラー同色のカラードアハンドル、UVカットガラス（フロント）が特別装備されており、当グレード専用のボディカラーとして「マルーンブラウンパール」が新たに設定された。
- 2008年7月 - 仕様変更。新ボディカラーとして、「エアブルーメタリック」と「クラッシーレッドパール」を追加。また、「EII」専用色として設定されていた「マルーンブラウンパール」は全グレードで設定可能に。これにともない、「ブライトレッド2」、「ムスクブルーメタリック」、「アンティークローズメタリック」、「ライムグリーンメタリック」を廃止。[注釈 22]お買い得特別仕様車の「EII」が再びカタログモデルに昇格。
- 2008年11月 - 「GII」の前輪駆動車のみ仕様変更。
- 2009年3月 - 世界累計販売台数1,000万台を達成（アルトラパンなどの派生車や日本国外仕様車を含む）。
- 2009年4月 - 4速AT車専用の最上級グレードの「X」とバン「VS」が廃止。これにより、セダンは「GII」が最上級グレードとなり、バンは「VP」のみとなる。ただしOEM車のキャロルとピノはこれまで通り4速AT車を継続設定。
- 2009年5月12日 - 発売30周年を記念し、最廉価グレードの「E」をベースに電波式キーレスエントリー（ハザードランプアンサーバック付）・パワードアロック（バックドア連動）・セキュリティアラームシステム、かつての最上級グレードの「X」に採用されていたドアサッシュ・Aピラーブラックアウト、誕生30年記念デカール（バックドアに貼付）を装備した特別仕様車「誕生30年記念車」を発売。ボディカラーは特別設定色のノクターンブルーパールなど5色を設定。価格はベース車の1.05万円高に抑えた。
- 2009年11月[22] ｰ OEMのキャロルとピノを含めて生産終了。以後、在庫対応分のみの販売となる。
- 2009年12月 ｰ 7代目と入れ替わる形で販売終了。
- （補足）2010年2月 - 日産自動車へOEM供給されていたピノが販売終了。

6代目の累計販売台数は約27万台。

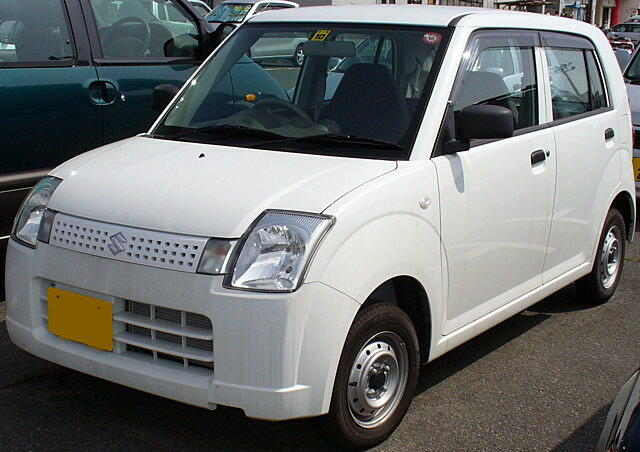
バン VS（2005年1月 - 2009年4月）
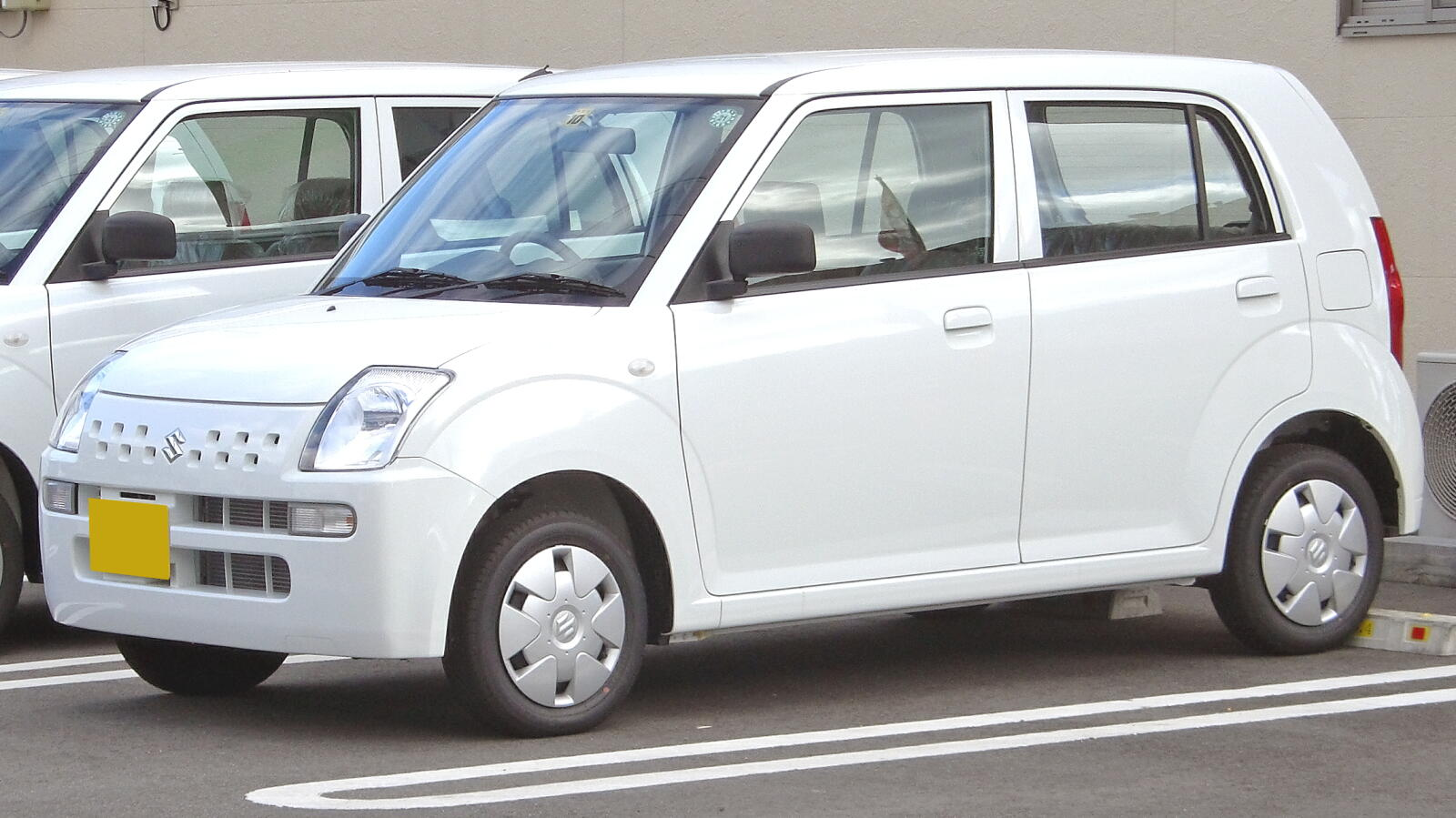
後期型 E II 四輪駆動（2006年12月 - 2009年12月）
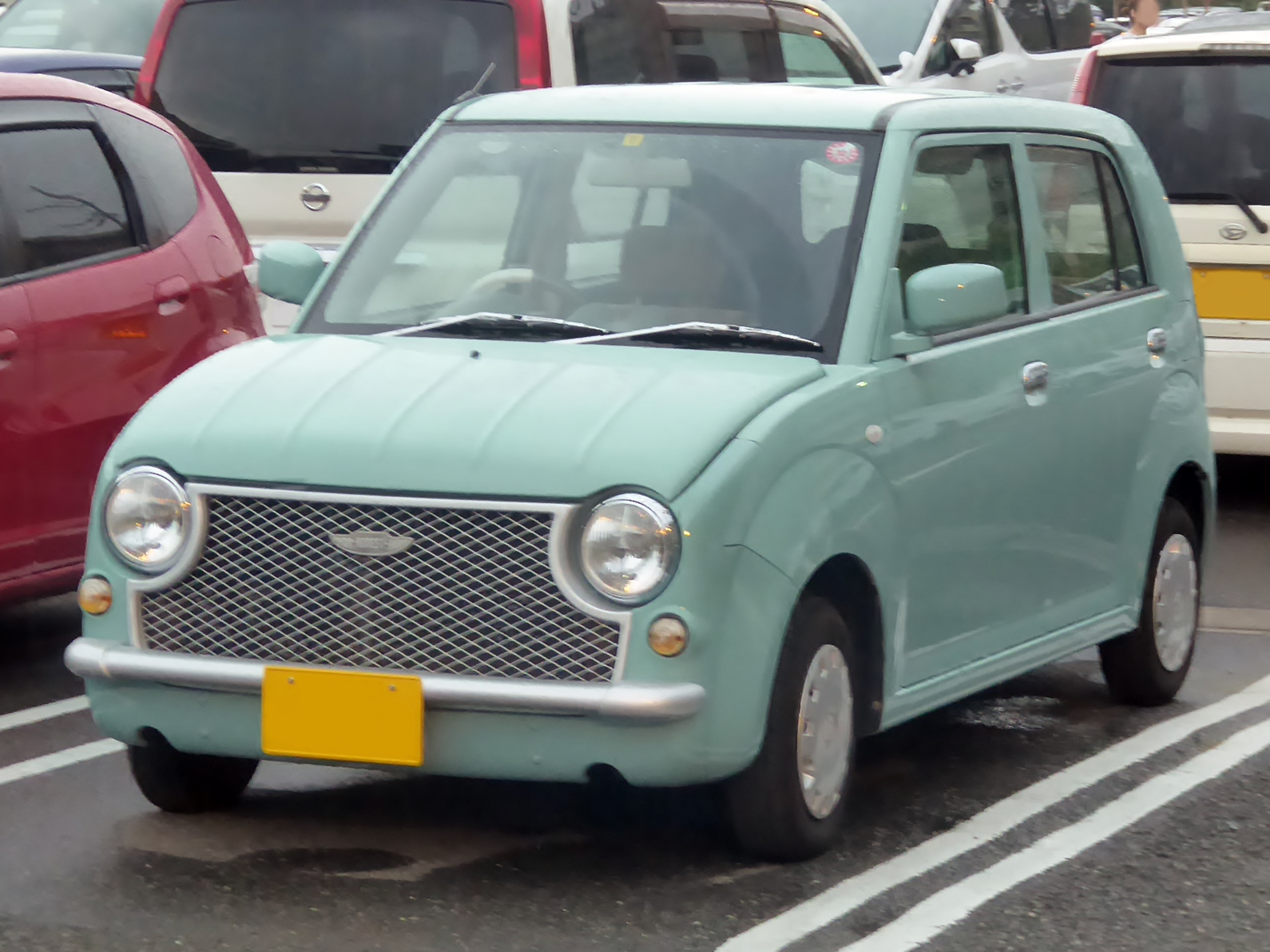

## 7代目 HA25S/25V/35S型（2009年 - 2014年）
2009年（平成21年）12月16日フルモデルチェンジ、同日より販売開始。月間販売目標は7,000台と発表されている。
グレード体系はセダンが「E」・「F」・「G」・「X」の4グレード、バンは先代同様「VP」のみを設定する。本代でもK6A型エンジンを引き続き搭載するが、6代目で一旦廃止となっていたVVTが再搭載され、インテークマニホールドの形状変更により給気効率を高めた。また、トランスミッションも5代目以来となるCVT車が再設定されたが、パレットで採用されたジヤトコ製の副変速機構付CVTへ変更された。AT車は全車4速（ジヤトコ・JF405E）に多段化されるとともに、ロックアップ領域の拡大を行った。ボディも空力特性に配慮した形状と板厚の見直し、高張力鋼板の使用拡大などにより軽量化を図ったことで、バン「VP」の前輪駆動・5MT車を除く全車で平成27年度燃費基準を達成。バン「VP」は「平成17年基準排出ガス75 %低減レベル（☆☆☆☆）」認定を同時に取得した。
より丸みを帯び、ヘッドランプが紡錘形となったフロントフェイスは「F」以上のグレードと「E」・バン「VP」で異なる2種類のデザインを採用している。「F」以上のグレードに標準装備されるCDプレーヤーはインパネ中心部の造形に合わせた専用デザインとなった。また、シンプルな大型スピードメーターは白地となり、インフォメーションディスプレイは瞬間燃費・平均燃費・走行可能距離の表示機能を追加した。フルモデルチェンジに合わせて復活した最上級グレードの「X」はアルトでは初となるキーレスプッシュスタートシステムやイモビライザーが装備されたが、コスト削減のためにリアワイパーは四輪駆動車のみの装備となった。
2011年（平成23年）11月24日、低燃費仕様の派生モデルアルトエコ（DBA-HA35S）を追加。初期のCM出演者は香里奈・小林星蘭・西田敏行。モデル末期の2014年（平成26年）よりベッキーに変更。
グレード体系は「ECO-L」と「ECO-S」の2グレードを設定する。エンジンを3代目MRワゴンで採用されたR06A型へ変更し、9 km/h以下でエンジンを自動停止する停車前アイドリングストップシステムを搭載。省電力化を図るため、リアコンビランプとハイマウントストップランプをLED化し、燃料ポンプを軽自動車では初となる省電力型に変更。エンジンの変更に伴ってエンジンルーム周りの骨格も一新し、燃料タンク容量を標準車の30Lから20 Lへ変更するなど、各種部品の軽量化を徹底したことで「G」のCVT車に比べて20 kgの軽量化を達成するとともに、車高を15 mm低くし、フロントバンパーの形状を変更して空力性能の向上を図り、足回り部品やタイヤを変更することで走行抵抗を低減した。これらにより、JC08モードで30.2 km/L（平成27年度燃費基準+20 %達成）を実現した。アイドリングストップシステムにはスズキ車で初となる新機構スターターモーターが搭載されており、停車前アイドリングストップ作動中でもブレーキを緩める、ハンドル操作をする、などの操作で瞬時にエンジンが再始動し、スムーズな再加速ができる。このほかエンジンの再始動は、トランスミッションのSモードスイッチ入、ドア開でも行われる。また、坂道発進の際の後退を抑制するヒルホールドコントロールを追加装備している。
なお、燃費性能は改良を重ねるたびに向上しており、2013年（平成25年）2月のマイナーチェンジで33.0 km/Lに向上、同年11月の一部改良で35.0 km/Lに向上されている。
このアルトエコは、株式会社イードが運営する、登録会員がそれぞれの実生活で得られた愛車の実燃費をインターネットを介して入力・管理する燃費管理サービス「e燃費」が主催する「e燃費アワード2013-2014」の「軽自動車部門」において22.6 km/Lを記録し、同部門で1位になった。なお、この数値は、同アワードで「新型車部門」と「ハイブリッド車部門」の2冠を獲得したトヨタ・アクア（2013年11月改良モデル、22.4km/L）の記録を上回って当年度のアワード全部門の中でもトップの実燃費を記録し、ハイブリッド車を上回る実燃費の高さが証明される結果となった。2015年2月16日に発表された「e燃費アワード2014-2015」では前年を上回る23.2 km/Lを記録して「軽自動車部門」で2連覇を達成するとともに、総合部門でも「ハイブリッド車部門」で1位となったトヨタ・アクア（22.6 km/L）を上回り、「総合部門」でも2連覇を達成した。
ボディカラーは「アルト」・「アルトエコ」共通で6色を設定するが、「アルトエコ」ではホワイト系が「アルト」のスペリアホワイトに代わり、緑味を帯びた専用色のリーフホワイトが設定される。なお、スペリアホワイトは2013年（平成25年）5月の仕様変更により「アルトエコ」にも設定されるようになった。また、同年11月のアルトエコの一部改良に伴い、ミルクティーベージュメタリックとブルーイッシュブラックパール3をアルト専用色に移行するとともに、アルトエコには赤系のフェニックスレッドパールとピンク系のシャンパンピンクパールメタリックの2色を追加し、専用色を3色に増やした（どちらも他のスズキ車に設定されているボディカラーである）。
OEM車種については発表翌日にキャロルも本代ベースにモデルチェンジされ、2012年（平成24年）11月には低燃費仕様の派生モデルであるキャロルエコが追加された。

### 年表
- 2009年10月 - 新型アルトコンセプトを第41回東京モーターショーで発表[28]。
- 2009年12月16日 - 発表・発売。
- 2010年1月19日 - 2009年度グッドデザイン賞受賞。
- 2010年2月 - 5MT車の販売開始（「VP」の前輪駆動車および「E」・「F」に設定）。
- 2010年5月11日 - 仕様変更。パワーウインドウ・キーレスエントリー・集中ドアロックなし、オーディオレスの最廉価グレード「E」が廃止され「F」が最廉価グレードとなる。「G」の四輪駆動・CVT車をベースに、「X」に標準装備されているキーレスプッシュスタートシステム、イモビライザーを追加装備し、リアシートを分割可倒式（ヘッドレスト付）に変更した新グレード「G4（ジーフォー）」を追加。「G4」の発売に伴い、「G」・「X」の四輪駆動車は廃止となった。
- 2010年11月1日 - 仕様変更。ボディカラーの「シャイニーグリーンメタリック」に替わり、「ブルーイッシュブラックパール3」を追加。
- 2011年11月24日 - R06A型エンジンやアイドリングストップシステムを備えた低燃費仕様の派生モデル「アルトエコ」を発表（同年12月13日販売開始）。
- 2012年6月11日 - 一部改良（2型）。同年7月からのシートおよびシートベルトに関する保安基準の改正に対応すべく、バン「VP」を除く全グレードで後席にISOFIX対応チャイルドシート固定用アンカーを追加するとともに、フロントシートのヘッドレストを大型化。さらに、「G4」と「X」はリアヘッドレストの形状を鞍（くら）型に変更した。バン「VP」はフロントシートをヘッドレスト一体型ハイバックシートに変更した。その他、アルトエコで採用されているエコドライブインジゲーターを5MT車を除く全タイプに拡大適用されたほか、「F」の四輪駆動・4AT車はトランスミッションをCVTに変更したことで燃費を向上し、アルトの他の乗用グレード同様に「平成27年度燃費基準」を達成した。なお、この変更により、4ATは前輪駆動車のみの設定となった。アルトエコは10kgの車体軽量化を行うとともに、差別化を図るべく、Sマークと車名エンブレムを青色メッキに変更した。
- 2012年7月5日 - アルトエコに「ECO-S エコブルーパッケージ」を追加。アルトとより一層の差別化を図るべく、「ECO-S」をベースに、カラードドアミラー、カラードドアハンドル（バックドアを除く）、オーディオパネル、シート表皮、ドアアームレスト、インサイドドアハンドル、エアコンサイドルーバーに水色を採用。また、ステアリングのSマークもエンブレム類と同じ水色のメッキとした。なお、ボディカラーは標準車やバンと同じスペリアホワイトのみを設定する。
- 2012年11月8日 - マツダへ「キャロルエコ」としてアルトエコのOEM供給を開始。
- 2013年2月20日 - 一部改良（3型、3月4日販売開始）[29]。アルトエコはマイナーチェンジが行われ、5代目ワゴンRで採用した次世代環境技術「スズキグリーンテクノロジー」を導入。エクステリアはフロントグリルにシルバー塗装のフィンを採用してフロントフェイスの差別化を行い、バックドアを除くカラードドアハンドルとカラードドアミラー（「ECO-S」のみ）をシルバー塗装に変更。内装色やシートカラーにライトグレーを取り入れ、エアコン操作パネルに水色を採用。メーターが一新され、メーターリングや文字盤に水色を採用してタコメーターを追加した3眼メーターとなり、エコドライブアシスト照明とエコスコアを採用した。装備も充実し、電波式キーレスエントリーを「ECO-L」にも拡大適用され、「ECO-S」はリアシートヘッドレストを新たに標準装備するとともに、LEDサイドターンランプ付ドアミラー、キーレスプッシュスタートシステム、イモビライザーのセットオプションを追加した。「ECO-S エコブルーパッケージ」は廃止となったが、JC08モードで30.4km/Lを実現した四輪駆動車を新設[注釈 28]。アルトも軽量化や改良型CVTの採用でCVT車の燃費を向上し、「G」のCVT車と「X」は「平成27年度燃費基準+10%」を達成した。なお、アルト・アルトエコ共にボディカラーの一部変更が行われ、従来の「マルーンブラウンパール」から2代目アルトラパンや3代目ソリオなどの設定色である「アーバンブラウンパールメタリック」に差し替えとなった。
- 2013年5月1日 - アルトエコを仕様変更し、マイナーチェンジに伴って廃止された「ECO-S エコブルーパッケージ」の専用色として設定されていた「スペリアホワイト」を新たに設定した（なお、OEM車のキャロルエコでは未設定となる）。
- 2013年11月19日 - アルトエコを一部改良（4型、12月18日販売開始）[30]。エンジンの圧縮比を向上する（11.0→11.2）とともに、ピストン丁面の形状を変更し、エンジンオイルやエンジンオイルポンプを変更したことでフリクション（摩擦抵抗）を低減。パワートレイン制御の最適化も行ったことで、前輪駆動車は2.0km/L、四輪駆動車は1.4km/Lそれぞれ燃費を向上した。装備面では「ECO-S」の前輪駆動車に運転席シートヒーターとヒーテッドドアミラーのセットオプションを追加したほか、運転席シートヒーターを「ECO-L」にも拡大適用し、四輪駆動車に標準装備、前輪駆動車にオプション設定した。また、ヒーターそのものも改良を行い、エンジン始動直後の低水温時にCVTクーラーへのエンジン冷却水の流れを遮断し、短時間で冷却水を温めることでヒーターが効き始める時間を短縮した。ボディカラーも入れ替えを行い、「ミルクティーベージュメタリック」と「ブルーイッシュブラックパール3」を廃止（アルト専用色に移行）する替わりに、新たな専用色として「フェニックスレッドパール」と「シャンパンピンクパールメタリック」を設定した。全グレードで車両本体価格を値下げし、特に「ECO-L」の前輪駆動車は車両本体価格が消費税込で80万円台となり、より購入しやすくなった。併せて、アルトは仕様変更を行い、CVT車および上級グレードをアルトエコに統合するため、「F」の四輪駆動・CVT車および「G」・「G4」・「X」を廃止[注釈 29]し、「F」のみ（5MT(前輪駆動/四輪駆動)および前輪駆動・4AT車のみの設定）のモノグレード体系となった[注釈 30]。
- 2014年11月下旬[31] - 製造終了。在庫のみの販売となる。
- （補足）2014年12月 - 6代目キャロルの製造終了。
- 2014年12月21日 - 7代目シリーズ販売終了。累計販売台数は約39万2000台[23]。
- （補足）2015年1月29日 - 6代目キャロルの販売終了。

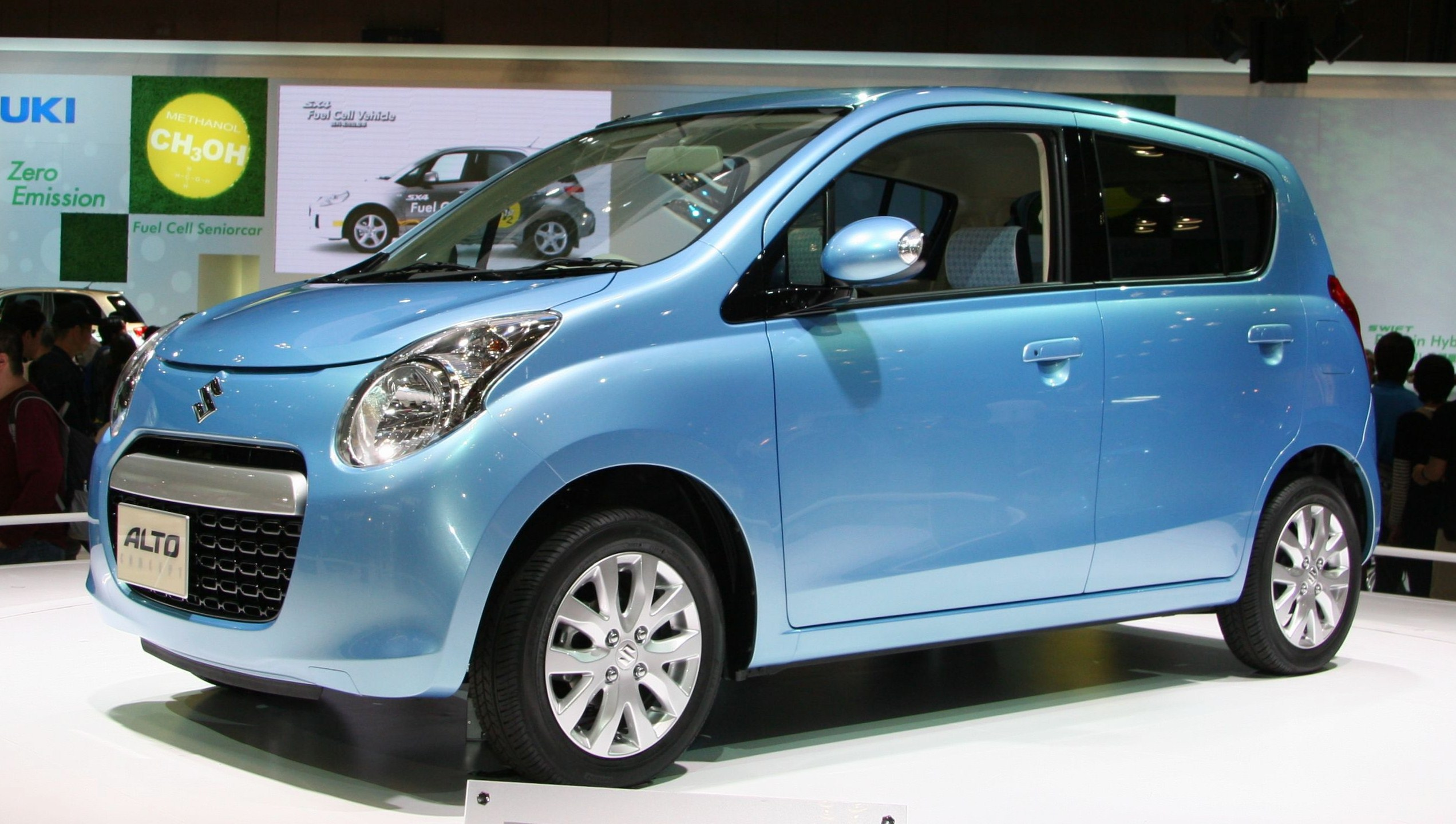
アルト コンセプト
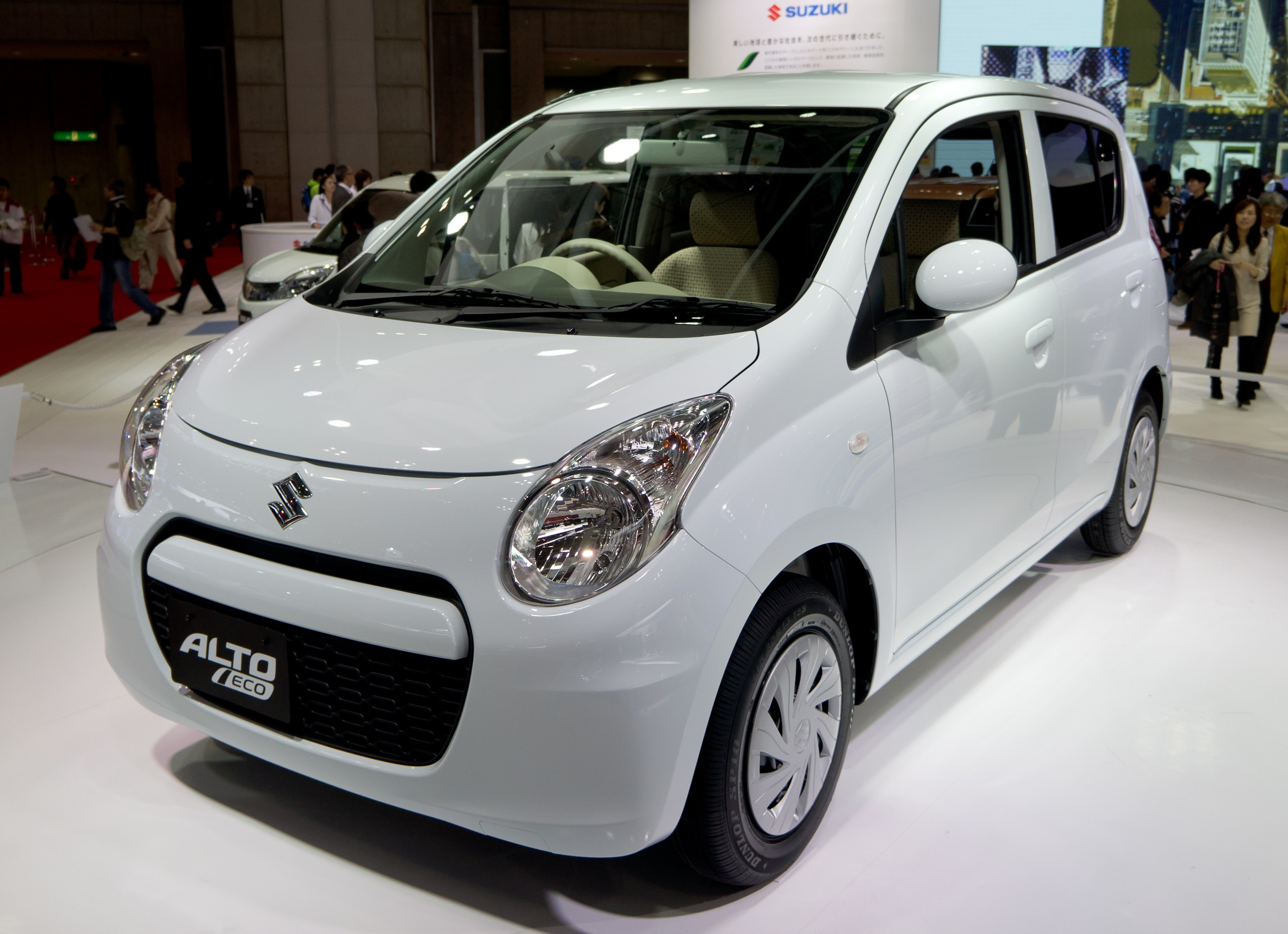
アルトエコ（1型）
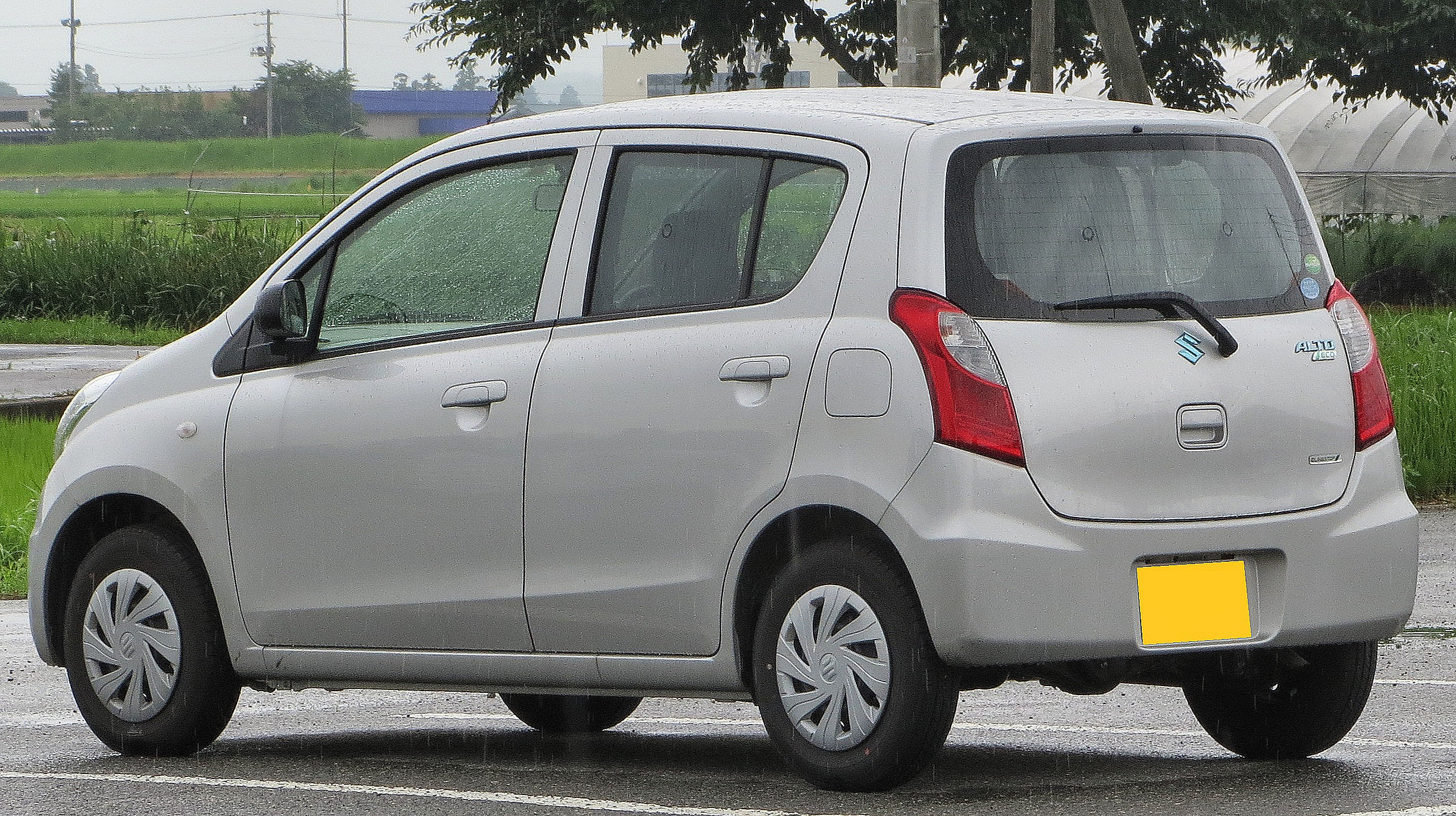
アルトエコ ECO-L 四輪駆動 （3型・リヤ）
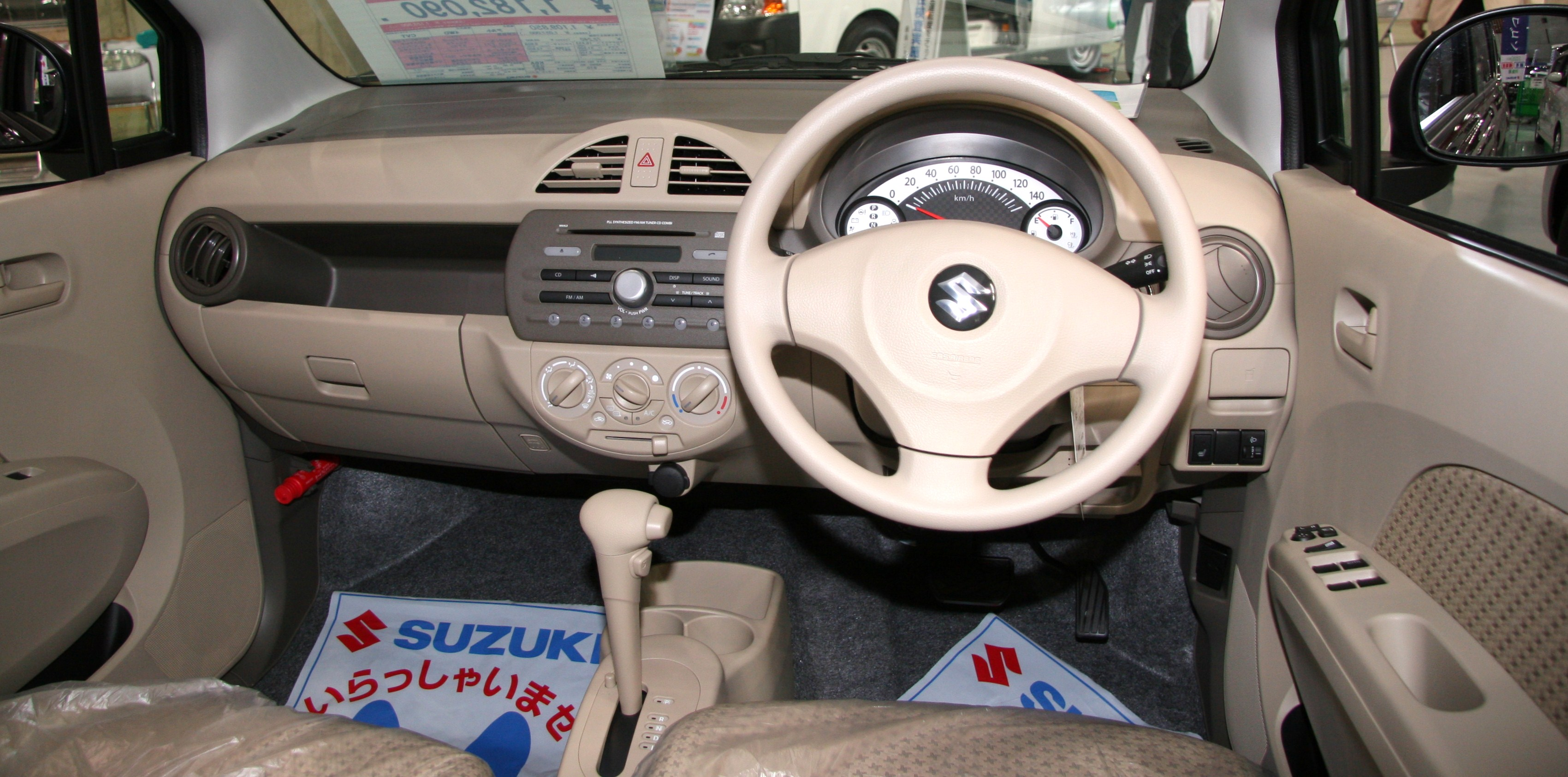
アルト G4 室内 （1型）
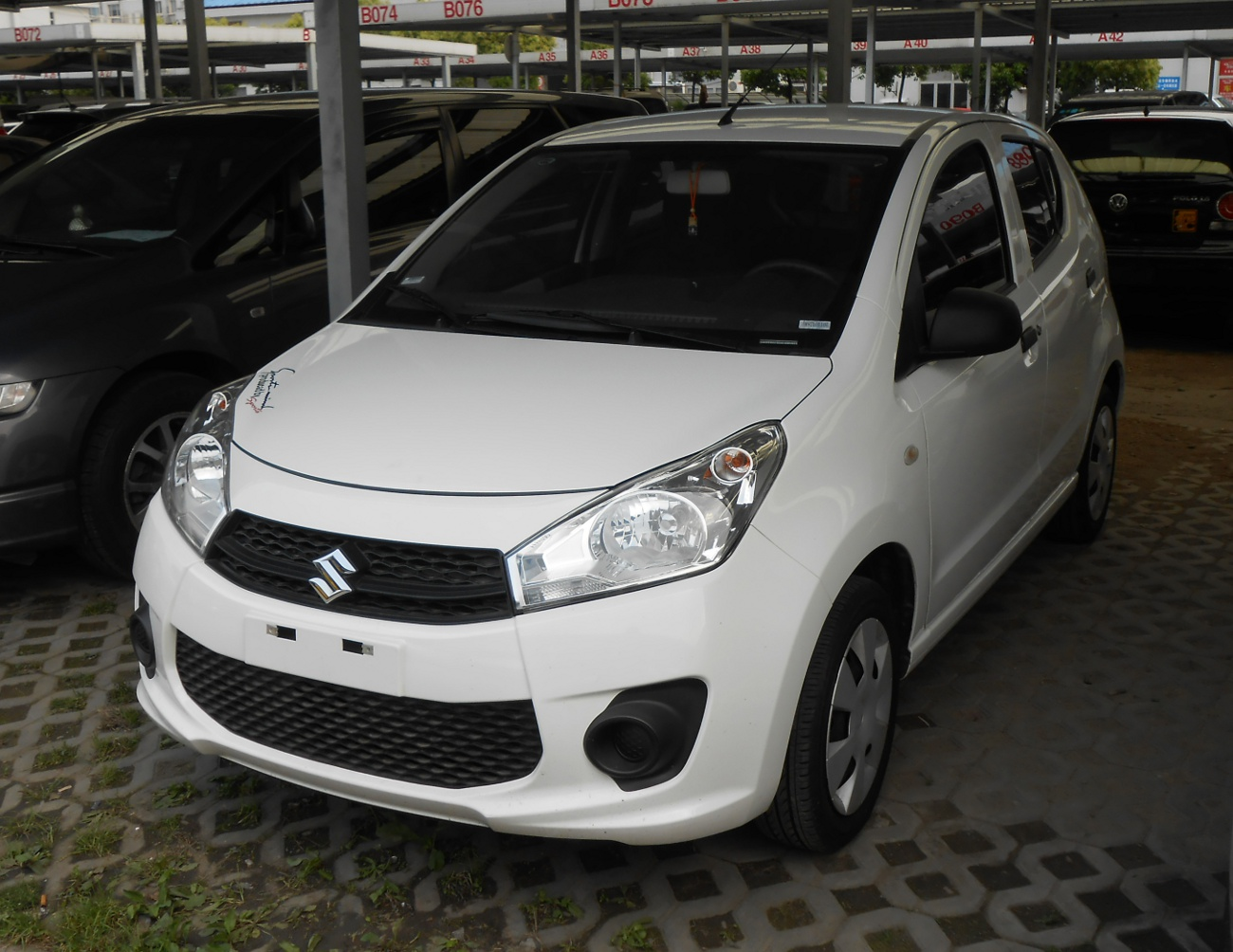
中国仕様

## 7代目 海外仕様（2009年 - 2014年）
ヨーロッパ向け5代目アルトは2009年から2014年にかけて販売された。インドでマルチ・スズキ・Aスターとして販売された車種の日本国外版であり、ラテンアメリカなど一部地域では「セレリオ」として販売された。なお、同車種の後継は全世界でセレリオの車名に統一される。
ヨーロッパ仕様

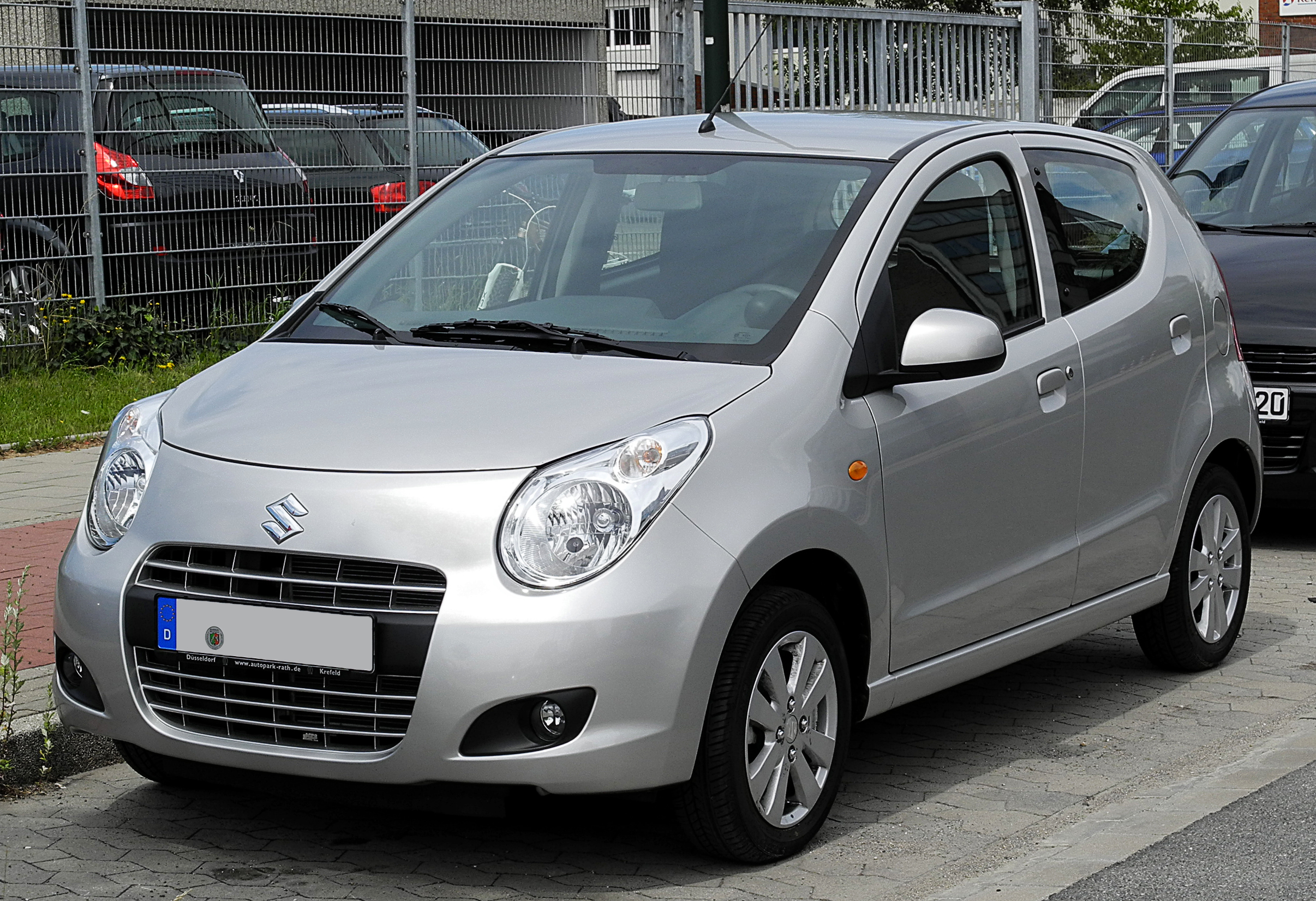
1.0コンフォート（フロント）
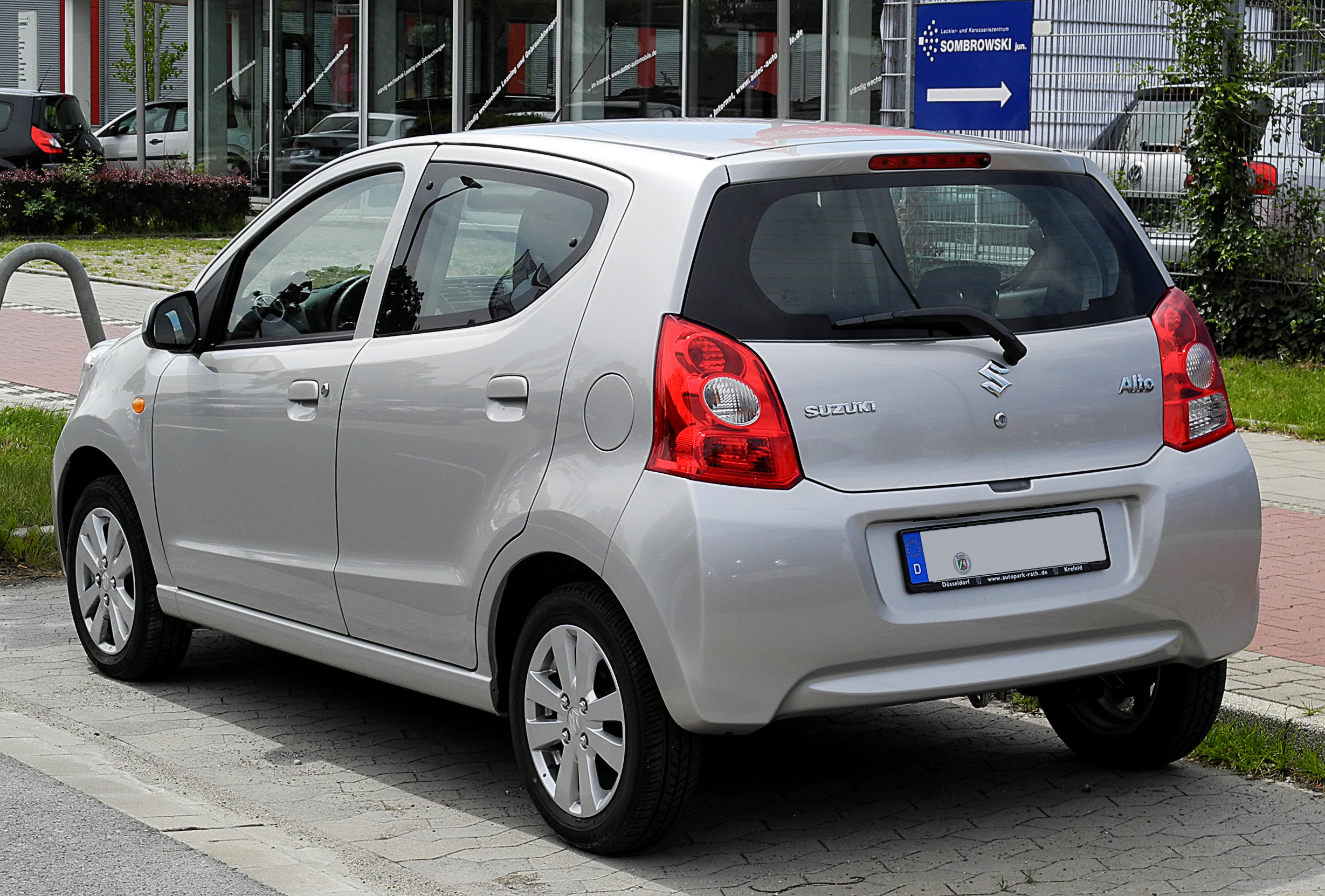
1.0コンフォート（リア）
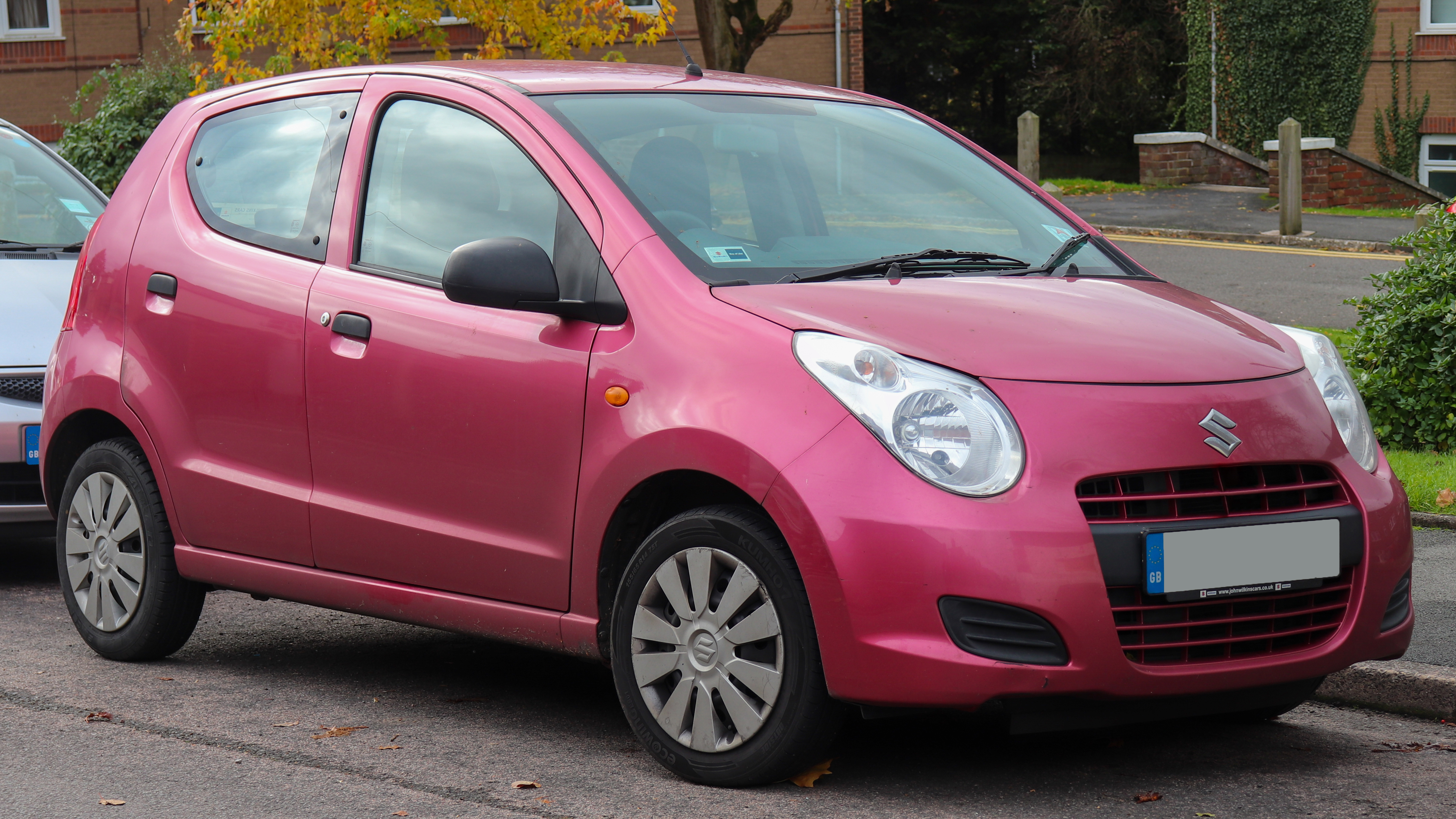
SZ3 1.0（フロント）
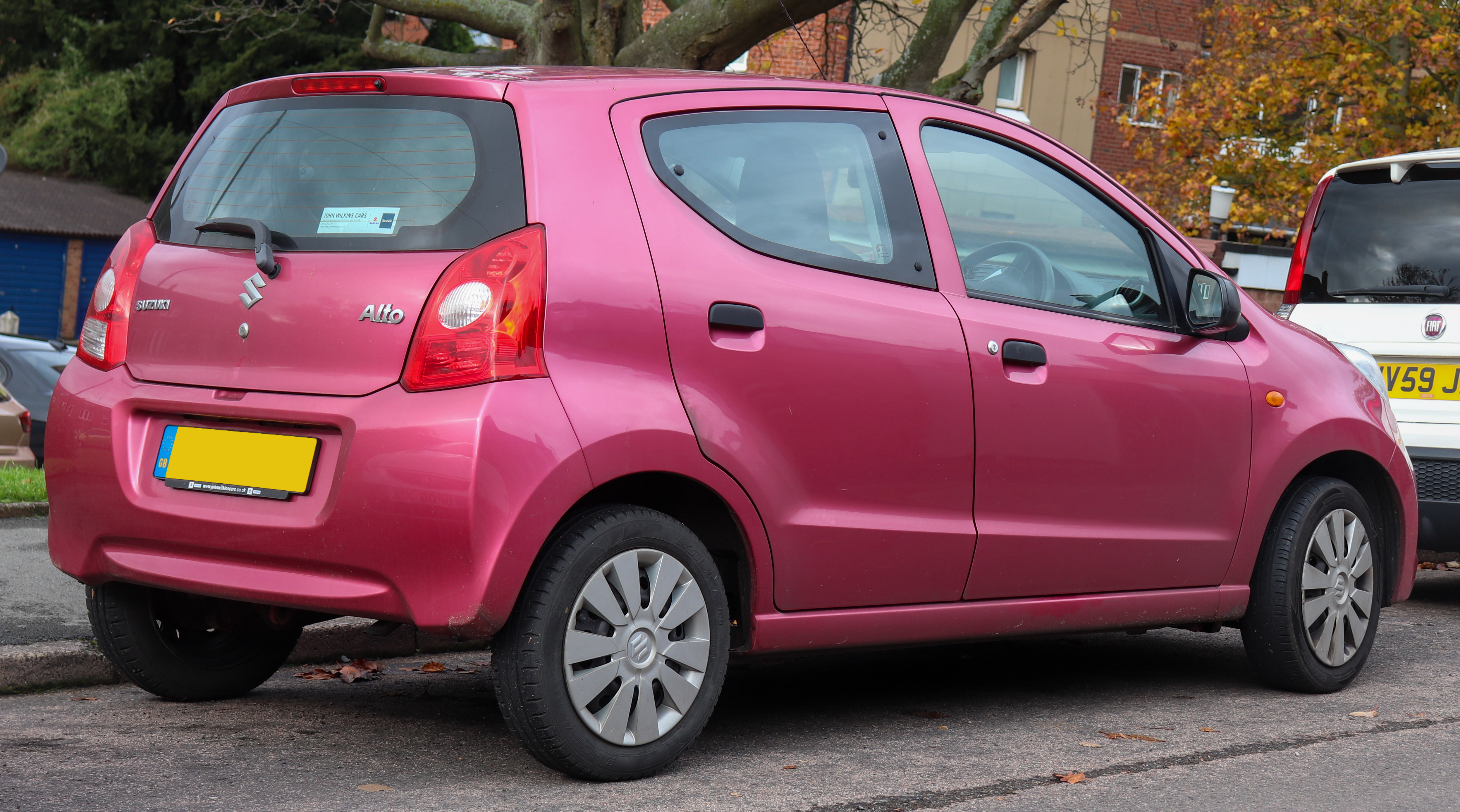
SZ3 1.0（リア）

中国仕様

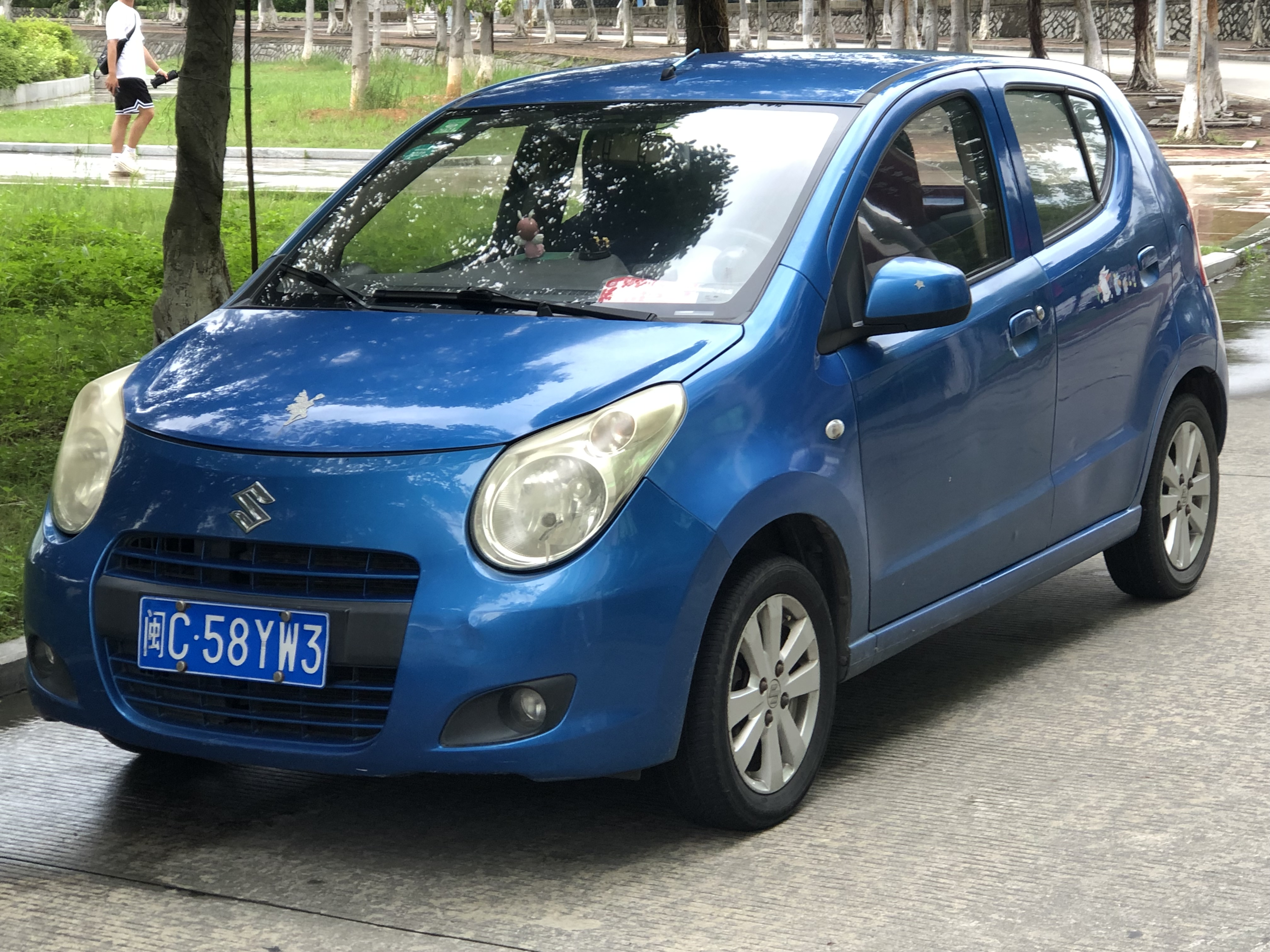
前期型（フロント）
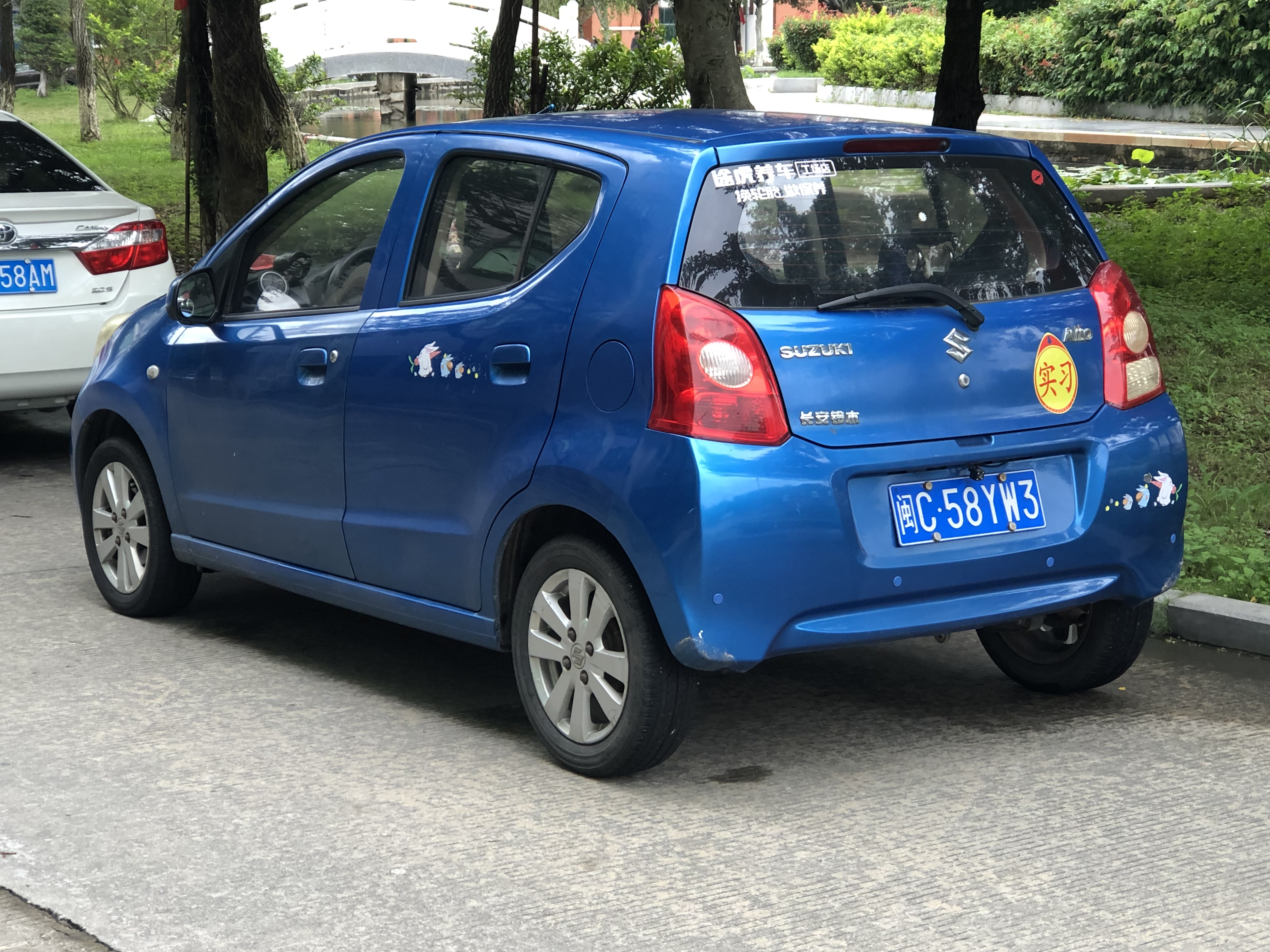
前期型（リア）
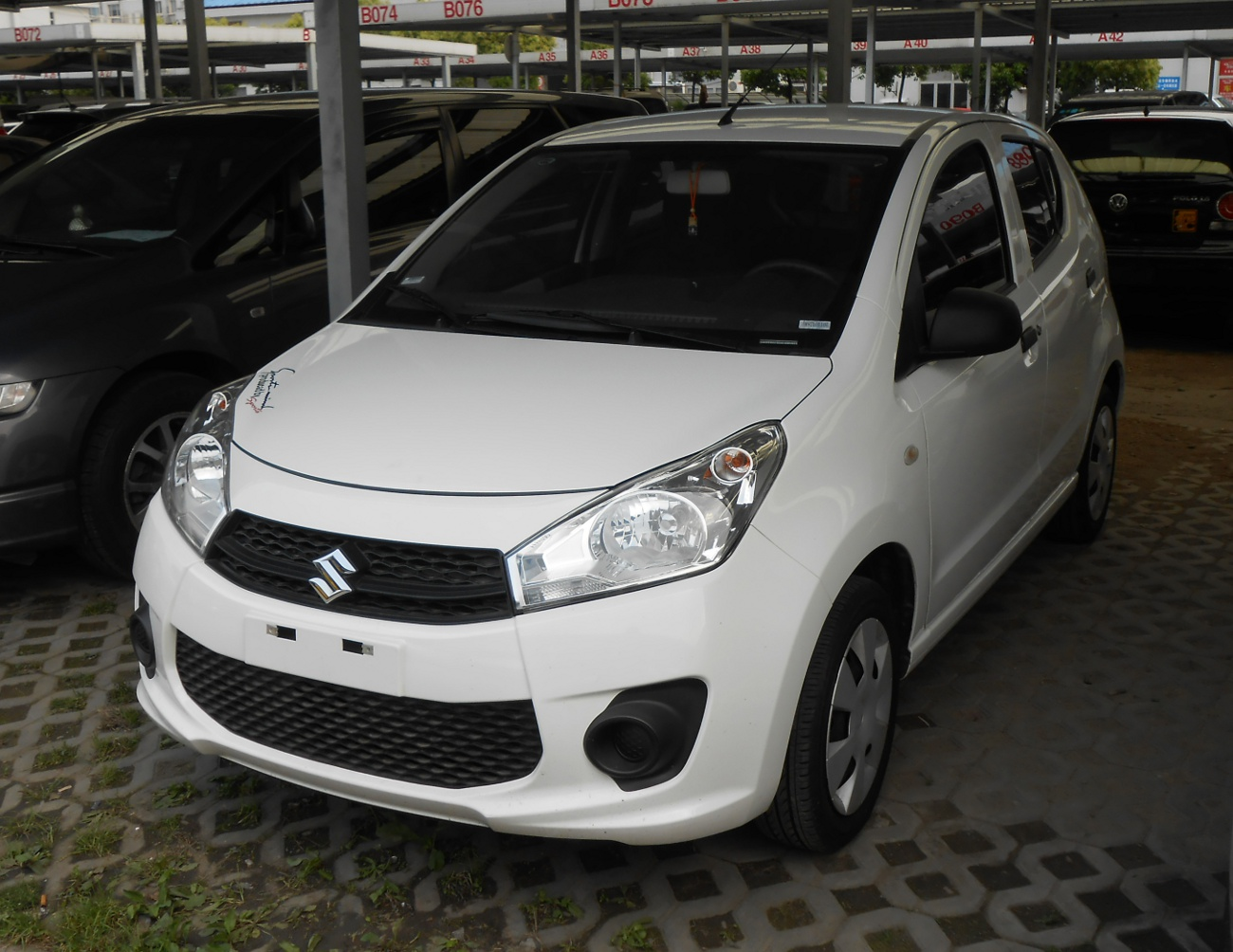
中期型
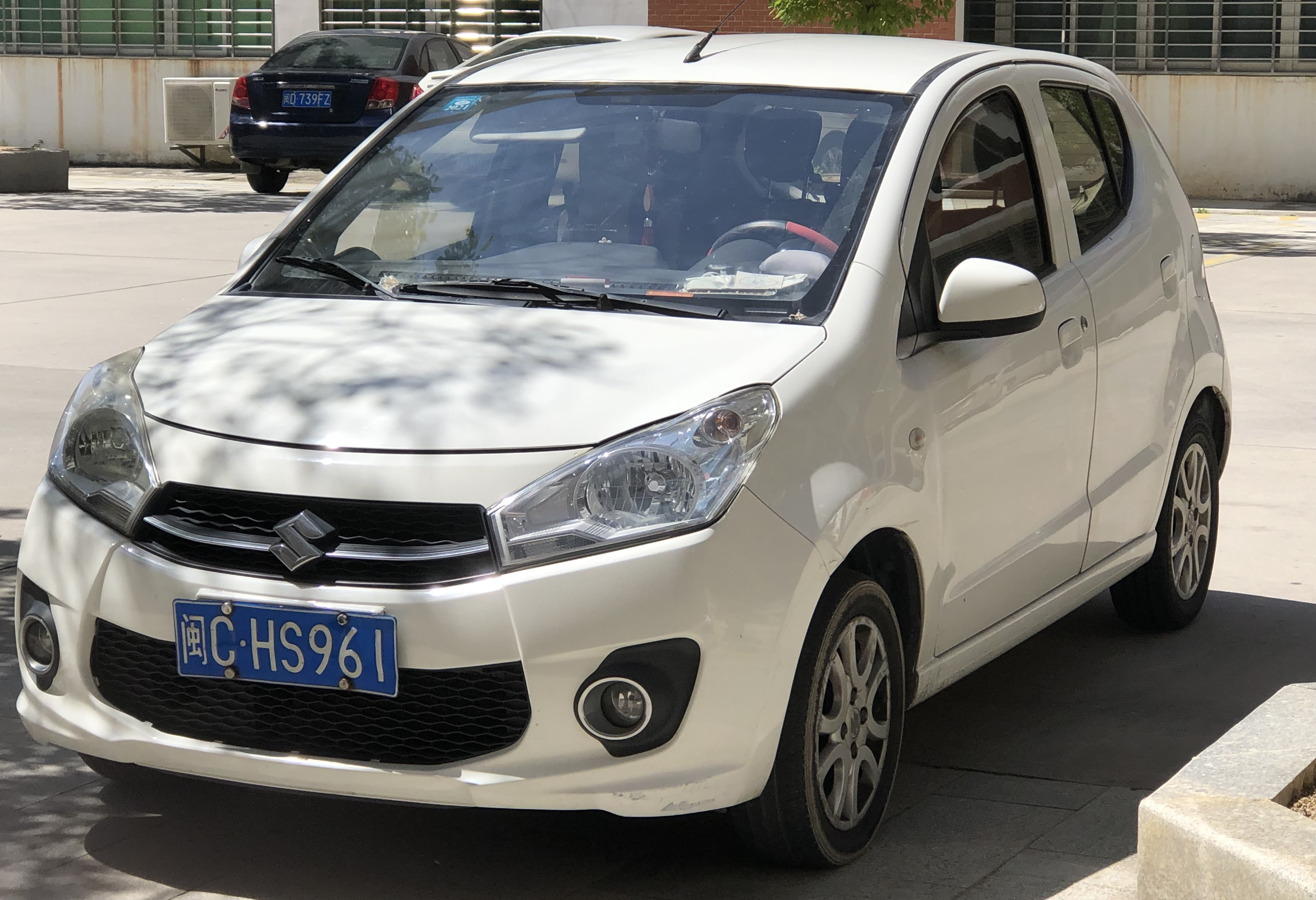
後期型（フロント）
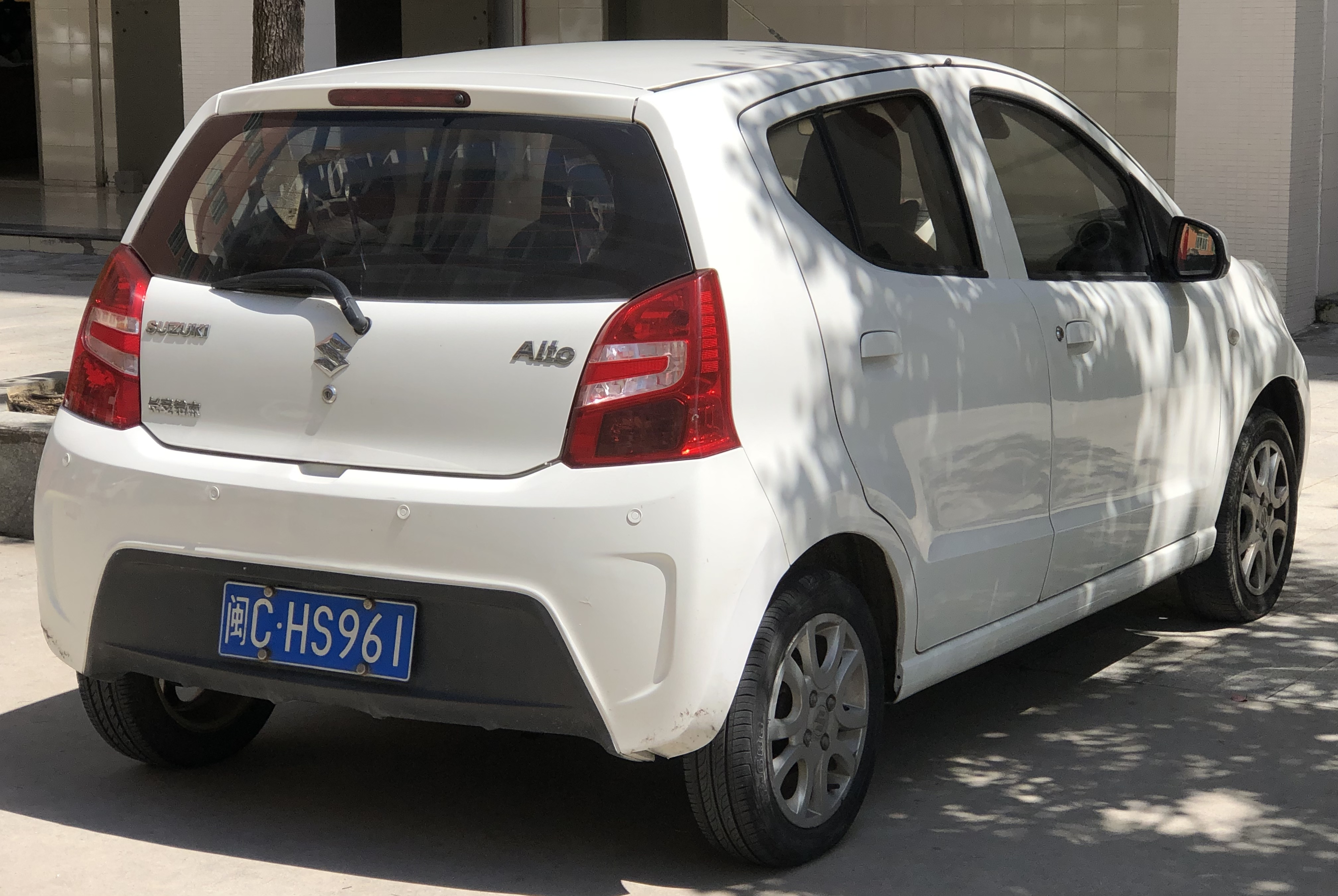
後期型（リア）

## 8代目 HA36S型（日本: 2014年 - 2021年、パキスタン: 2019年 - ）、HA36V型（2014年 - 2021年）

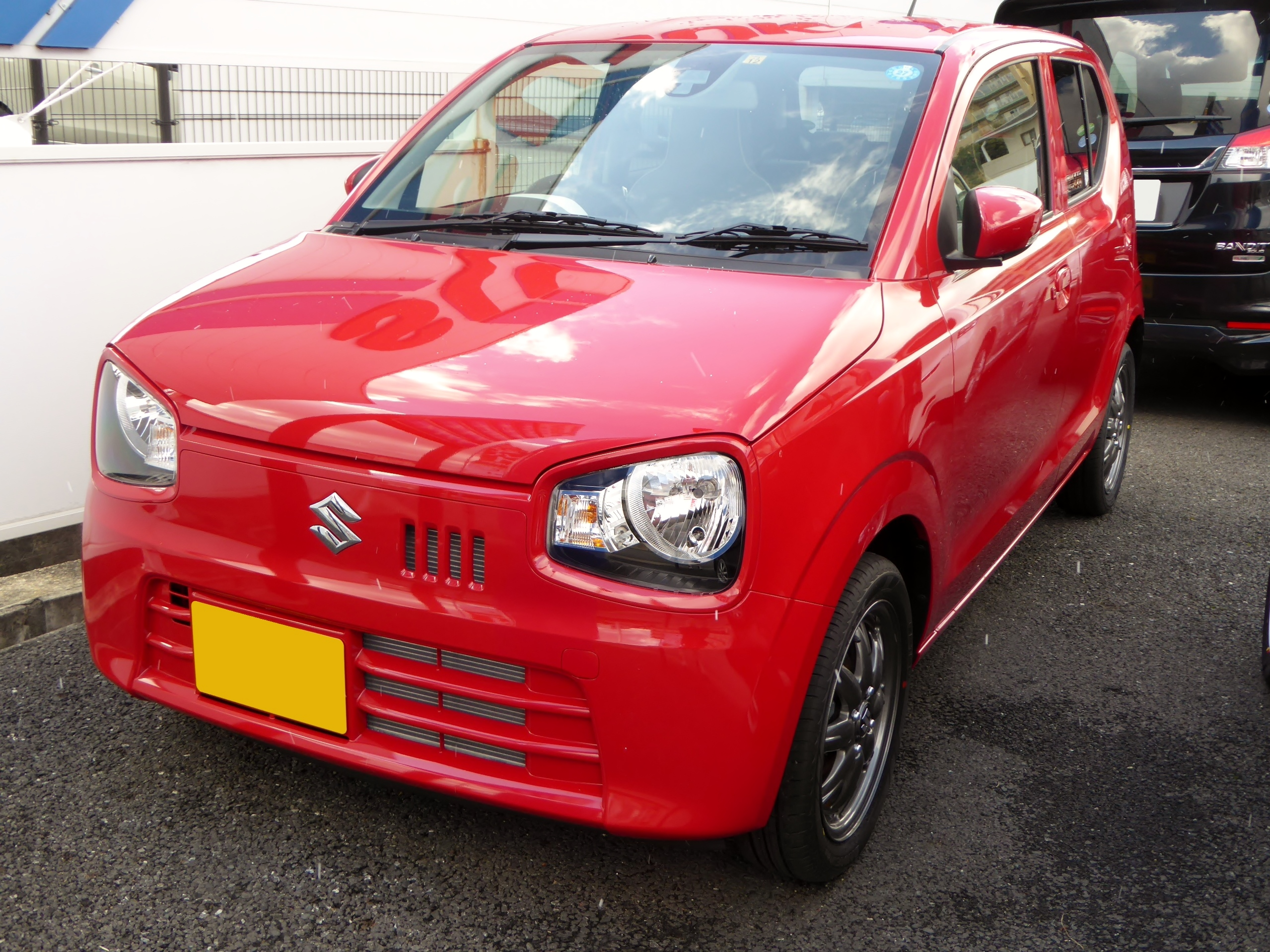
アルト X（2トーンバックドア仕様）

2014年12月12日にフルモデルチェンジを予告するプロモーションサイトが開設され、同年12月22日に発売。OEM車種のマツダ・キャロルについてもアルトから遅れて3日後にフルモデルチェンジを発表し、1か月遅れで販売を開始した。
2015年3月11日には、5代目以来約14年3か月ぶりとなるターボ車「ターボRS」を追加発売。同年12月24日には「アルトワークス」が約15年のブランクを経て復活した。
これにより、バリエーションはセダン・バン・ターボRS・ワークスの4つに増え、特にホットハッチモデルに関しては歴代初の2モデル体制となったが、ターボRSは2018年11月をもって廃止され、ワークスに統一された。
商用モデルの「バンVP」に関しては乗用モデルの生産終了に先駆けて2021年7月30日をもって生産終了、同年12月までに販売終了となり、9代目に商用モデルが設定されなかった（派生車種のラパンを含めて乗用モデルのみのラインナップ）ことから、商標当初から続く軽ボンネットバンは8代目限りで終了となった。なお、2022年8月26日に軽トールワゴンのスペーシアに商用モデル「スペーシア ベース」が発売されている。
2019年6月15日にパキスタン向けアルトが発売された。スズキの海外拠点で初めて、現行の日本における軽自動車規格と同一のボディー・排気量を採用したモデルで、8代目アルトをベースに、ボディーとエンジンは日本仕様と同じだが、バンパー、およびフロントフェンダーの材質をそれぞれ樹脂製から鋼板製に変更し、更に最低地上高を高く（全高は日本での「F」・「L」・「S」よりも15mm高い1,490mm）するなどパキスタンの道路事情に合わせて仕様が変更されている。トランスミッションは5MTとAGSの2種類が設定されている。

## 9代目 HA37S/97S型（2021年 - ）
9代目では、ホットハッチモデルの「ワークス」を廃止、バンも8代目末期で既に廃止となっており、最初から全グレードが5ナンバー仕様（軽乗用車）となった。外観は8代目のコンセプトを基本としながらも、ラパンのような丸みを帯びたフォルムに楕円形のモチーフが取り入れられたスタイルとなり、フロントフェイスは一部のグレードにメッキフロントバンパーガーニッシュが採用され、ヘッドランプも一部のグレードにLEDが採用された。8代目同様に最上位グレードにはスポーク形状のアルミホイールが装備される。2トーンカラーは8代目のバックドアから他の一部のスズキ車と同じルーフに、カラーもミディアムグレーからホワイトに変更したホワイト2トーンルーフとなった。また、8代目ではリアバンパーに組み込む形で横型に配置されていたリアコンビネーションランプは7代目以来となるリアバンパーから独立した中央配置の縦型に戻され、8代目ではアンバー色となっていたフェンダーサイドターンランプも7代目以来となるクリアに戻された。内装ではインパネとドアトリムにネイビーが採用され、シートは表皮にデニム調・背面をブラウンとした2トーン仕様とした。2025年6月の一部仕様変更ではリアバンパーの形状を変更するとともに、フロントフェイスは形状変更に加えてミリ波レーダーと一体となったグリルが追加され、Sエンブレムはその上のボンネット上へ移動。2トーンルーフのルーフカラーはソフトベージュとブラックの2種類となった。マイルドハイブリッド車はルーフエンドスポイラーが追加され、グリルの追加に伴ってメッキフロントバンパーガーニッシュの形状が変更された。
8代目で低くなった全高は再び高くなり、50mm拡大している、それに合わせて、車内高が45mm、フロントドア開口部の高さが20mmそれぞれ高くなった。併せて、室内幅も25mm拡大されたが、最小回転半径は8代目から0.2m大きい4.4mに抑え、小回り性は継承されている。また、バックドア・センターピラー・サイドドアでそれぞれ環状構造を形成する「環状骨格構造」とすることでボディ全体の剛性が向上され、ボディのルーフパネルとルーフメンバーの接合部に高減衰マスチックシーラーを採用したことでこもり音や雨音が低減された。
パワートレインはR06A型エンジン+エネチャージを構成するガソリン車（HA37S型）に加え、R06D型エンジン+ISG（モーター機能付発電機）で構成された、アルトでは初となるマイルドハイブリッド車（HA97S型）を新たに設定。加速時にモーターがエンジンをアシストする機能が備わったことで、2WD車はWLTCモードによる燃料消費率で軽自動車No.1となる27.7km/Lを実現し、軽自動車で初となる「2030年度燃費基準95%達成車」となった。なお、トランスミッションは一部のグレードに用意されていた5MTや5AGS（AMT）の設定が無くなり、軽量化と高効率化を実現した新型CVTへ一本化された。2025年6月の一部仕様変更ではルーフエンドスポイラーの追加などにより空力性能が改善されたことで、マイルドハイブリッド・2WD車はWLTCモードによる燃料消費率が28.2km/Lへ向上された。
予防安全技術「スズキ セーフティ サポート」は8代目から強化され、衝突被害軽減ブレーキは夜間の歩行者も検知可能なステレオカメラ方式の「デュアルカメラブレーキサポート」となり、他の装備を含め、全グレードに拡大して標準装備された。エアバッグは運転席・助手席SRSに加え、フロントシートSRSサイドとSRSカーテンを加えた6エアバッグに増強。また、全方位モニター用カメラや標識認識機能を備えたヘッドアップディスプレイのメーカーオプションが追加された。2025年6月の一部仕様変更では衝突被害軽減ブレーキが右左折（横断歩行者・自転車）や出会頭車両に対応した交差点衝突回避支援を備えた単眼カメラ&ミリ波レーダー方式の「デュアルセンサーブレーキサポートII」に変更し、発進お知らせ機能は先行車だけでなく信号（矢印信号を含む）にも対応。後退時ブレーキサポートは超音波センサーをフロントにも搭載したことで低速時ブレーキサポート（前進・後退）に強化。標識認識機能はヘッドアップディスプレイから切り離される形で全車標準装備化され、車線逸脱抑制機能が追加された。
トレーを助手席インパネやフロアコンソールにも設け、運転席・助手席のドリンクホルダーは紙パックにも対応。大型のスマートフォンも収納可能なインパネセンターポケットを設けるなど収納スペースを充実化させた。オーディオは全車レス仕様が基本となり、日本国内のスズキ車で初となる7インチのディスプレイオーディオをメーカーオプションに設定（グレードにより、バックアイカメラ付又は全方位モニター付となり、USB電源ソケット2個も装備される）。ラジオやBluetooth接続による音楽再生・ハンズフリー通話に加え、設定時に一緒に装備されるバックアイカメラ又は全方位モニターの映像が表示されるほか、燃費や渡航可能距離・エンジン異常などの車両警告情報の表示が可能。さらに、Apple CarPlayやAndroid Autoに対応しており、スマートフォンとの連携により地図アプリの表示も可能となる。なお、8代目まで標準装備となっていたラジオ付CDプレーヤーは販売店アクセサリーの純正オーディオでの対応となった。2025年6月の一部仕様変更でコネクテッドサービスの「スズキコネクト」に対応した一方で、ディスプレイオーディオの設定が廃止され、販売店アクセサリーの純正オーディオは200mmワイドモデルのAM/FMラジオ付USBプレーヤー（KENWOODブランド/JVCケンウッド製）のみとなり、純正オーディオにおけるCDを含むディスクの再生が不可となった。
なお、マイルドハイブリッド車については、パワーステアリング・エアコン・電波式キーレスエントリーなどを装備して135.08万円（2025年6月一部仕様変更モデル、10%の消費税込）からの価格設定となっており、かつてアルトとメカニカルコンポーネンツを共用し販売されていた2ドアマイクロクーペのツインに設定されていた「ハイブリッドB」（消費税抜きで139万円）よりも割安となる。
OEM車種のキャロルはアルトから13日遅れの12月23日にフルモデルチェンジを発表。8代目となった。

### 年表
- 2021年
  - 11月25日 - 9代目へのフルモデルチェンジを予告するティザーサイトが公開される[38]。
  - 12月10日 - フルモデルチェンジを公式発表（12月22日発売）[39]。CMキャラクターには波瑠を起用、アルトちゃんは瑚子フローラが演じる。キャッチコピーは「ハロー、新しいエブリデイ!」。
    - グレード体系は8代目から「L」と「S」を継承し、「S」はマイルドハイブリッド車として「HYBRID S」に改名。8代目の2020年10月の一部仕様変更時に廃止されていた最上位グレードの「X」もマイルドハイブリッド車の「HYBRID X」として復活。最廉価グレードに関しては、8代目の「F」とバン「VP」を統合し、法人ユーザー向けを想定した「A」となった。8代目では「S」に設定されていた「アップグレードパッケージ」は「L」の設定へ移行され、ヘッドランプのグレードアップ（ディスチャージからLEDへ変更）とステアリングガーニッシュ以外は内容がすべて刷新され、フルオートエアコン（エアフィルター付）、リアシートヘッドレスト、スモークガラス（リアドア・バックドア）、全面UVカット機能付ガラス、運転席シートリフター、運転席バニティミラーで構成され、2WD車は4WD車では標準装備されている助手席シートヒーターが追加される。また、LEDヘッドランプ、スモークガラス（リアドア・バックドア）、全面UVカット機能付ガラスの3点については、「HYBRID S」にもメーカーオプションにて設定される。「A」は8代目の「F」やバン「VP」同様に一部の装備が簡素化され、リアドアガラスが固定式（開閉機能なし）、ドアミラーが手動式、ドアハンドルがブラック、ホイールがセンターキャップ付のスチールとなる。
    - ボディカラーは8代目（2020年10月一部仕様変更モデル）からフェニックスレッドパール、アーバンブラウンパールメタリック、ピュアホワイトパール（メーカーオプション）、ブルーイッシュブラックパール3、シルキーシルバーメタリック、ホワイトの6色を踏襲し、新規色となるダスクブルーメタリックとソフトベージュメタリックを加えた8色展開。また、前述したホワイト2トーンルーフは「L」の「アップグレードパッケージ」装着車及びマイルドハイブリッド車にメーカーオプションとして設定されており、新規色2色とフェニックスレッドパール、アーバンブラウンパールメタリックの4色が用意される。なお、「A」はダスクブルーメタリック、シルキーシルバーメタリック、ホワイトのモノトーン3色のみの設定となり、ホワイトはガソリン車専用色となる。
- 2023年11月20日 - アルトラパン、アルトラパンLC、スペーシアベース、クロスビーと共に一部仕様変更（2型、12月13日発売）[40]。法規対応に伴ってメーターパネル内にリアパーキングセンサー作動表示灯が追加された[41]ほか、「HYBRID X」のメーカーオプションである「全方位モニター付ディスプレイオーディオ」や「全方位モニター用カメラパッケージ」に組み込まれているインパネのUSB電源ソケットをType-A 2個からType-A・Type-C 1個ずつに変更。ボディカラーは従来ガソリン車専用色だったホワイトがマイルドハイブリッド車にも設定可能となった。なお、仕様変更や原材料価格の高騰などに伴ってメーカー希望小売価格が改定され、全グレード一律12.1万円（10%の消費税込）値上げされた。
- 2025年6月23日 - 一部仕様変更（3型、7月22日発売）[42]。
  - ボディカラーはモノトーンはフェニックスレッドパールを2トーンルーフ専用色へ移行する代わりに3代目アルトラパン（2022年6月仕様変更モデル）/アルトラパンLC設定色であるテラコッタピンクメタリックを追加。2トーンルーフ（メーカーオプション）はルーフ色をブラックに変更したフェニックスレッドパール以外のバリエーションが刷新され、ノクターンブルーパール ブラック2トーンルーフ[注釈 35]、フォギーブルーパールメタリック ソフトベージュ2トーンルーフ[注釈 36]、シフォンアイボリーメタリック ソフトベージュ2トーンルーフ[注釈 37]が追加された。
  - 「HYBRID S」は従来LEDヘッドランプ装着車での設定だった全面UVカット機能付ガラスとスモークガラス（リアドア・バックドア）が標準装備化され、LEDヘッドランプ装着車にフルオートエアコン（エアフィルター付）を追加。「HYBRID X」はインサイドドアハンドルがメッキ化され、ステアリングホイールが本革巻にグレードアップされた。
  - メーカーオプションの「全方位モニター用カメラパッケージ」はスズキコネクト対応通信機とSOSボタンを追加して「全方位モニター用カメラパッケージ・スズキコネクト対応通信機」に改名し、「HYBRID X」に加えて「HYBRID S」にも設定[注釈 38]。「L」は「バックアイカメラ・スズキコネクト対応通信機」が設定される。また、「A」は受注生産対応となった。

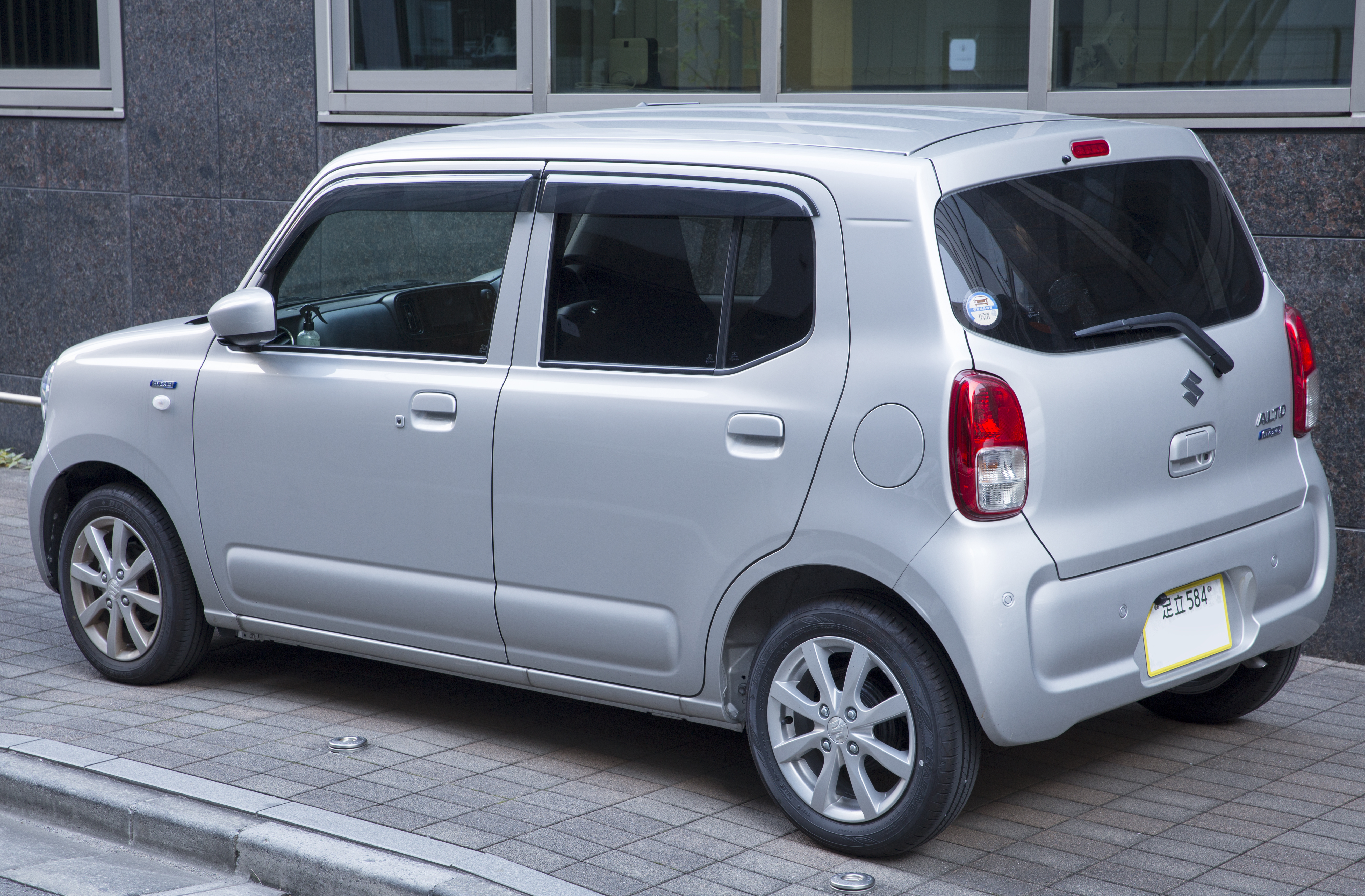
1型  HYBRID X リア
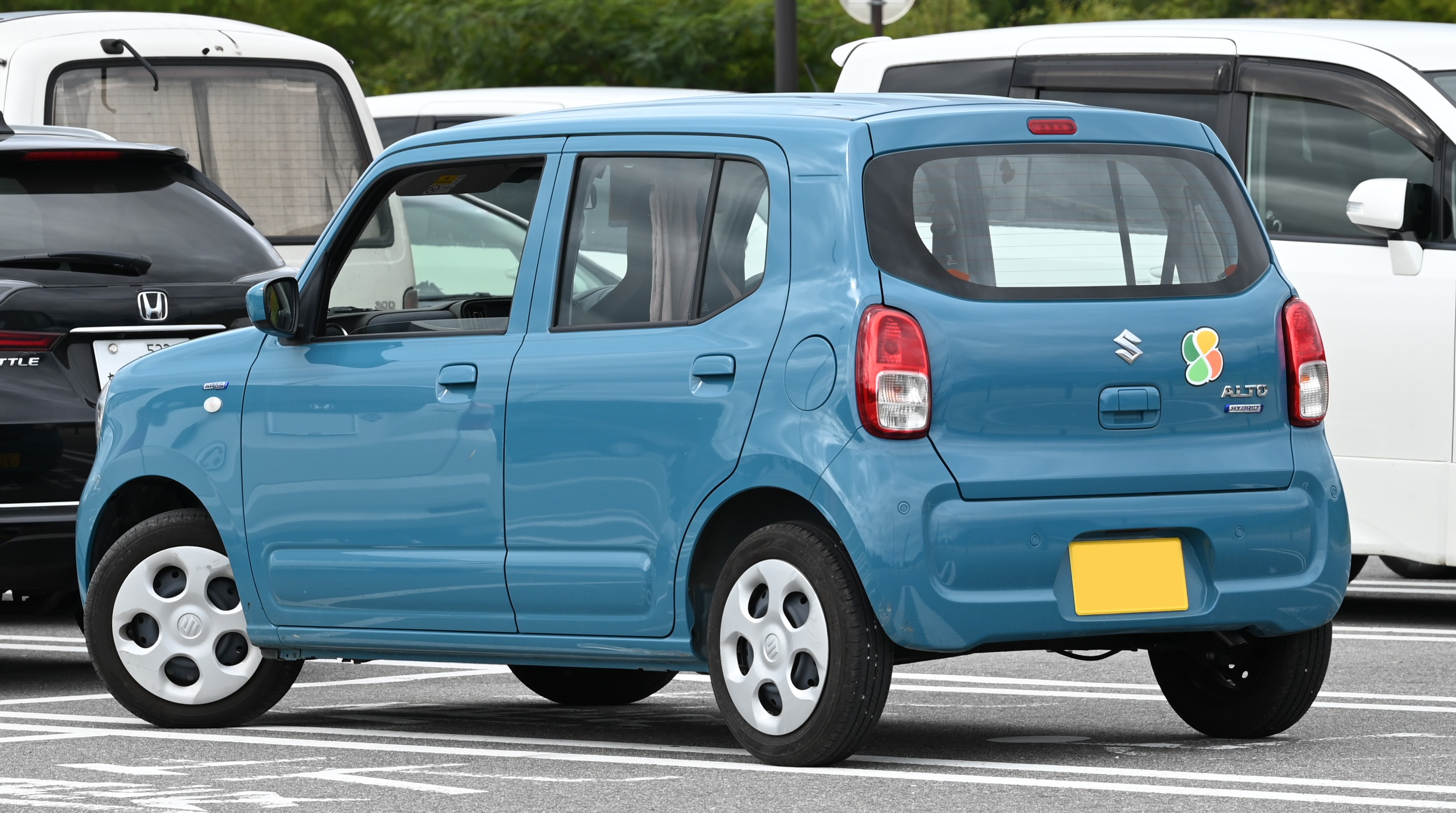
1型 HYBRID S リア
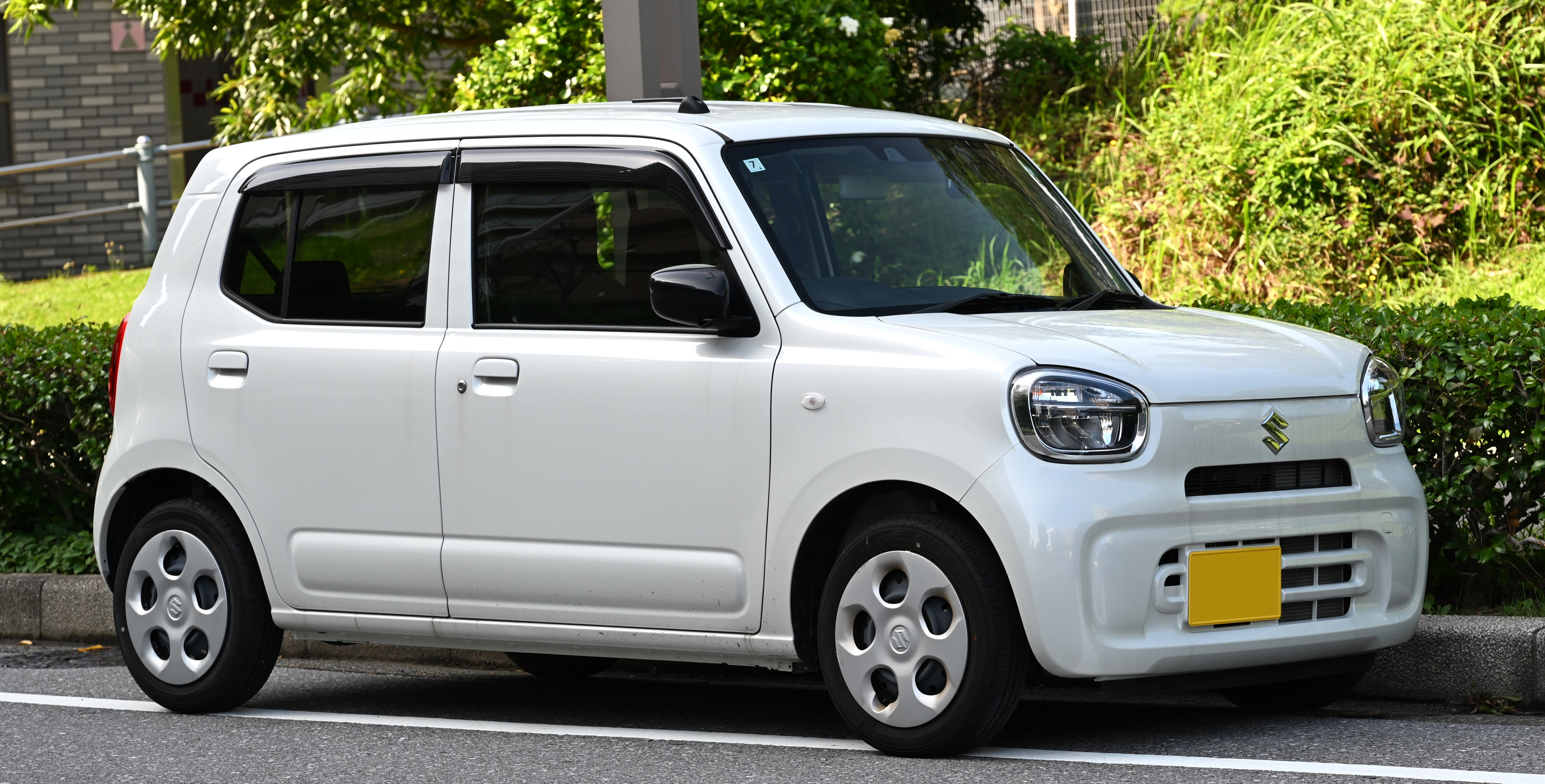
1型 L アップグレードパッケージ リア
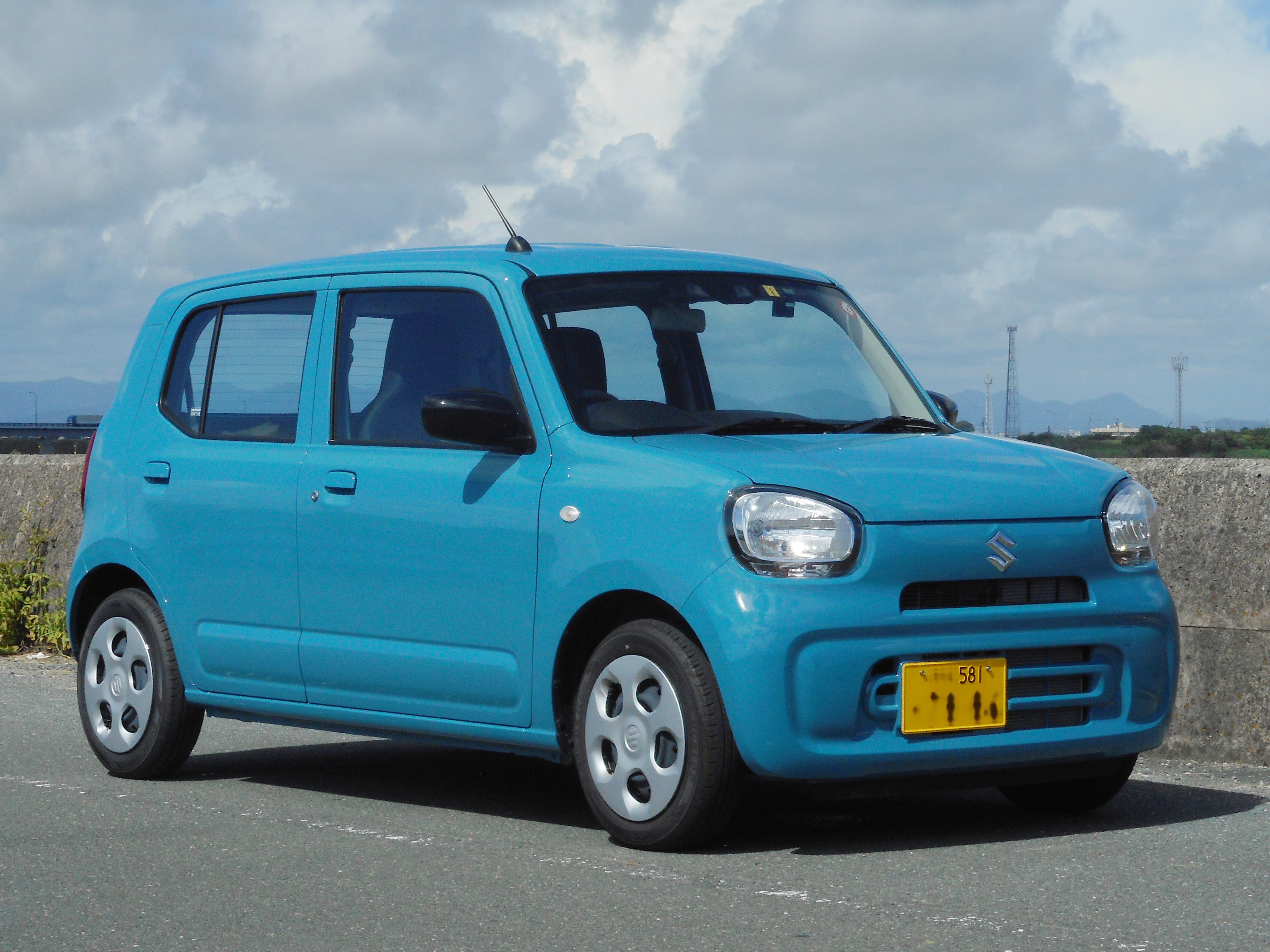
1型 L フロント
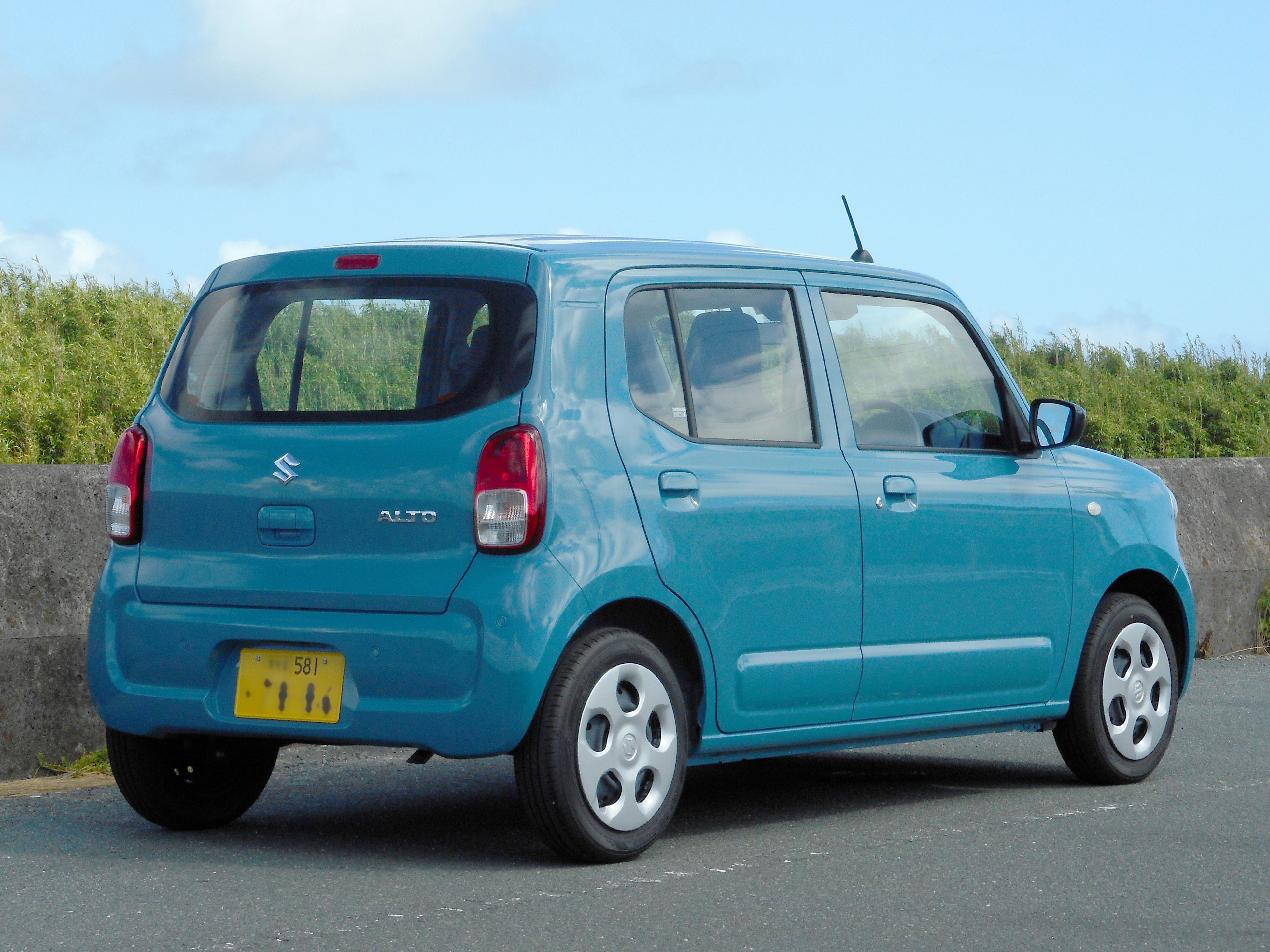
1型 L リア
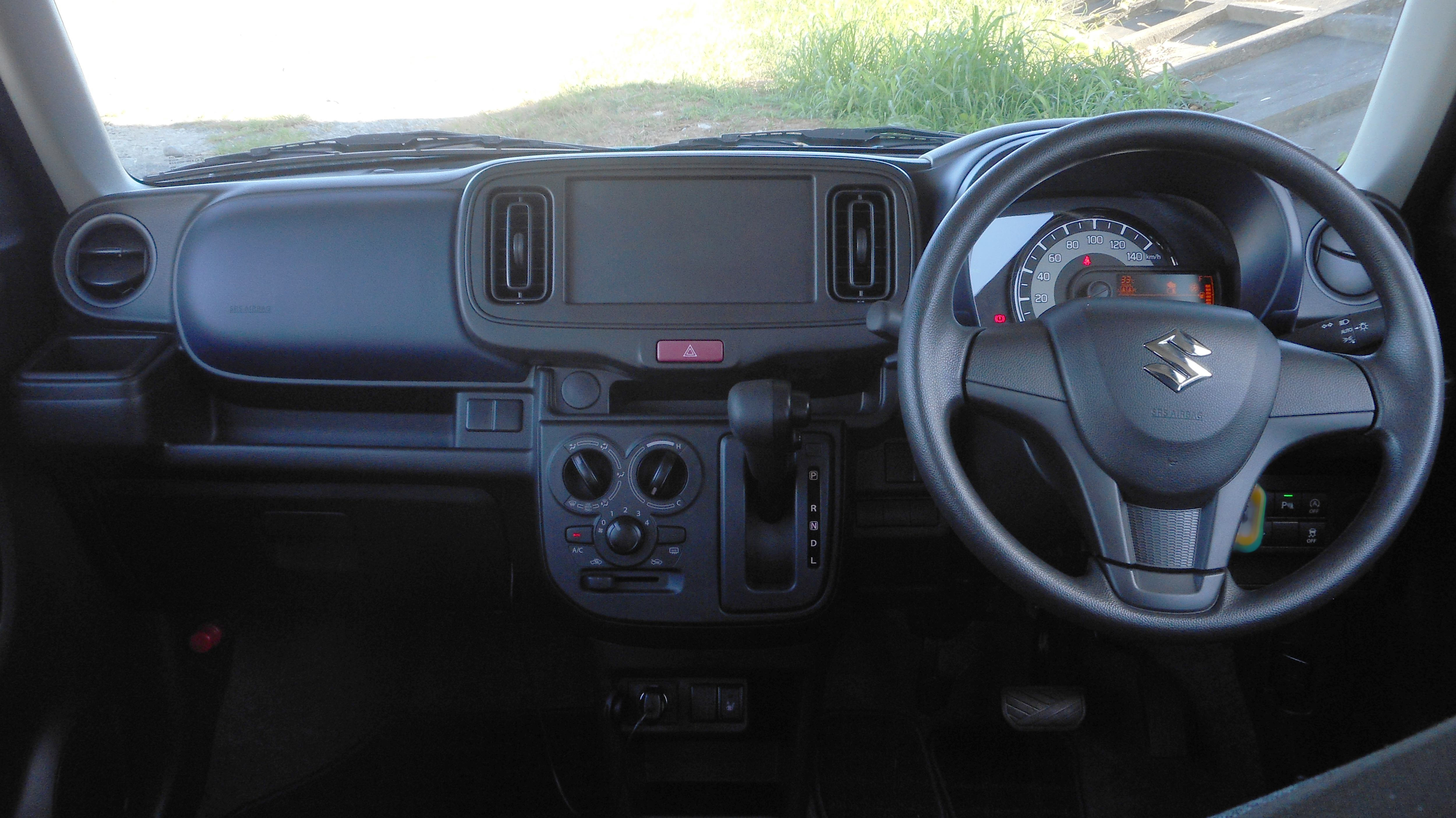
1型 L 内装
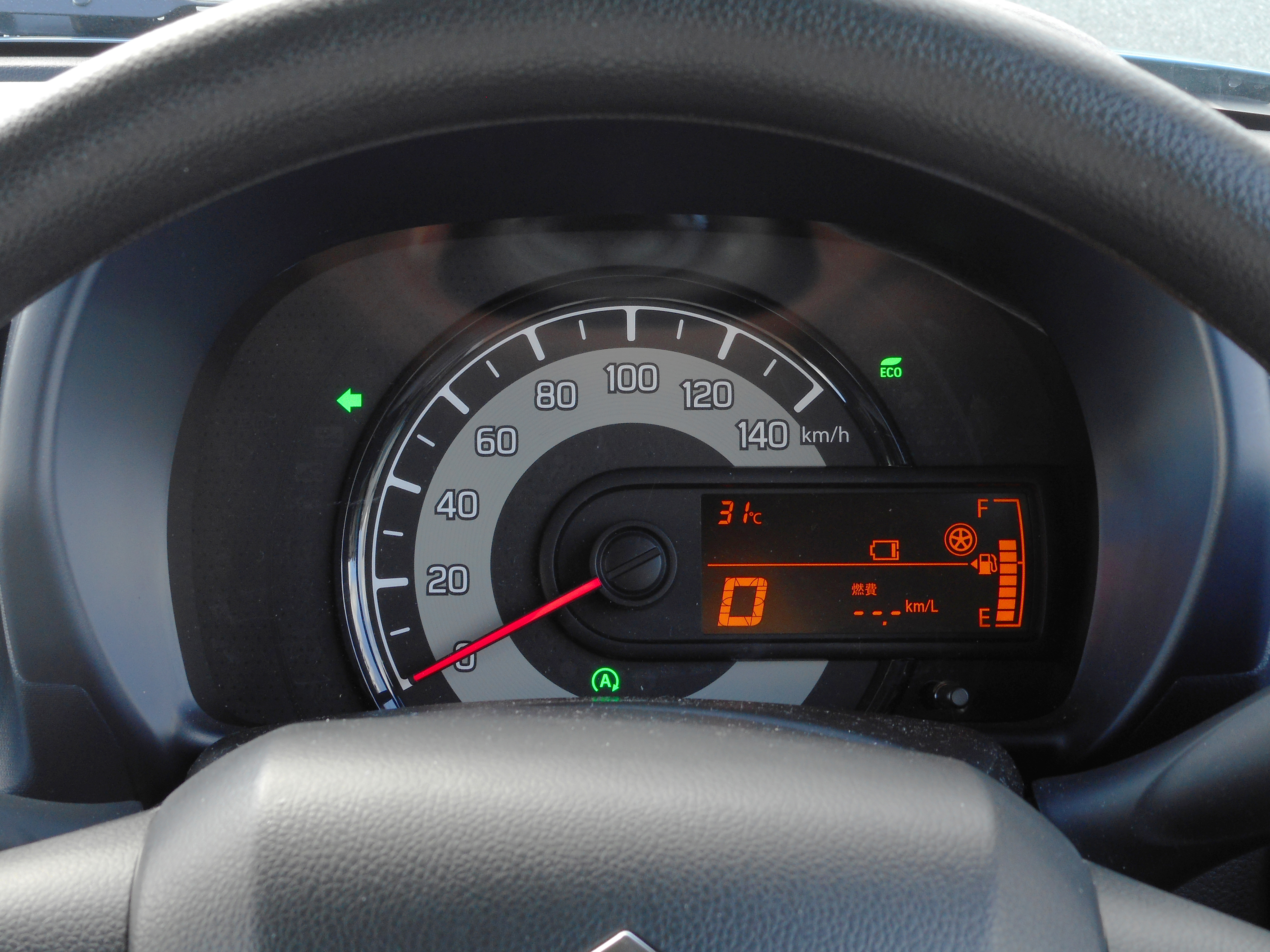
1型 L メーターパネル
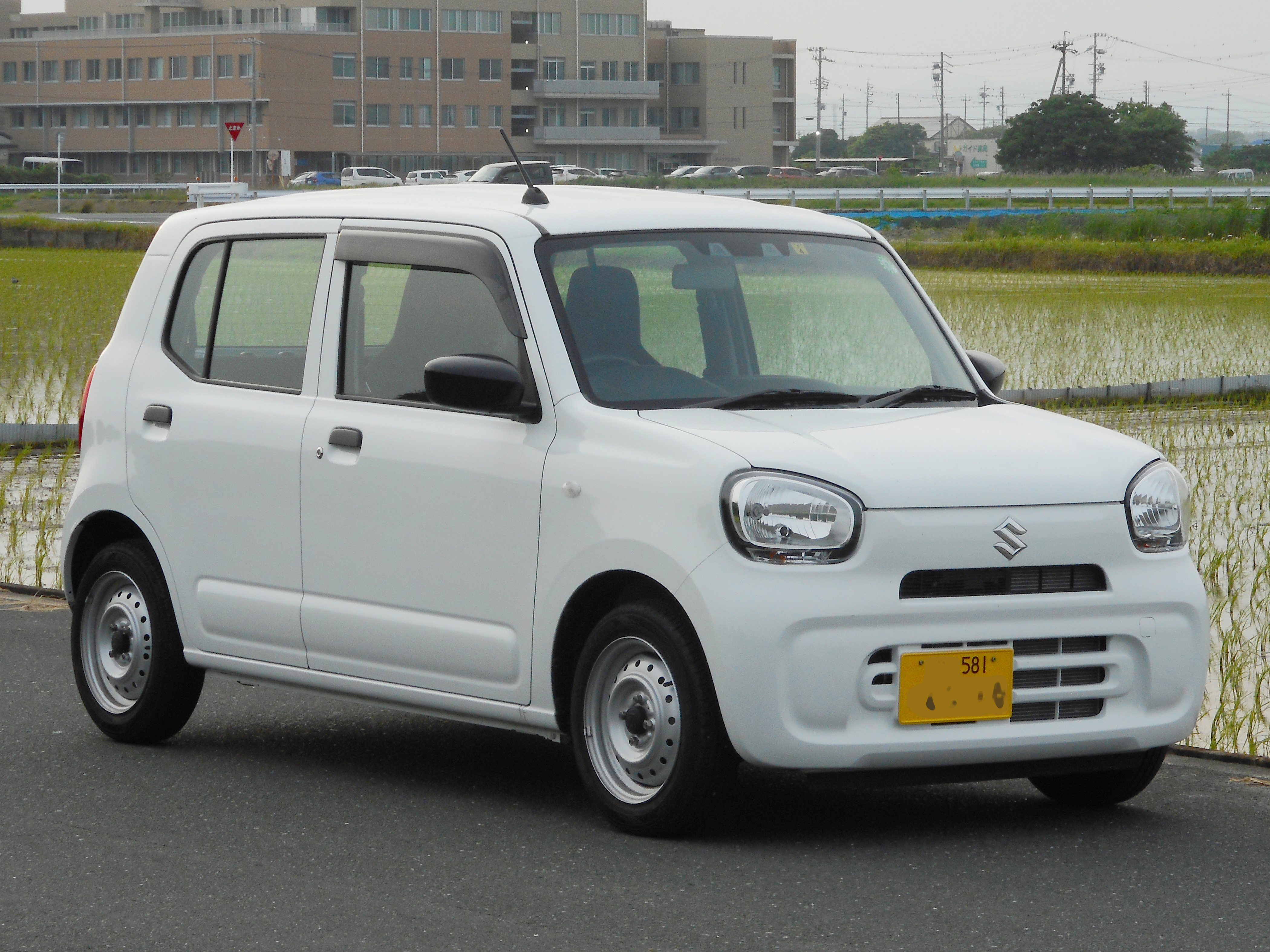
1型 A フロント
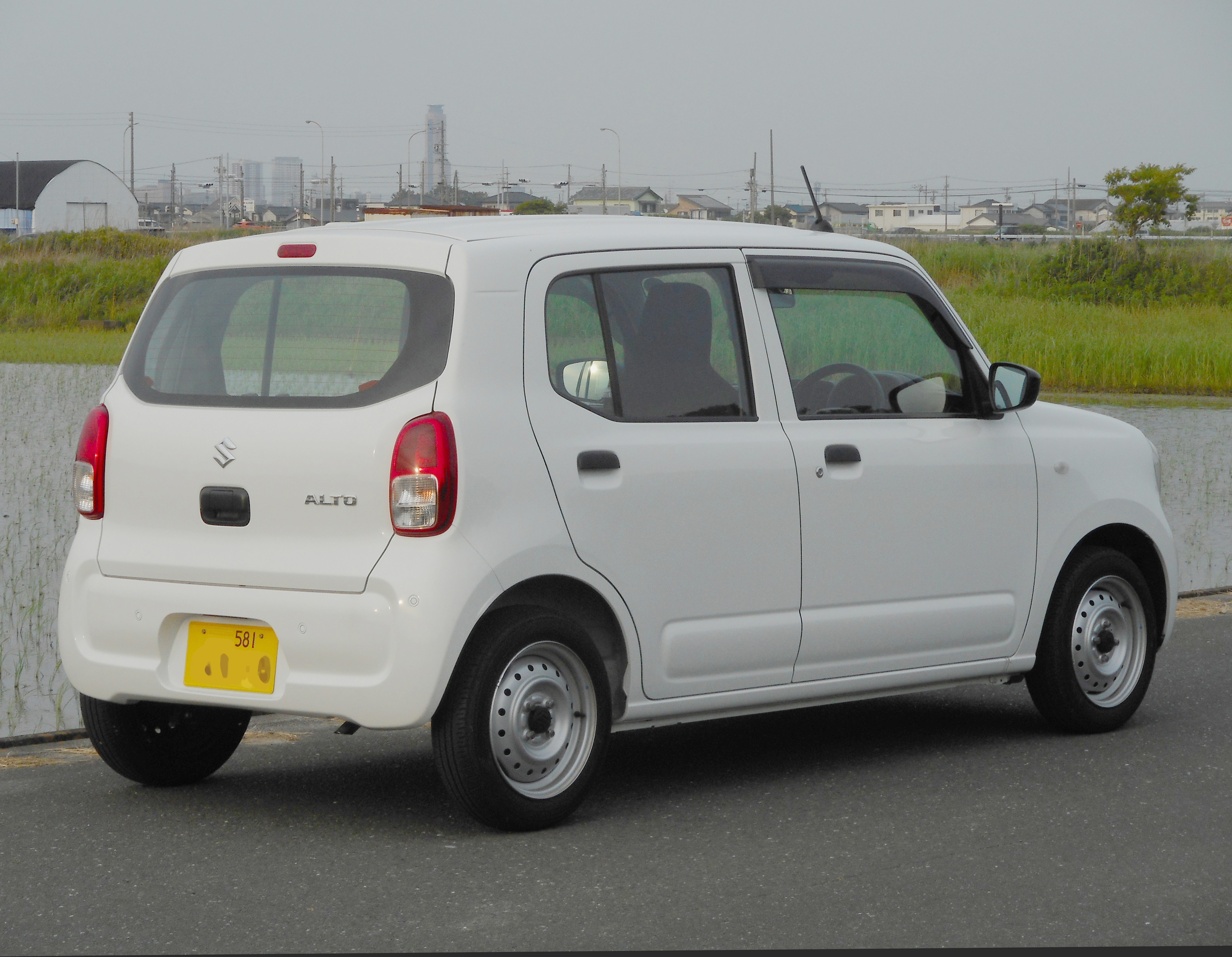
1型 A リア

## 車名の由来
- アルト（イタリア語）：「（ - に）秀でた」または「（ - に）優れた」。
- ワークス（英語）：ワークス・チームの意。
- エポ（英語およびフランス語由来の造語）：｢エポックメイキング｣から。お洒落感・ヨーロッパ感を打ち出すためフランス語の定冠詞「Le」を冠した[43]。

## 海外仕様車
日本国外で販売されてきたアルトは日本仕様とは異なる部分がある。
日本国外向けの初代はSS80型となる。これはSS40型フロンテをベースに40psを発揮する直列3気筒796ccエンジンを搭載したもので、ヨーロッパでは1981年から1984年まで販売された。インドではマルチ・ウドヨグ（現：マルチ・スズキ・インディア）によってマルチ・800として、パキスタンではパック・スズキ・モーターによってスズキ・FXとして製造が行われた。
日本国外向けの2代目はCA91/92/CB91/92型（SB308型とも）。CA71/72型フロンテをベースに796ccエンジンを搭載した。インドでは2代目マルチ・800として、パキスタンではメヘラン (Mehran) として生産された。また、中華人民共和国では長安汽車、吉林江北機械廠、湖南江南汽車によって生産された。ヨーロッパでは1984年から1993年まで販売されたが、日本市場向けがCL11型にモデルチェンジしてからはインドからの輸入に切り替わった。
CL11型は大宇国民車（現：韓国GM）が大宇・ティコとして大韓民国、ポーランド、ルーマニア、ウズベキスタンで生産した。中国ではティコが安徽安馳汽車によって「安馳（Anchi）」（MC6330）のネーミングで1994年から2003年まで、および親会社の哈飛汽車によって「百利（Baili）」（HFJ6330E）のネーミングで1999年から2004年まで生産された（エンジンは直列4気筒870cc）。また、エジプトのスペランザ社でもライセンス生産（1996年 - 2008年）された。
1994年から2002年にかけてはセルボモードをベースに1Lエンジンを搭載した車種がヨーロッパ向け3代目アルトとしてインドから輸出された。なお、この車種はインドでは「ゼン」の車名で販売された。
インド市場で最初に「アルト」の車名を冠した車種は2000年に登場した。HA12型をベースに直列3気筒 F8D型 796ccエンジンを搭載しており、新興国向けにはこちらが輸出された。ヨーロッパ向け4代目アルトは直列4気筒 F10D型 1061ccエンジンを搭載したモデルがインドから輸出され、2002年から2009年にかけて販売された。1.1L車はインド向けにも上級グレードとして設定されたが、やがてカタログから落とされ、2010年8月に直列3気筒 K10B型 998ccエンジンを搭載した車種が「アルトK10」としてデビューした。アルトK10もまた新興国向けに輸出されている。HA12型はパキスタンでも製造が行われていたほか、コロンビアではゼネラルモーターズによって現地組立が行われてシボレー・アルトとして販売された。
2022年8月18日には、インド市場向けのアルトK10がフルモデルチェンジを発表し発売された。外観はヘッドランプを大型化し、フロントグリルは大型のハニカムパターンを採用。内装はグレーを基調にベージュのアクセントが採用され、オーディオユニットをフローティングデザインとした。7インチのディスプレイオーディオ「SmartPlay スタジオインフォテインメントシステム」が採用され、Apple CarPlayやAndroid Autoといったスマートフォンとの連携機能にも対応。スピードメーターをデジタル表示とし、インパネにフロントパワーウィンドウスイッチを備え、リモートキーレスエントリーが装備された。エンジンはK型エンジンの新世代型でデュアルVVTを備えた「デュアルジェットエンジン」へ換装され、トランスミッションには5MTに加えてAGS（オートギアシフト）が追加された。

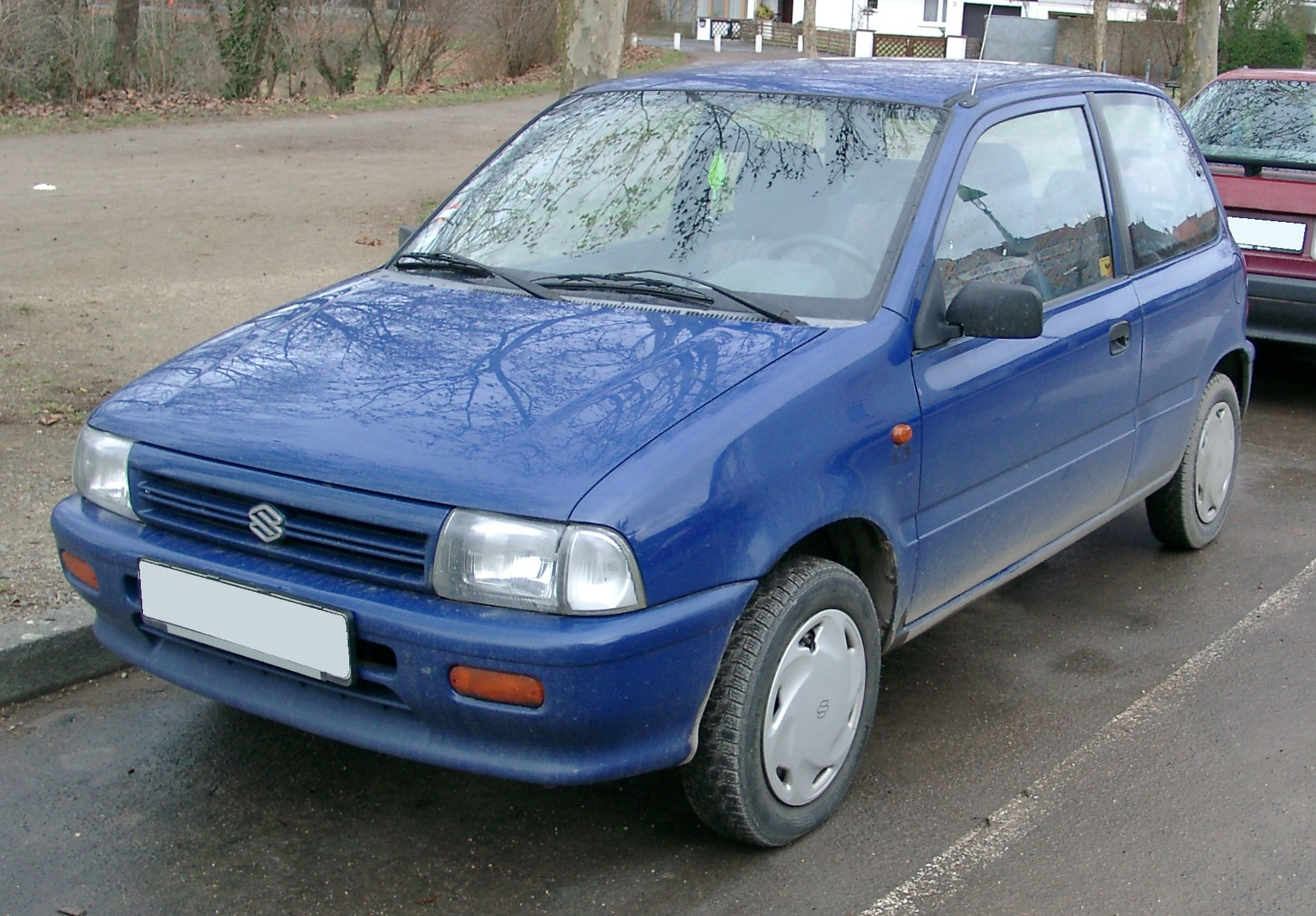
1994年型アルト欧州仕様（セルボモードがベース）
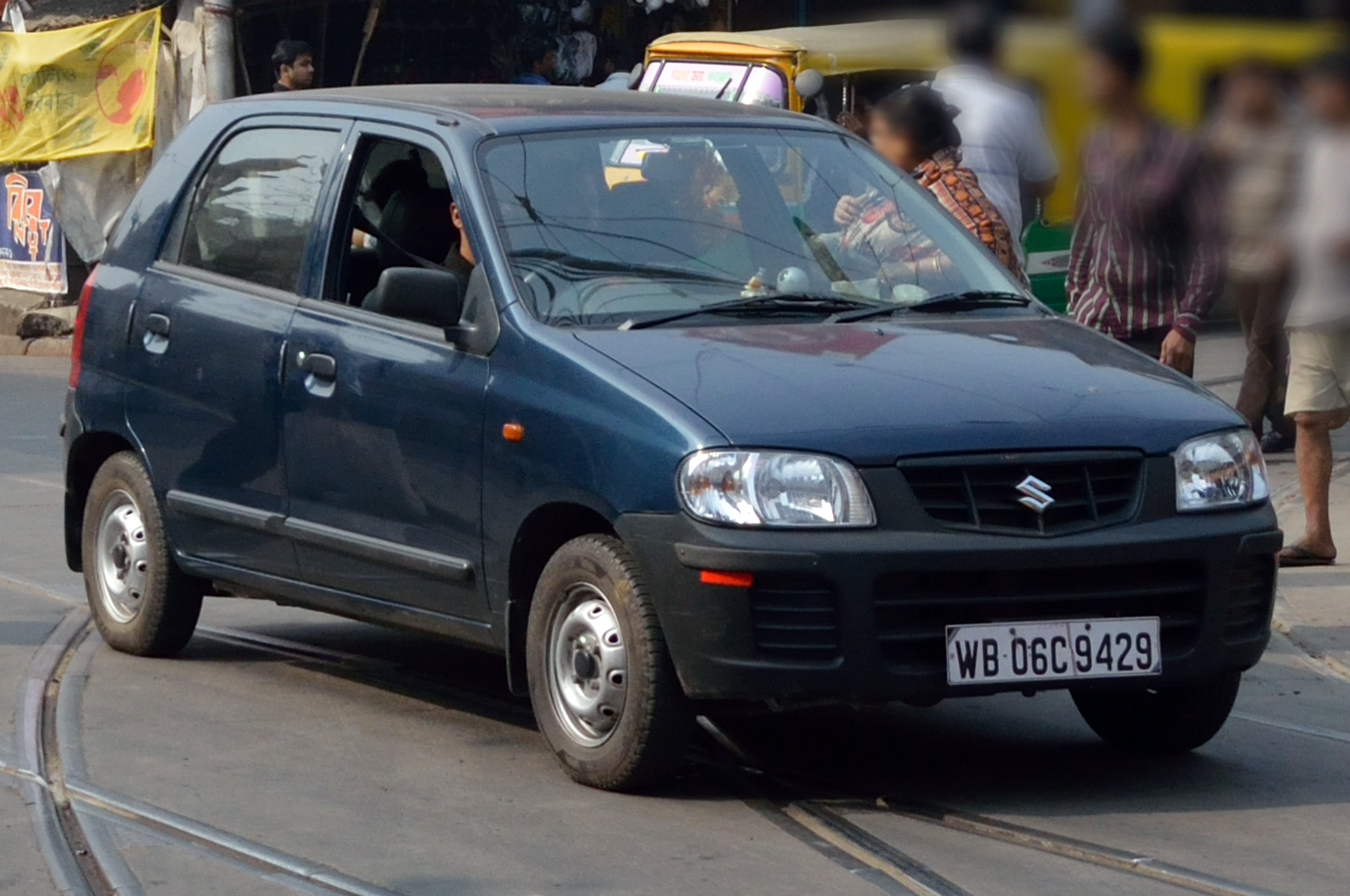
マルチ・アルト
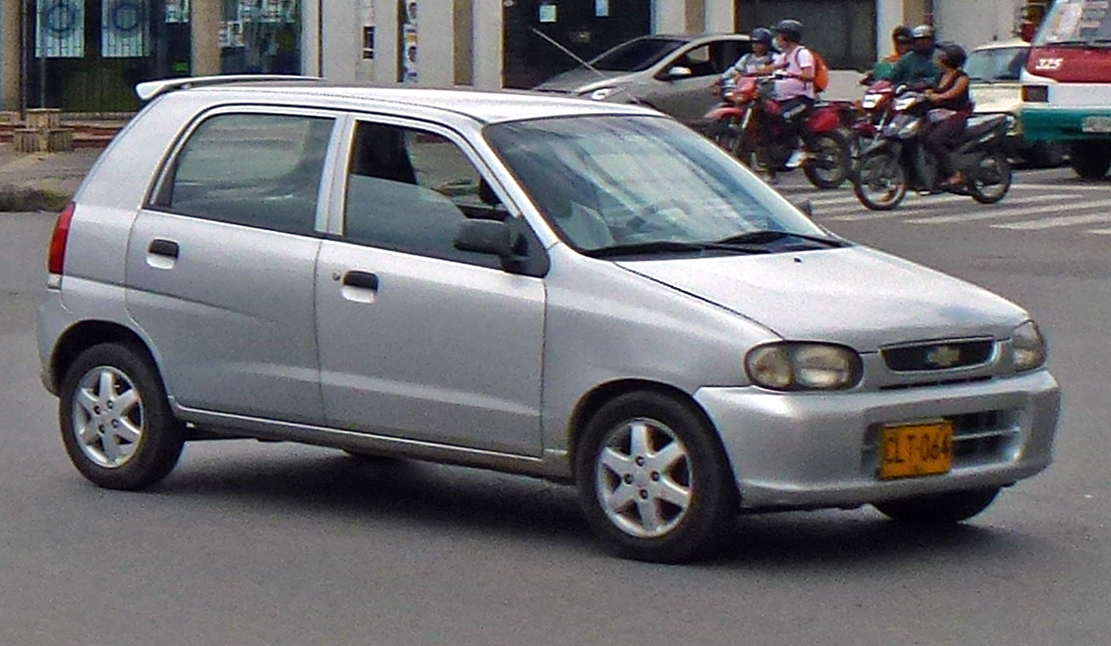
シボレー・アルト
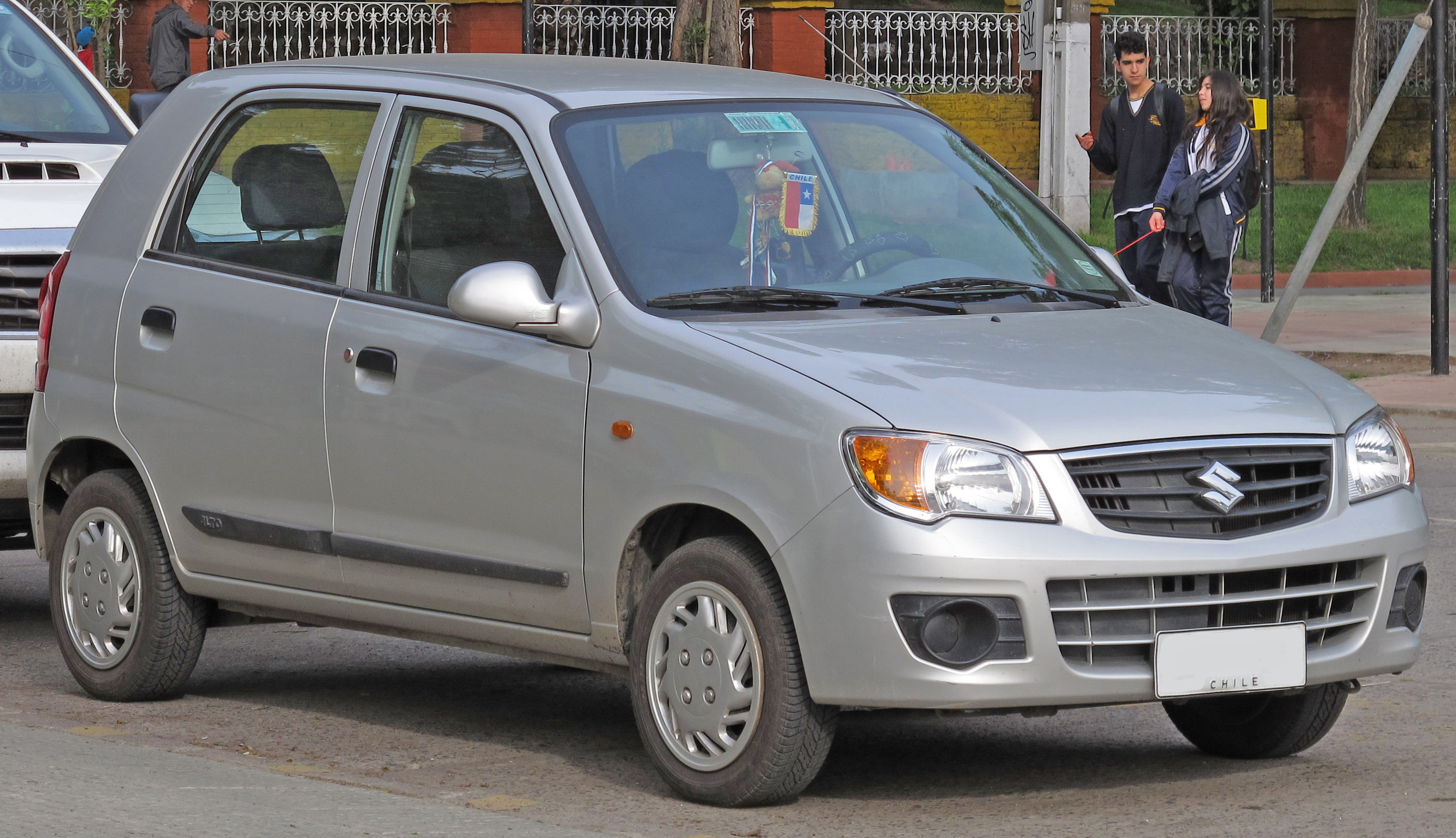
2011年型アルトK10
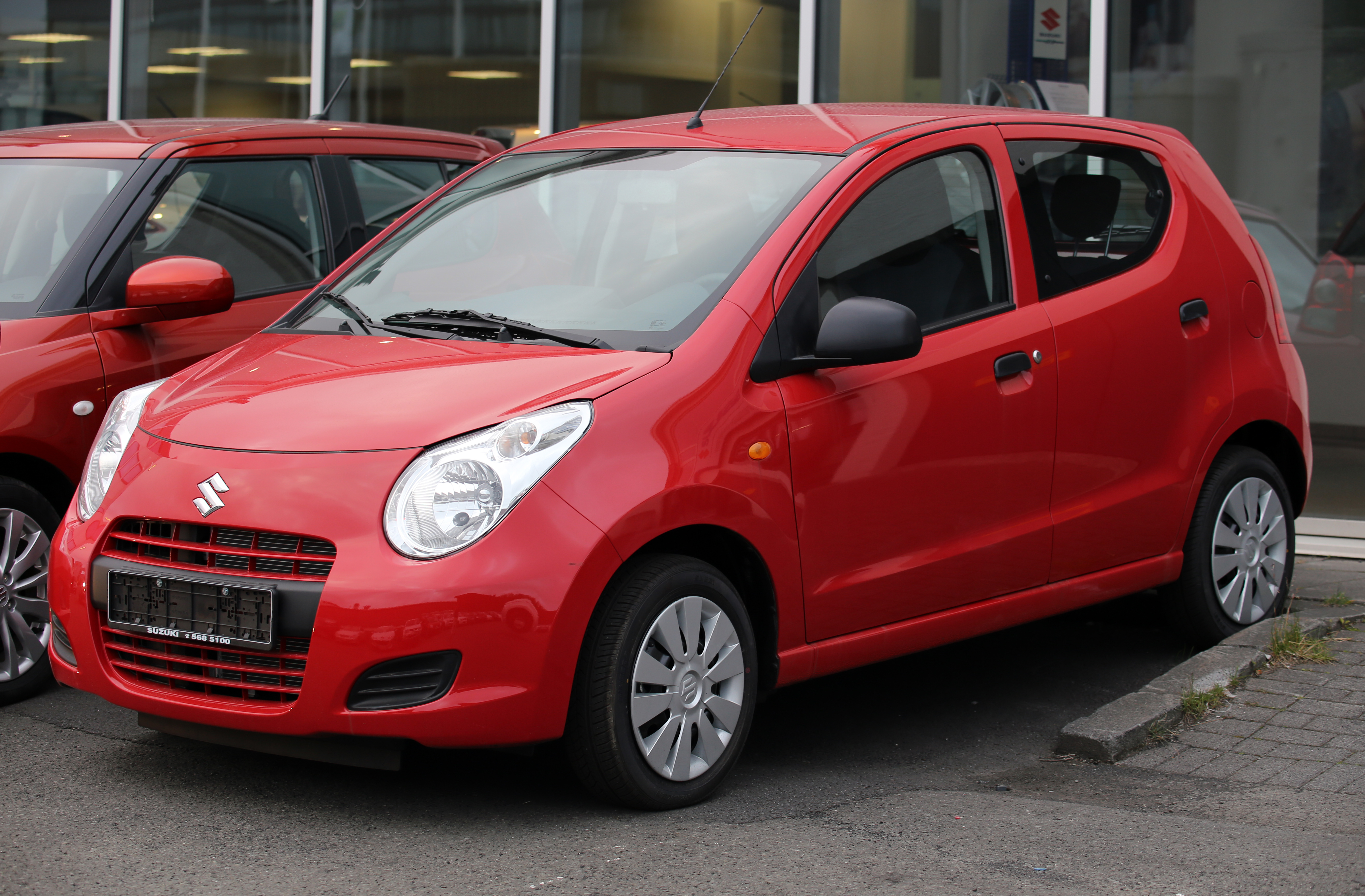
2013年型アルト欧州仕様（Aスター）
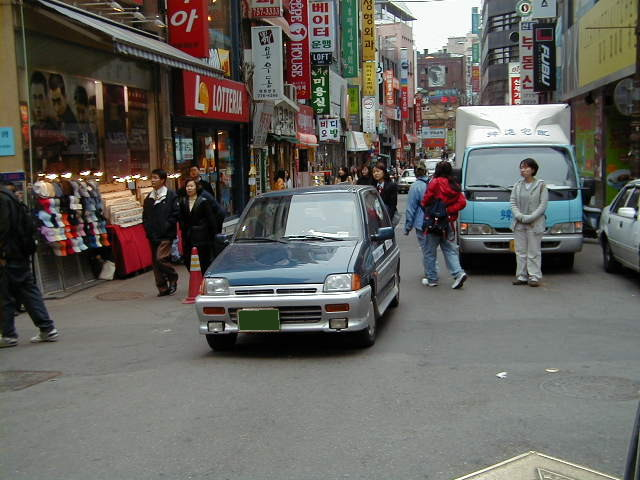
大宇・ティコ（韓国仕様）